# Чеське бароко

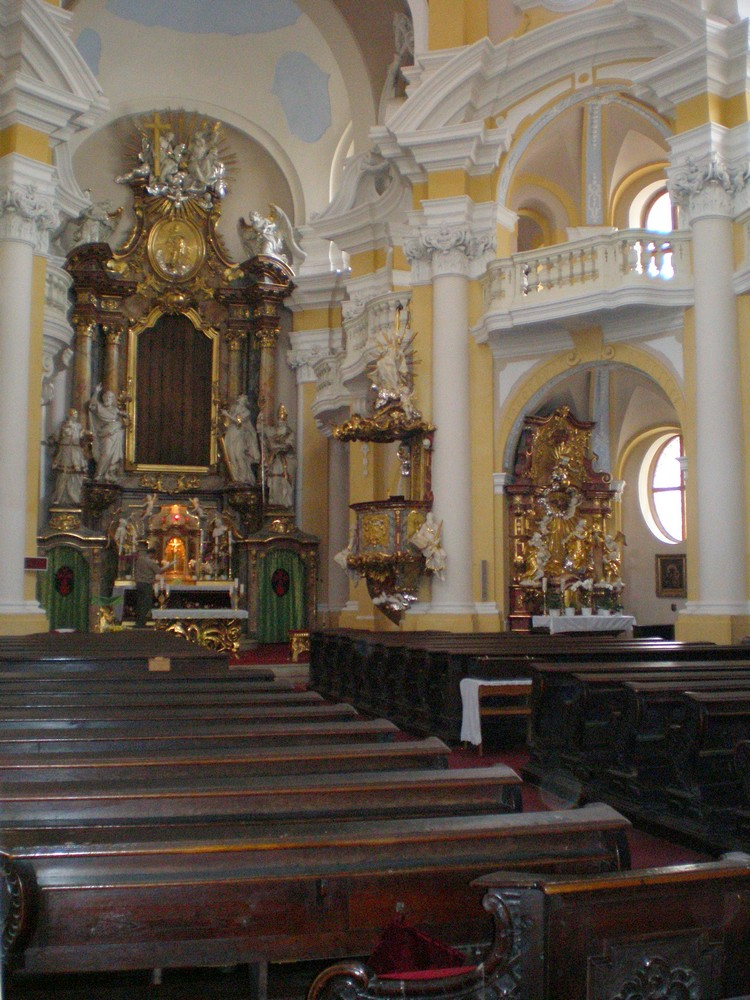
Вівтар церкви Марії Магдалини, Карлові Вари

Че́ське баро́ко — назва мистецького стилю, що мав поширення в провінції Чехії (Богемії) в складі Австрійської "клаптикової імперії".

## Передісторія

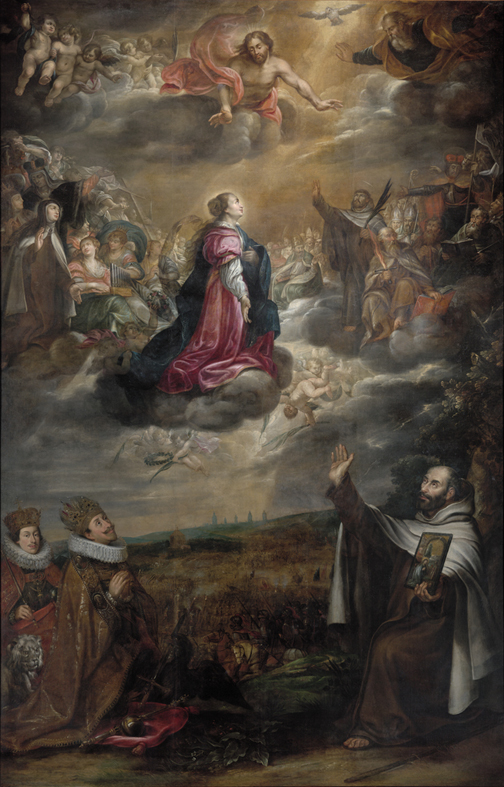
Худ. Антоній Стівенс. «Подяка імператора (Антонія Фердинанда ІІ) Мадонні Звитаги за перемогу над чехами при Білій Горі», 1641 р., костел Мадонни Звитяги і Антонія Падуанського монастиря кармелітів босих, Прага. Мала Страна.

Чехія (Богемія) опинилась під владою австрійських Габсбургів з 1526 року. Незважаючи на це, країна зберігала державну автономію і національну самобутність. Гніт посилювався і боротьба з незалежною автономією перейшла у військове протистояння. 1618 року військо чеського дворянства і містян повстало і скасувало владу намісників Габсбургів. Габсбурги, зацікавлені в поневоленні повсталої провінції, зібрали армії і розбили військо чехів 1620 р. при Білій Горі. Розпочався бездержавний період Чехії, що тривав близько трьохсот років. Чехія опинилась під владою Австрійської імперії.
Конфлікт посилювали конфесійні розбіжності. Чехія схилилась до протестантизму, тоді як Австрія залишалась форпостом католицизму. Землі і майно чеських дворян були конфісковані і передані в поневоленій країні австрійським шляхетним родинам. Розпочалося насильницьке окатоличення, що мало наслідками знищення протестантського надбання і еміграцію з країни нескорених протестантів.
За неповними підрахунками австрійські католики спалили в Чехії більше шістдесяти (60000) тисяч протестантських видань і книг. Справу знекровлення країни довершила Тридцятирічна війна, що найбільше спустошила князівства Німеччини та саму Чехію.
Карлів університет австрійці передали ордену єзуїтів.
Стилістика бароко в Чехії початкового періоду мала присмак перемоги католицизму над протестантизмом на певній території, як то мало місце в Південних Нідерландах і в американських колоніях Іспанії.

## Початковий період

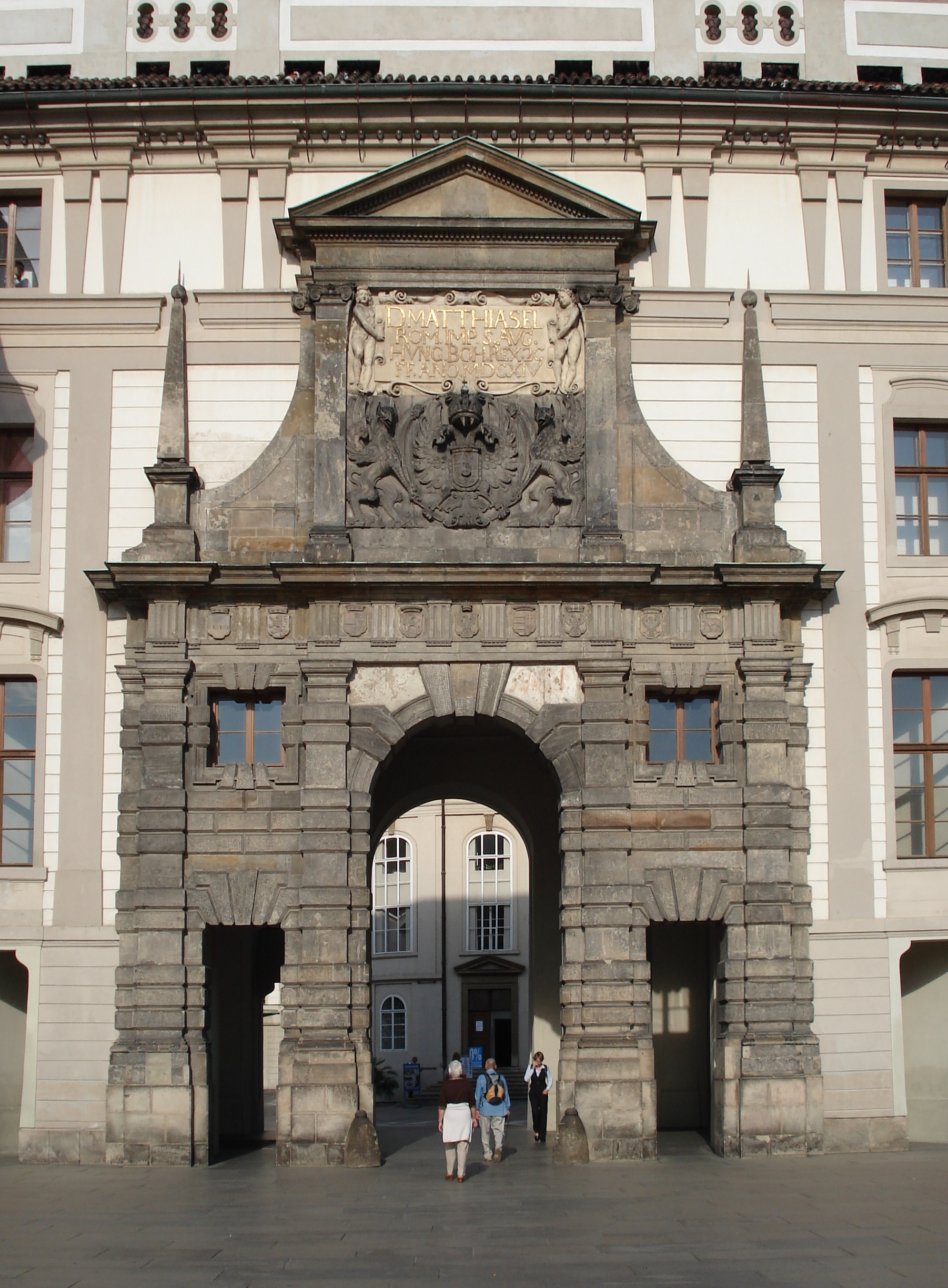
Брама імператора Матьяша, до 1614 р.

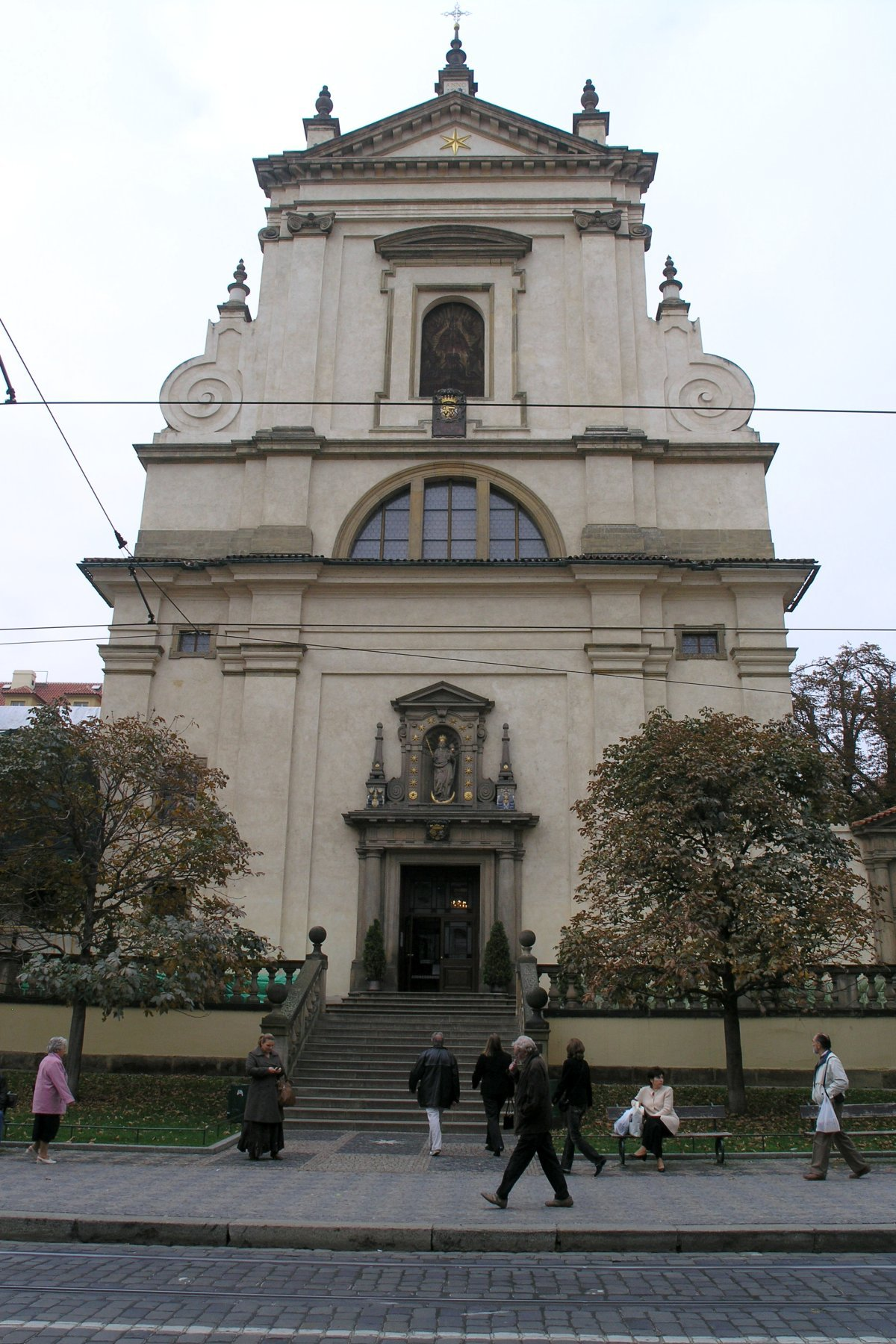
Прага, малостранський протестантський храм, перероблений на католицький костел Мадонни Звитяги

Бароко було принесено на землі Чехії австрійськими завойовниками. Після поразки у 1620 р сословних (станових, чеських) військ у битві при Білій Горі імперська влада розпочала справжню ідеологічну війну в Чехії, що схилилася тоді до протестантизму. Ідеологічний тиск мав на меті навернення чехів у лоно католицизму. Землі чеських феодалів конфіскували і роздали австрійським магнатським родам. Австрійські репатріанти дотримувались католицизму і розпочали швидку забудову в своїх нових маєтках замків-палаців, костелів, каплиць.
Дослідники стверджують, що і раннє чеське бароко в місцевій культурі мало агресивний характер австрійських завойовників. Показовими були створення комплексів Валдштейнського палацу з садом та ансамбль споруд Клементінуму. Вальдштейн придбав декілька будинків та земельних ділянок під Градом, зруйнував їх і наказав збудувати розкішний палац з садом бароко італійського типу, небаченим до того в Празі. Грандіозним будівельним майданом став і Клементінум, що постійно перебудовувався і мав собор, храми, гуртожитки, монастир єзуїтів та велику бібліотеку, декілька внутрішніх дворів. Здається, усі найкращі архітектори — іноземці першої генерації працювали тут — від Доменіко Орсі і Франческо Каратті до Жана Батіста Матеї.
Будівництво в місті Прага полегшували еміграція і відтік чеських мешканців. Житлові і господарські споруди попереднього періоду руйнували або купували за безцінь і вивільнені місця забудовували в новій стилістиці. На католицькі храми перебудовували вже існуючі в столиці протестантські церкви, як то було з малостранським храмом Праги, відданим кармелітам босим і перетвореним на костел.
Але ситуація доволі швидко змінилася на протилежну. По закінченні Тридцятирічної війни Чехія увійшла в період стабілізації. В Чехії, перетвореній на імперську провінцію, було забагато будівельних матеріалів (природний камінь, пісковик, мармур, деревина), була потужна будівельна традиція і дешева робітнича сила.
Бароко як стильова система було прийняте і отримало подальший розвиток. Незважаючи на агресивний характер початкового бароко, перша генерація архітекторів і скульпторів завдала надзвичайно високий рівень проектних рішень і їх практичного виконання. Бароко Чехії практично не мало учнівського періоду пошуків чи вагань, а відразу отримало значущі і досконалі архітектурні форми і образи, які вдало використовувало та розвивало.
Серед перших споруд в стилі бароко — брама імператора Матьяша, вибудована до 1614 р. Вона зберігає зв'язок з архітектурою маньєризму з її використанням рустованих деталей, декоративних обелісків, підсиленою монументальністю.
Серед сакральних споруд з використанням стилістики бароко першою була каплиця Діви Марії, вибудована для колонії італійців у період 1590—1597 рр. Споруда мала овальний план, що сигналізував про перехід в архітектурі від пізнього відродження до бароко.

## Майстри

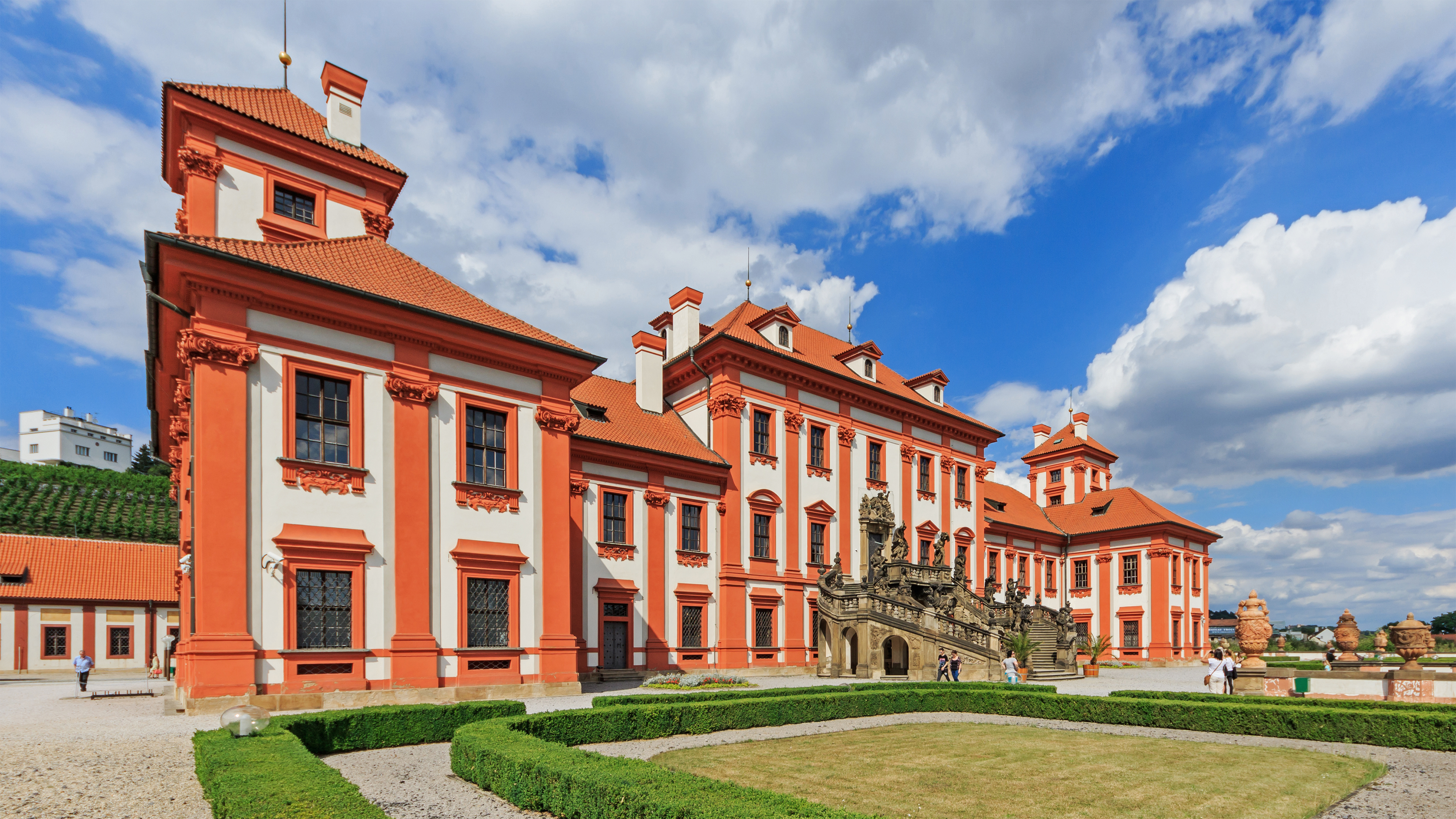
Тройський замок, садовий фасад.

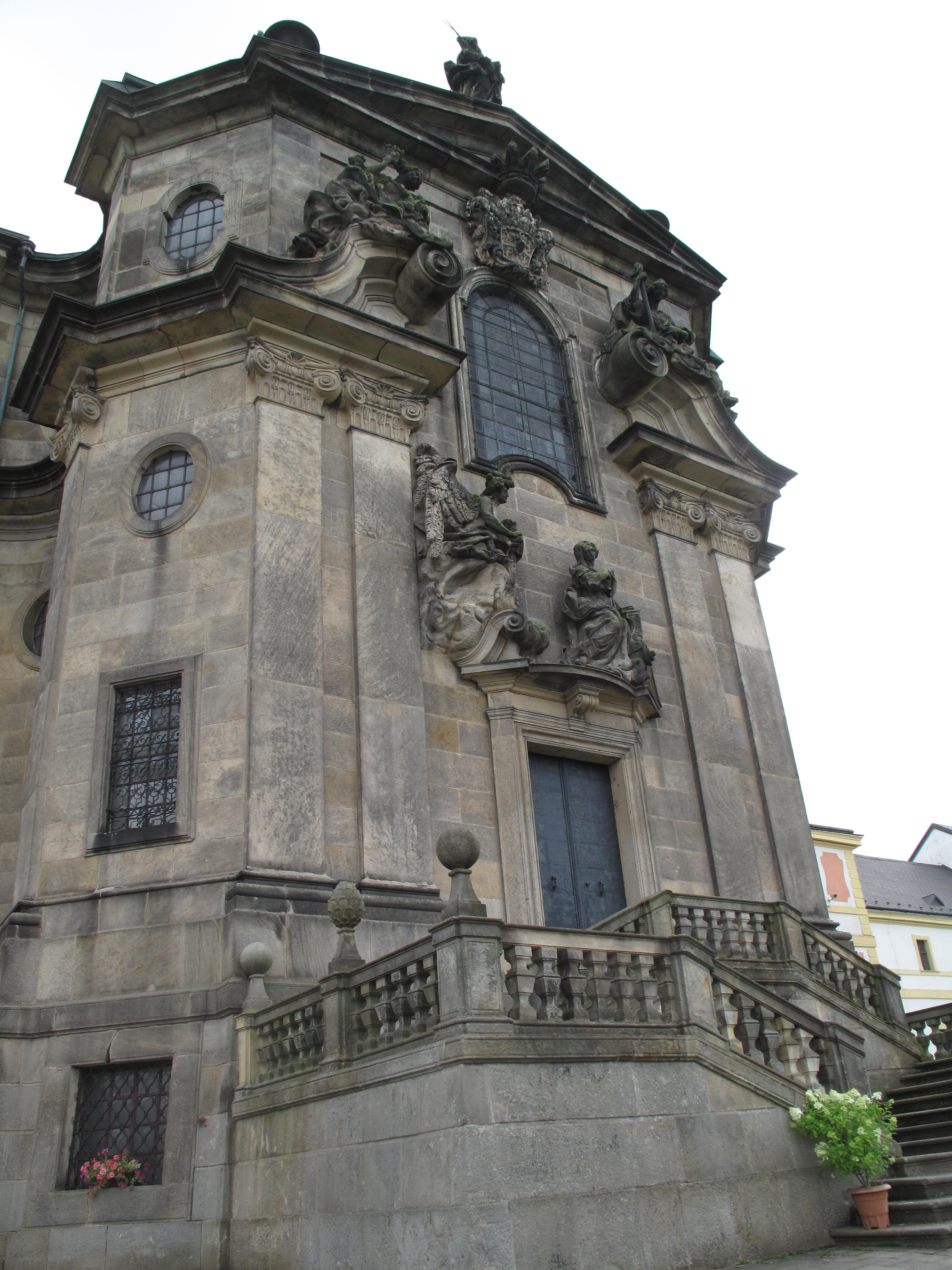
Фасад шпитальної церкви в замку Кукс, арх. Дж. Б. Алліпранді

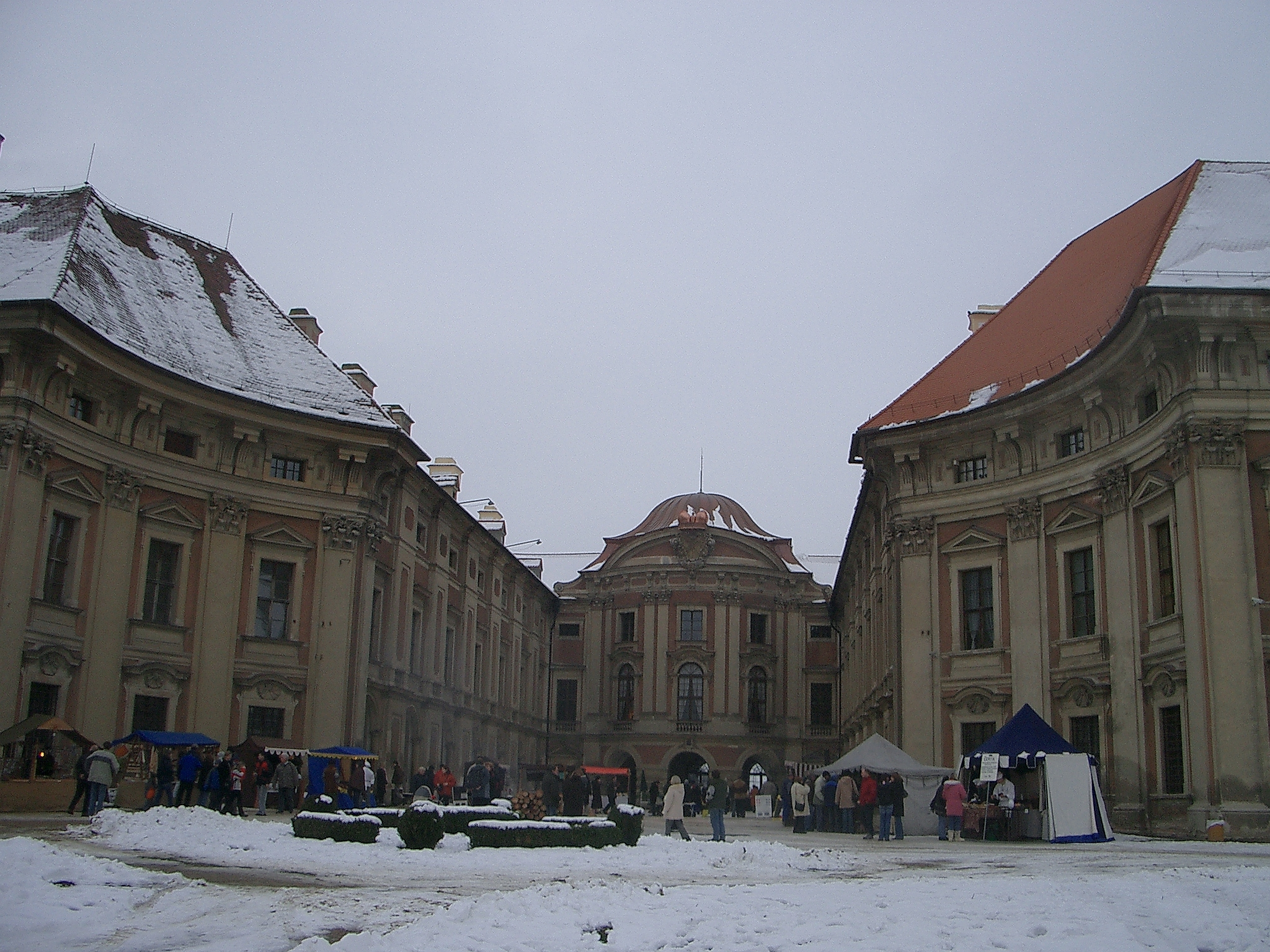
Доменіко Мартінеллі. Палац Славков-у-Брна, колишній замок Аустерліц

Чехія пережила справжній будівельний бум. Аби прискорити будівництво, в країну запрошена ціла армія архітекторів та будівників з Італії, Австрії, німецьких князівств, навіть з Франції. В Чехії працювали :
- Джованні Марія Філіппі (бл. 1565—1630)
- Якопо де Ваккані, архітектор[3]
- Франческо Каратті (бл. 1620—1677), архітектор[3]
- Карло Лураго (1615—1684), архітектор[3]
- Антоній Стівенс (Antonín Stevens бл. 1610—бл. 1675 або 1618—1672), художник
- Авраам Лейтнер (1639—1701), архітектор і виконроб
- Джованні Доменіко Орсі (1634—1679), архітектор[3]
- Жан Батіст Матеї(1630—1696), архітектор[3]
- Андреа Спецца (1580—1628), архітектор[3]
- Джованні де Гальяно П'єроні (1586—1654)[3]
- Ніколо Себрегонді (1585—1652), садівник і архітектор[3]
- Джованні Баттіста Алліпранді (1665—1720), архітектор[3]
- Бартоломео Баччо Б'янко, художник
- Пауль Ігнац Байєр (1656—1733)
- Матьяш Бернард Браун (1684—1738), скульптор
- Фердинанд Максиміліан Брокоф (1688—1731), скульптор[3]
- Андреас Філіп Квітайнер, скульптор
- Конрад Макс Зюсснер, скульптор
- Крістоф Дінценгофер(1655—1722), архітектор
- Йоган Бернгард Фішер фон Ерлах(1656—1723), архітектор
- Абрахам Лютнер (1640—1701)
- Ондржей Філіп Квітайнер (1679-1729), скульптор
- Йоган Георг Германн, скульптор[3]
- Йоган Лукас фон Гілдебрандт (1668—1745), архітектор
- Джанбартоломео Комета (1620—1687)
- Доменіко Галлі (?- 1675), художник
- Йоган Рудольф, художник
- Мішель Леопольд Вільман, художник
- Йоган Кристоф Лішка, художник
- Франц Антон Куен, скульптор.

Зросли пізніше і свої талановиті архітектори, нехай і з іноземним корінням, серед яких:
- Кіліан Ігнац Дінценгофер, (1689—1751)
- Ансельм Мартин Лураго(1701—1765)
- Ян Блажей Сантіні Айхл, (1677—1723)

## Місцеві особливості стиля

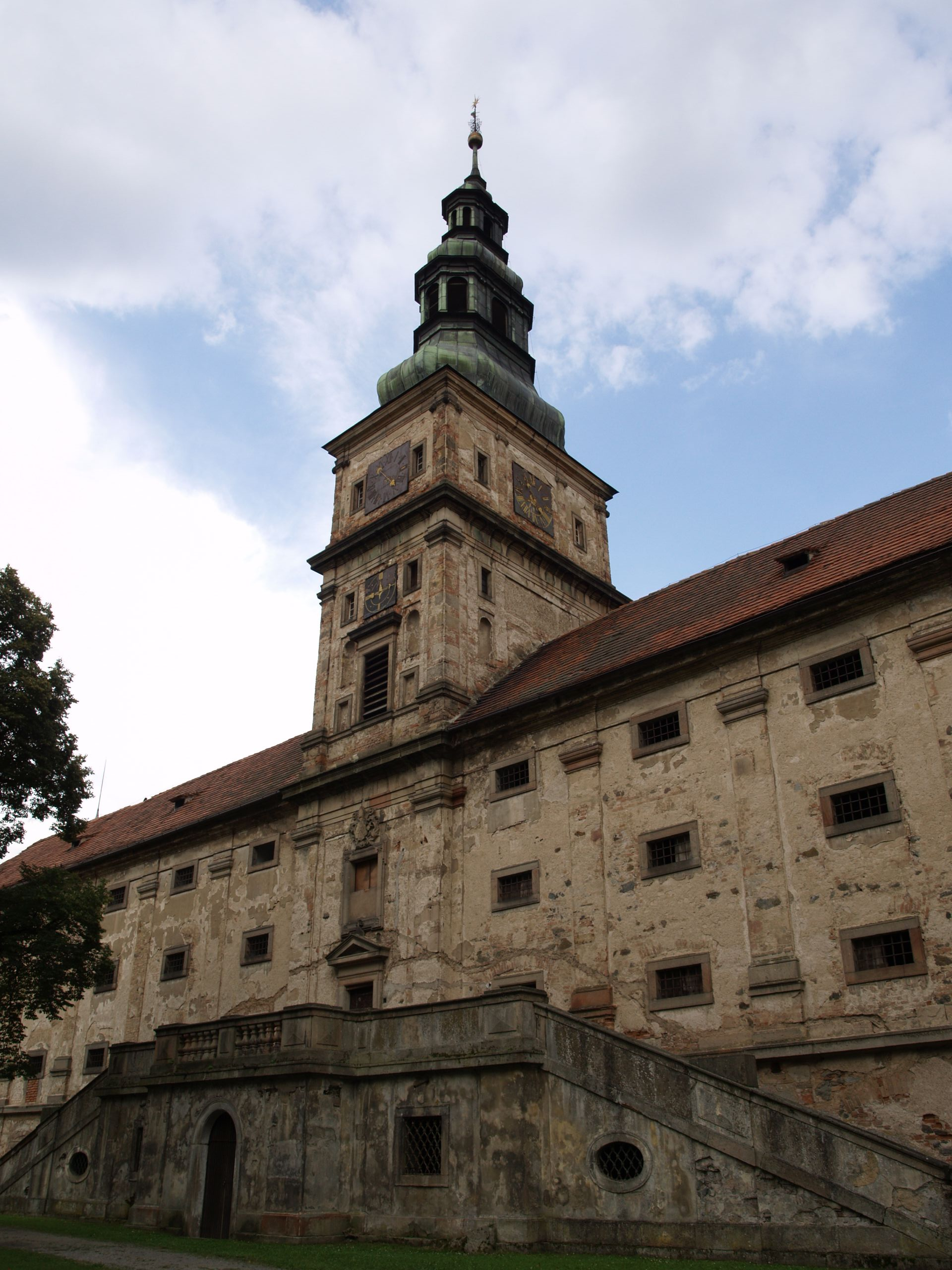
Монастир в Пласах, бароко.

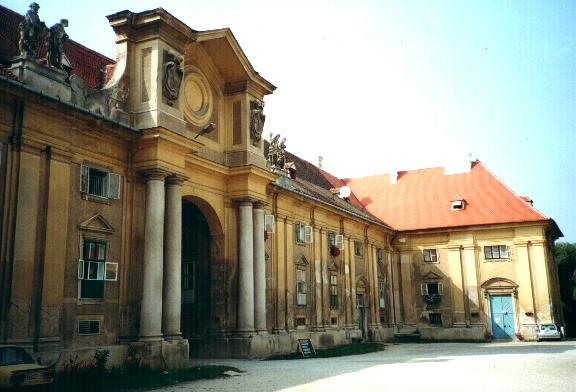
Палац Ледніце, стайні і візовня, доба бароко

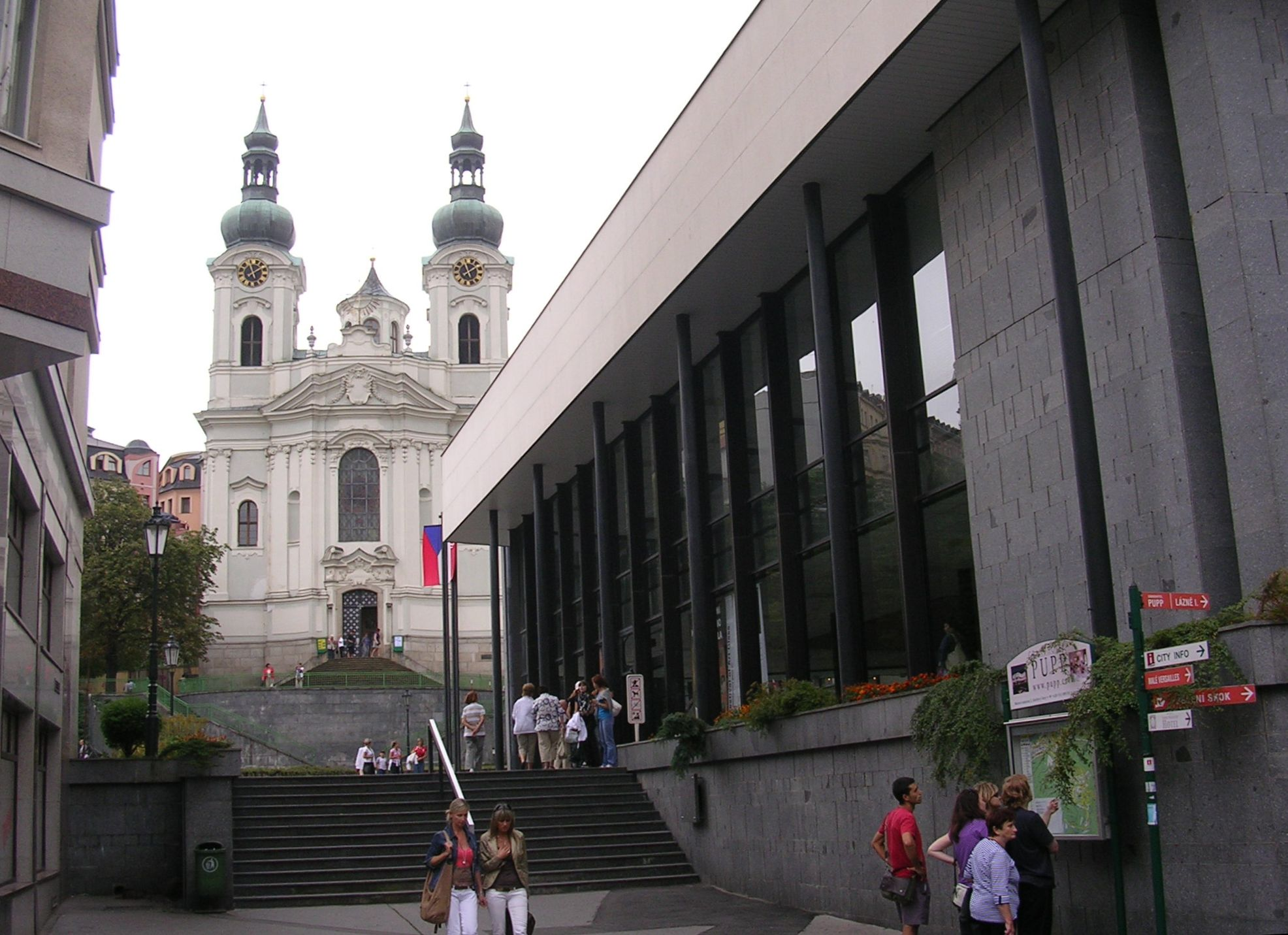
Костел Марії Магдалини, Карлові Вари.

Бароко Чехії не було монополізоване в якомусь одному центрі, а охопило значні території країні і пішло у провінції. І досі в невеликих містах країни можна зустріти цікаві або значущі зразки барокової архітектури в провінційних замках — палацах, фарних церквах і каплицях. Вони вдало вписані в місцевий рельєф, створюючи ансамблі з природним оточенням і мають важливе містобудівне значення досі.

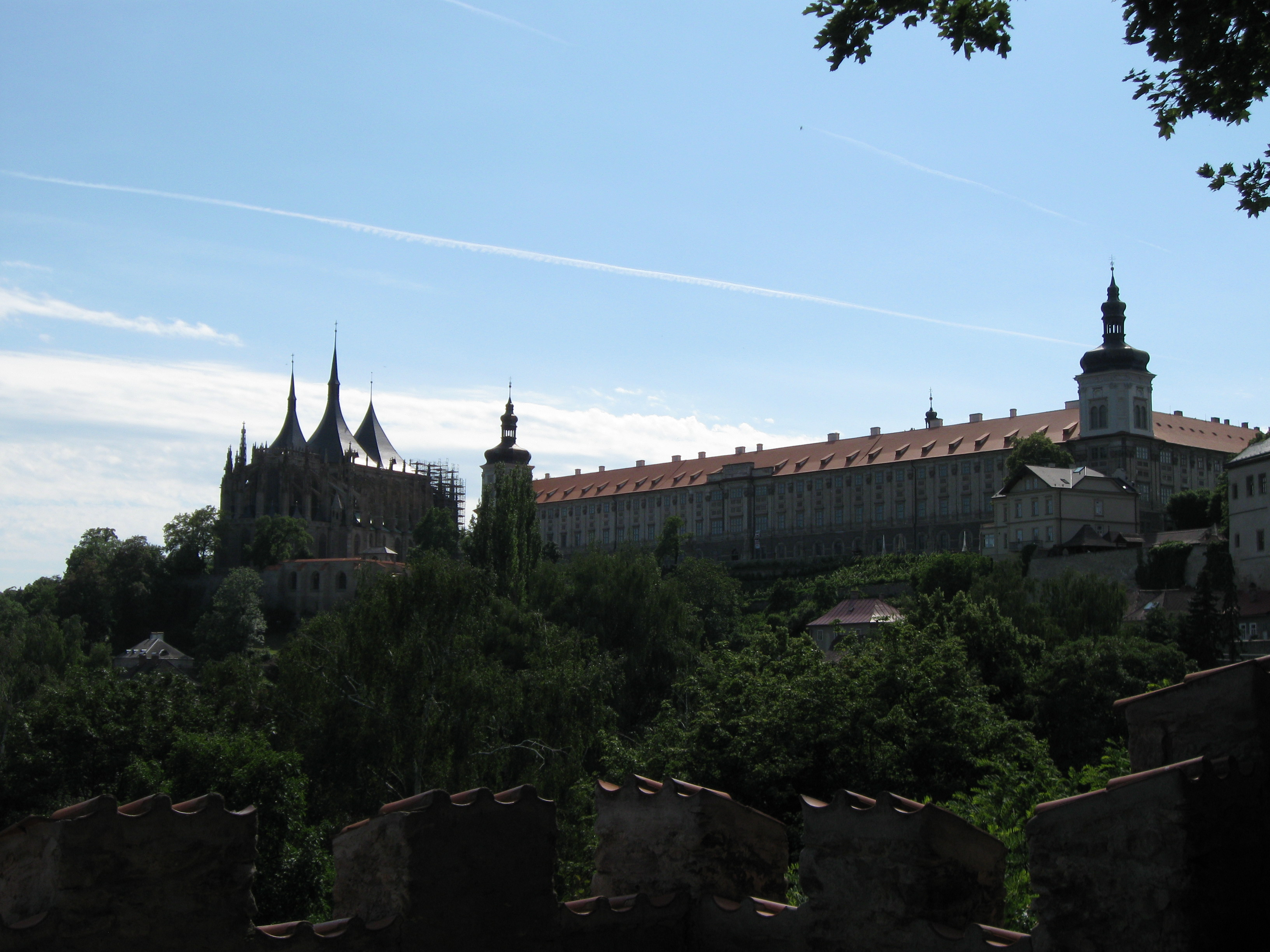
Єзуїтська колегія, Кутна Гора
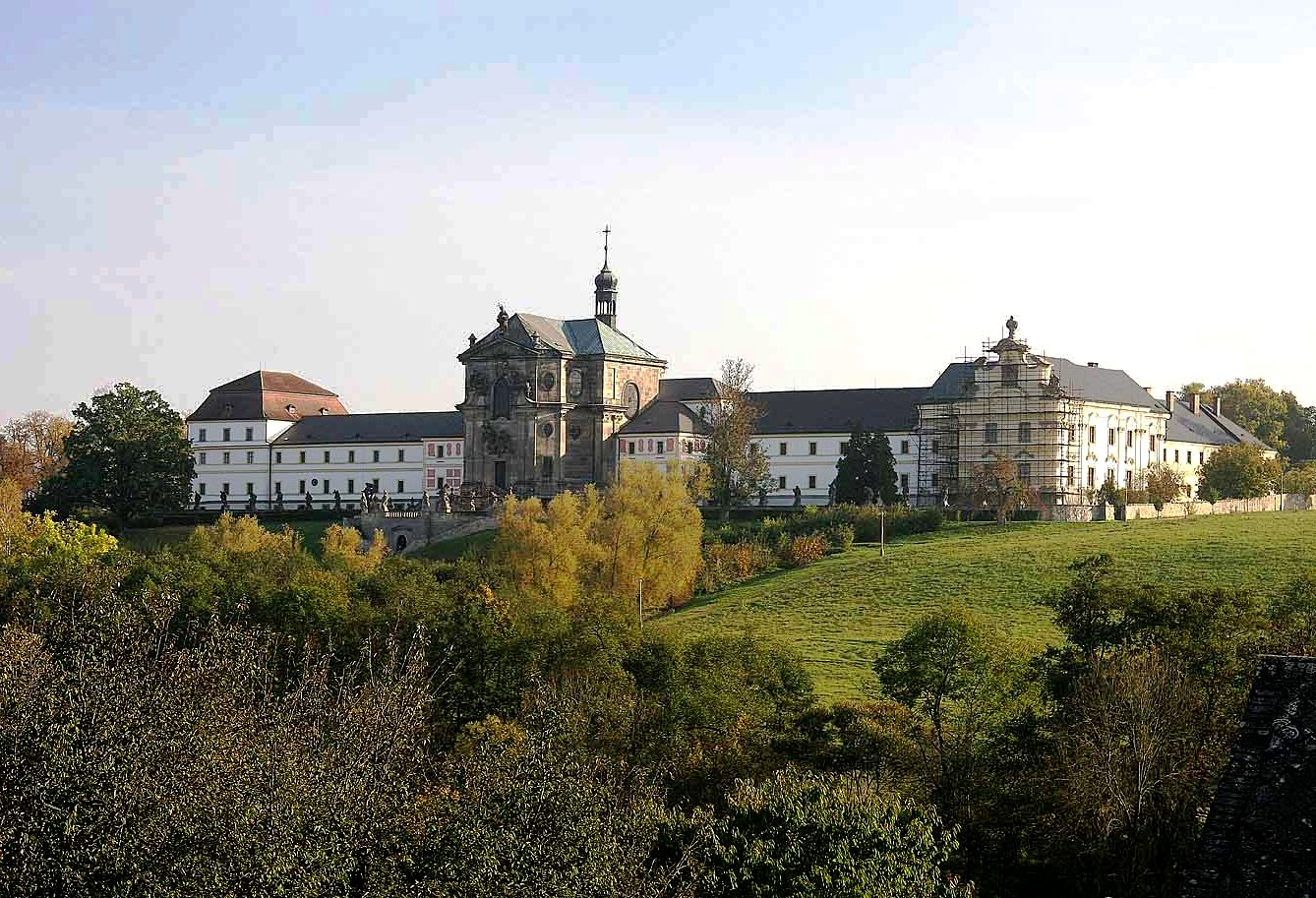
Бароковий шпиталь з костелом на узвишші, замок Кукс.
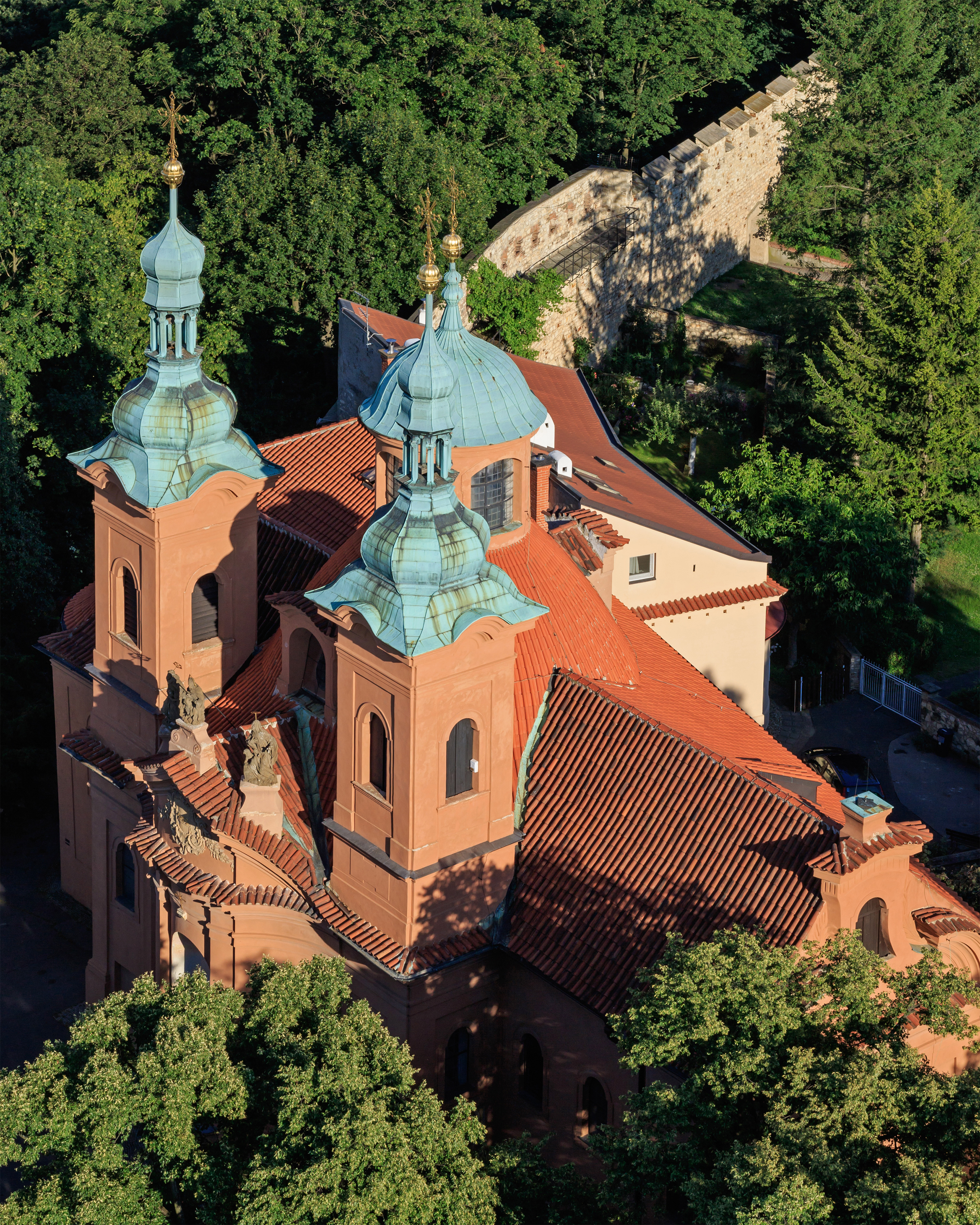
Кіліан Ігнац Дінценгофер. Церква св. Лаврентія, Прага
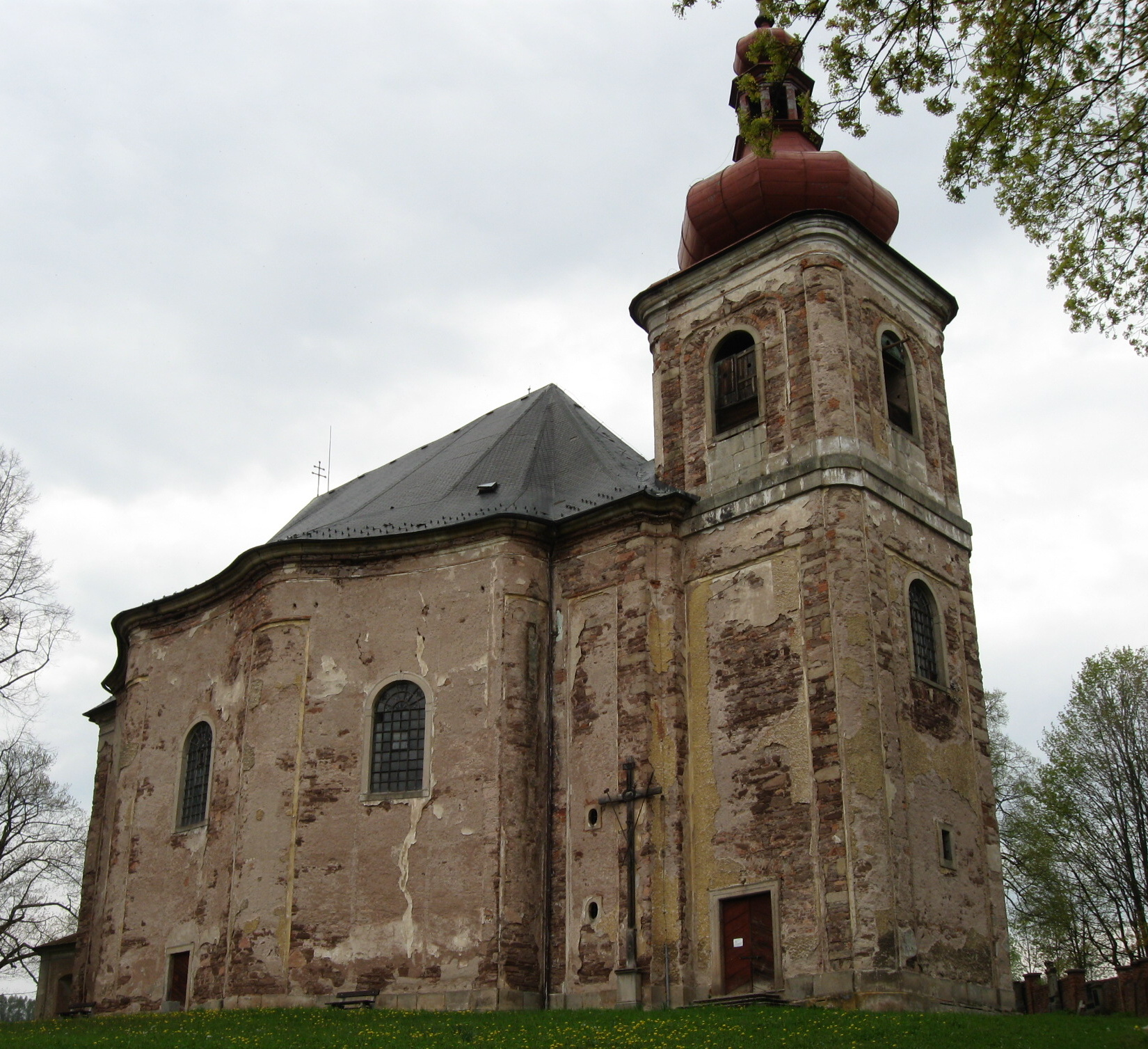
Костел Всіх святих, Германковіце
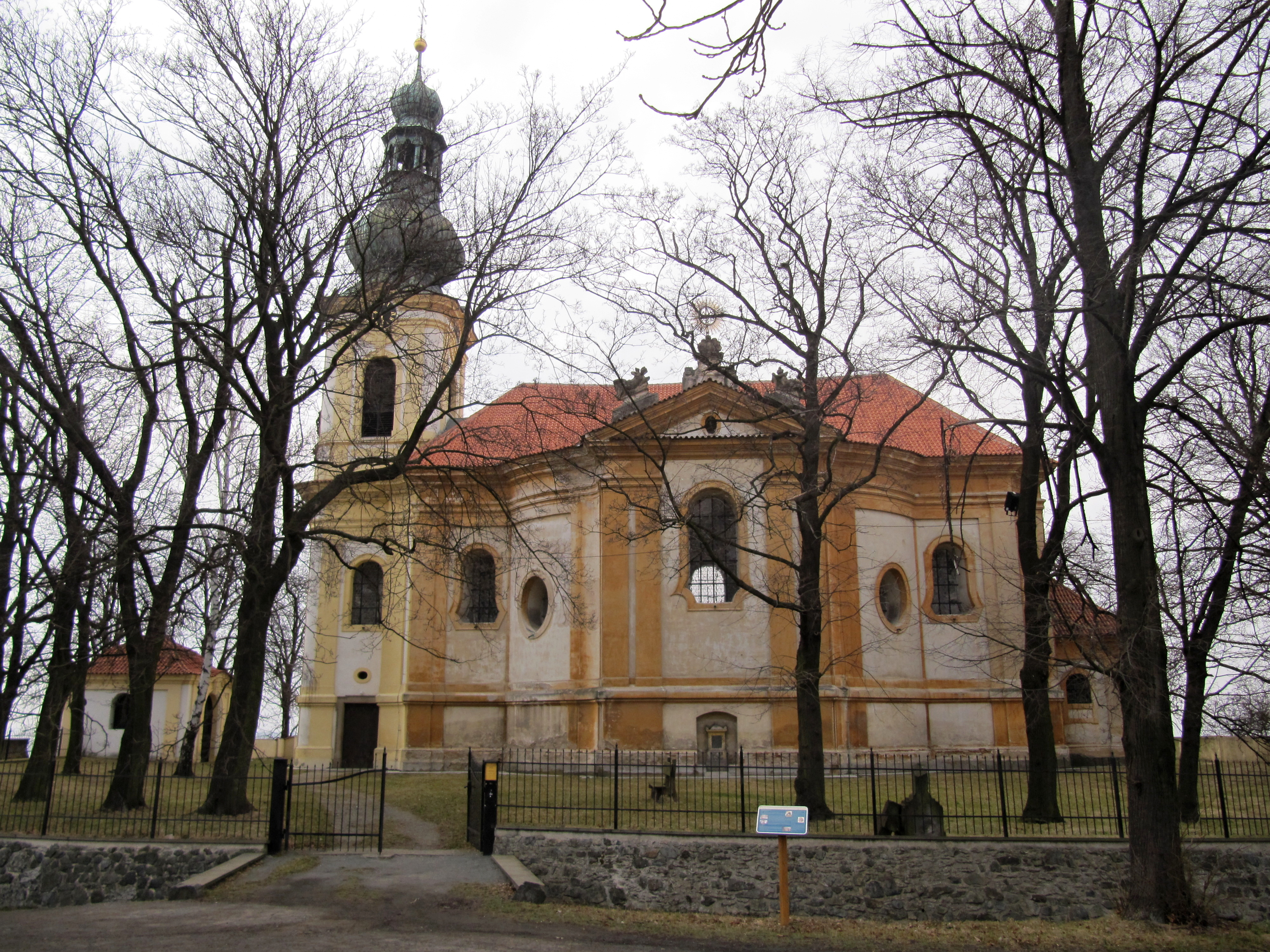
Костел св. Клемента, Одолена Вода
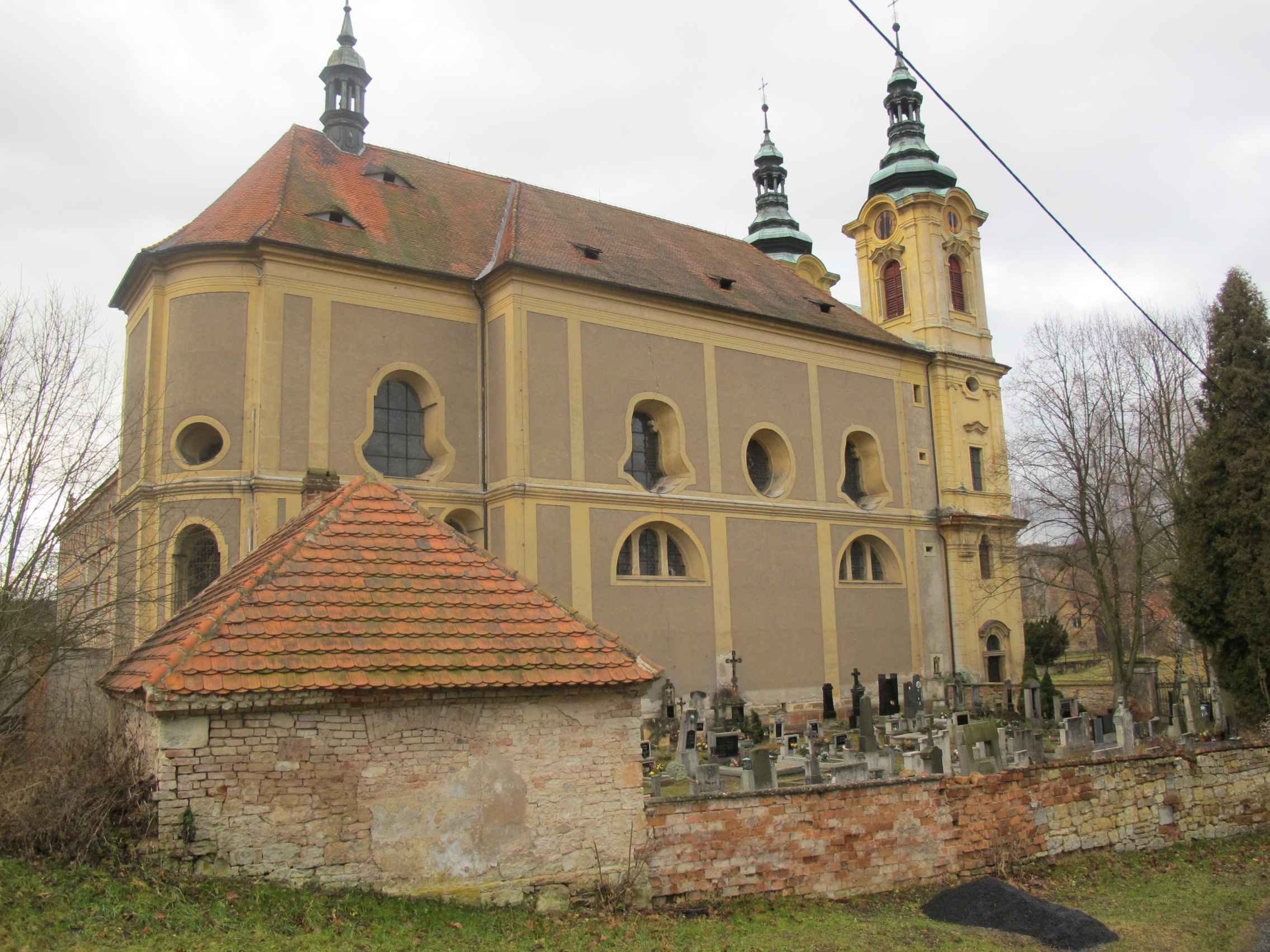
Монастирський костел, Рочов
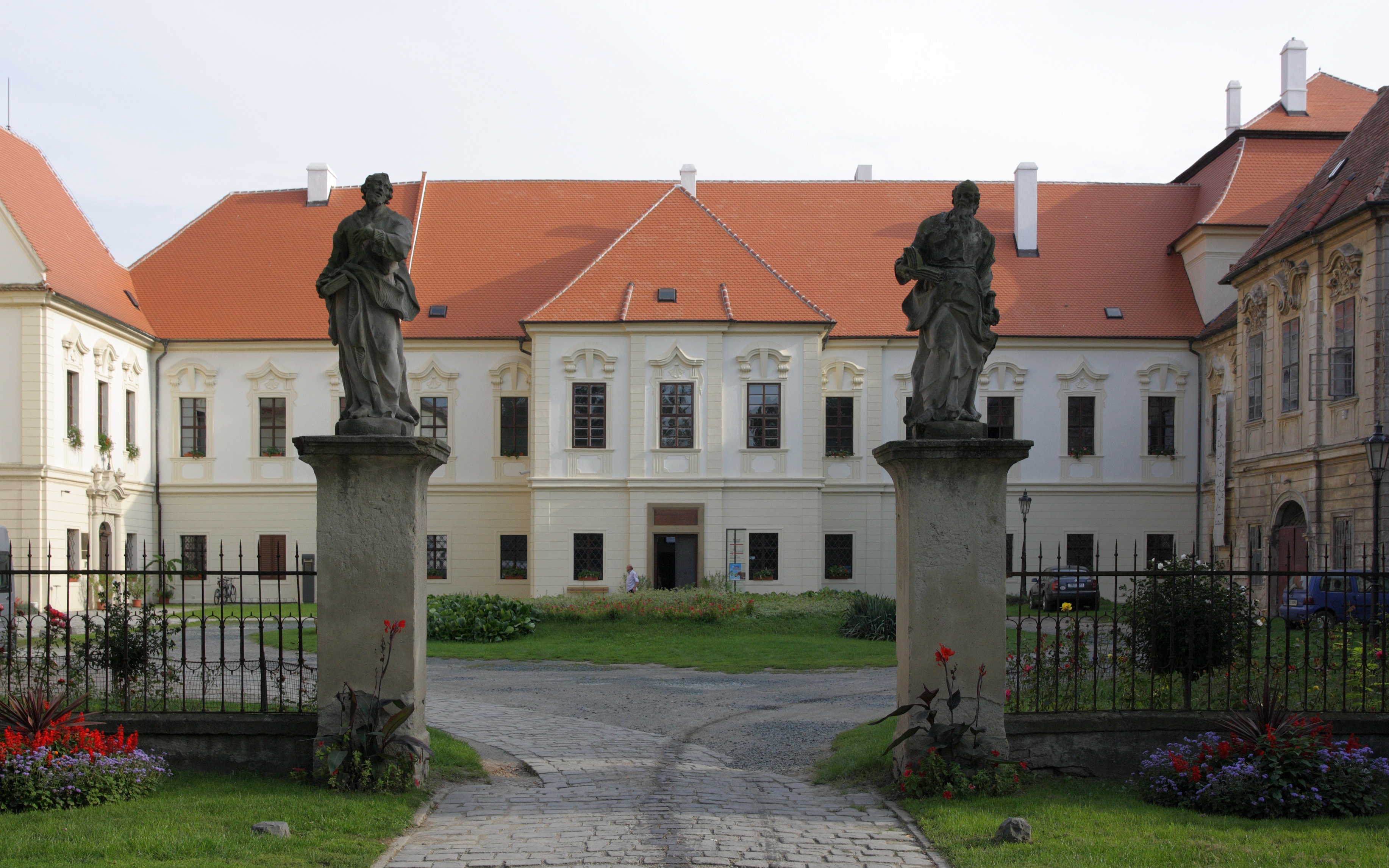
Бенедиктинський монастир, Райград
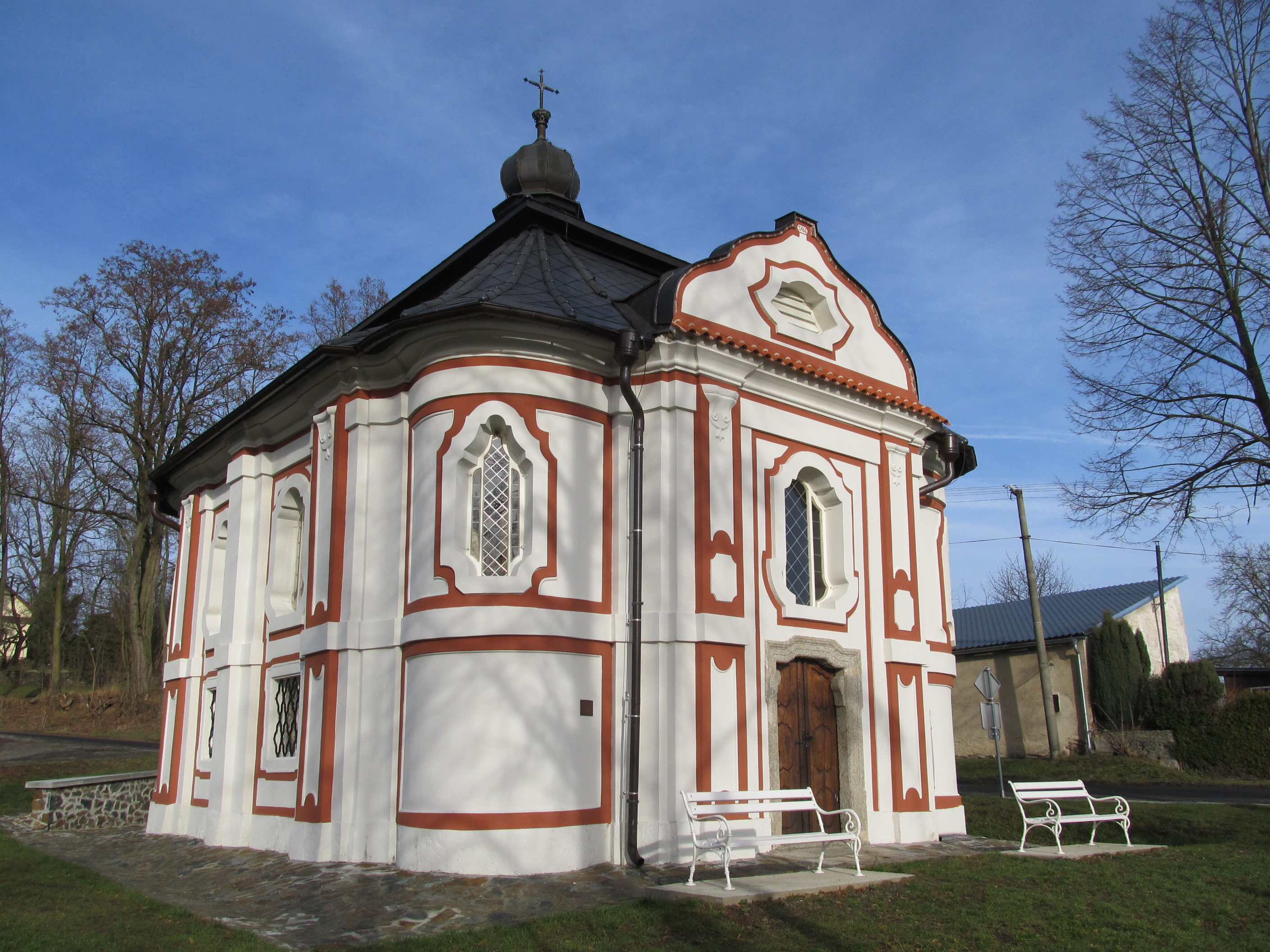
Каплиця Яна Непомуцького, Мілетіце

## Барокова скульптура Чехії

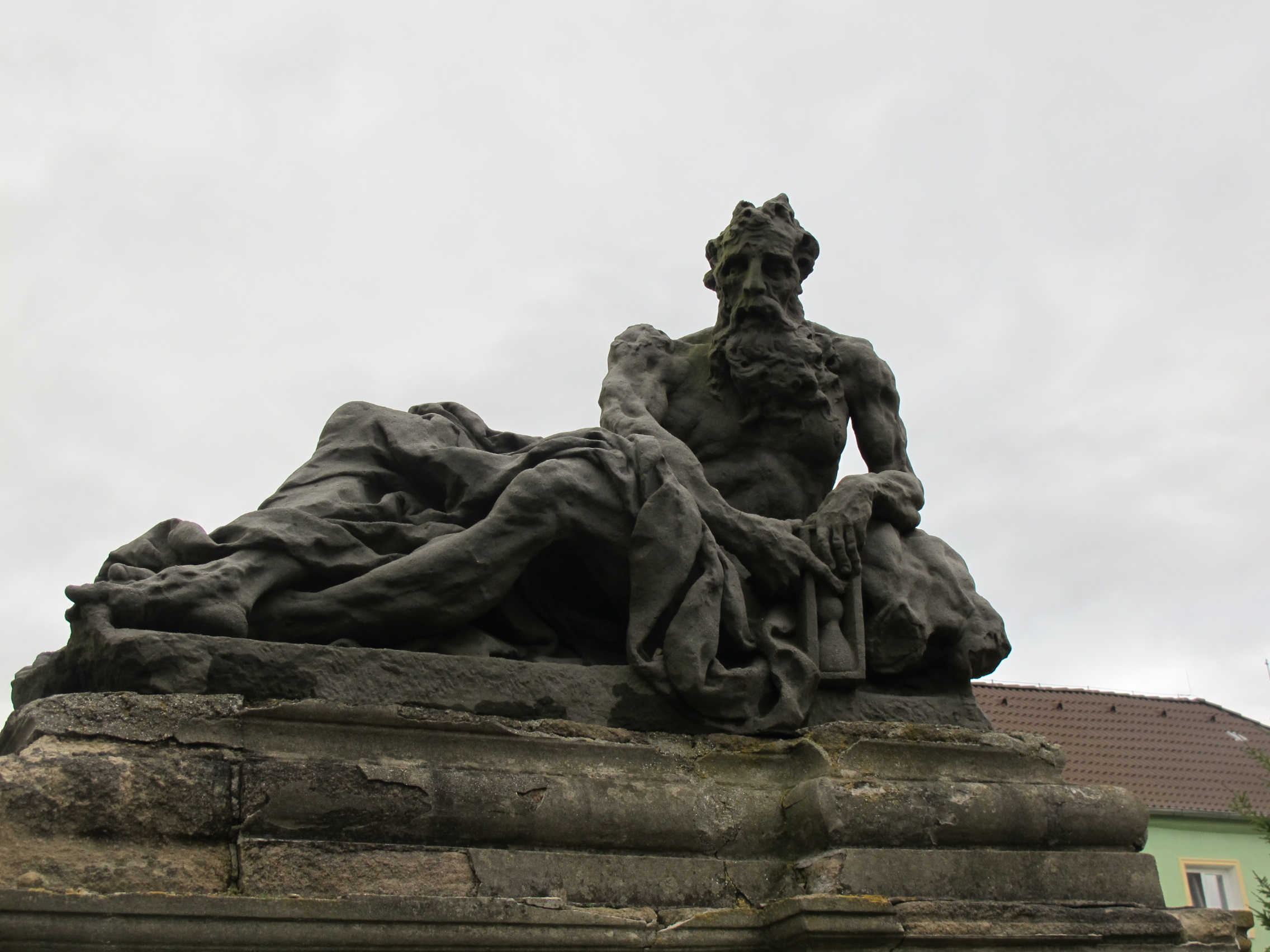
Скульптор М. Б. Браун. Хронос, божество часу, Цитоліби

Характерною особливістю чеського бароко було активне використання скульптури, на десятиліття залученої до пропаганди католицизму і його уславлення.
Створення нових палаців і католицьких храмів логічно потягло за собою створення релігійної та декоративної скульптури, розвиток ювелірства, барокових меблів, витворів з богемського скла, а пізніше — порцеляни. Пас задніх лише чеський живопис бароко, що не дав жодної значущої фігури (на кшталт Аннібалє Каррачі, Гверчіно, П'єтро да Кортона, Джованні Баттіста Тьєполо) окрім майстрів портрету (Ян Купецький, Карел Шкрета). Створювалась низка вівтарів і фесок в стилі академізму 17 ст., що носили вторинний і провінційний характер.
Навпаки, скульптура отримала сприятливі умови для розвитку через замови численних монастирів, церков і розвитку декоративних садів. З роками виготовлення скульптур тільки збільшувалось через залучення до пропаганди католицизму. Барокові архітектори використовували круглу скульптуру і рельєфи для фасадів як сакральних, так і світських споруд, для декорування архітектурних вівтарів і численних садів бароко (монастирських, семинарських, замкових). Скульптурами католицьких святих прикрасили Карлов міст і процес скульптурного декорування тривав з 1683 до 1714 року. Низка скульпторів працювала над створенням садово-паркової скульптури в численних барокових садах як в самій столиці, так і в далеких від неї магнатських садибах і замках. Склалась потужна місцева скульптурна школа в столиці, відомі представники котрої — Адріан де Вріс, Матьяш Бернард Браун, Фердинанд Брокоф тощо. Барокова скульптура мала довге художнє життя і підживлювала празьку школу скульптури навіть в 19 столітті, незважаючи на зміну стилістики і нові сюжети.
На території сучасної Чеської республіки також опинилась частка творів барокових митців-скульпторів, що не працювали в місті Прага. Серед них  Джованні Джуліані  (1664—1744) та  Франц Мессершмідт  (1736—1783).

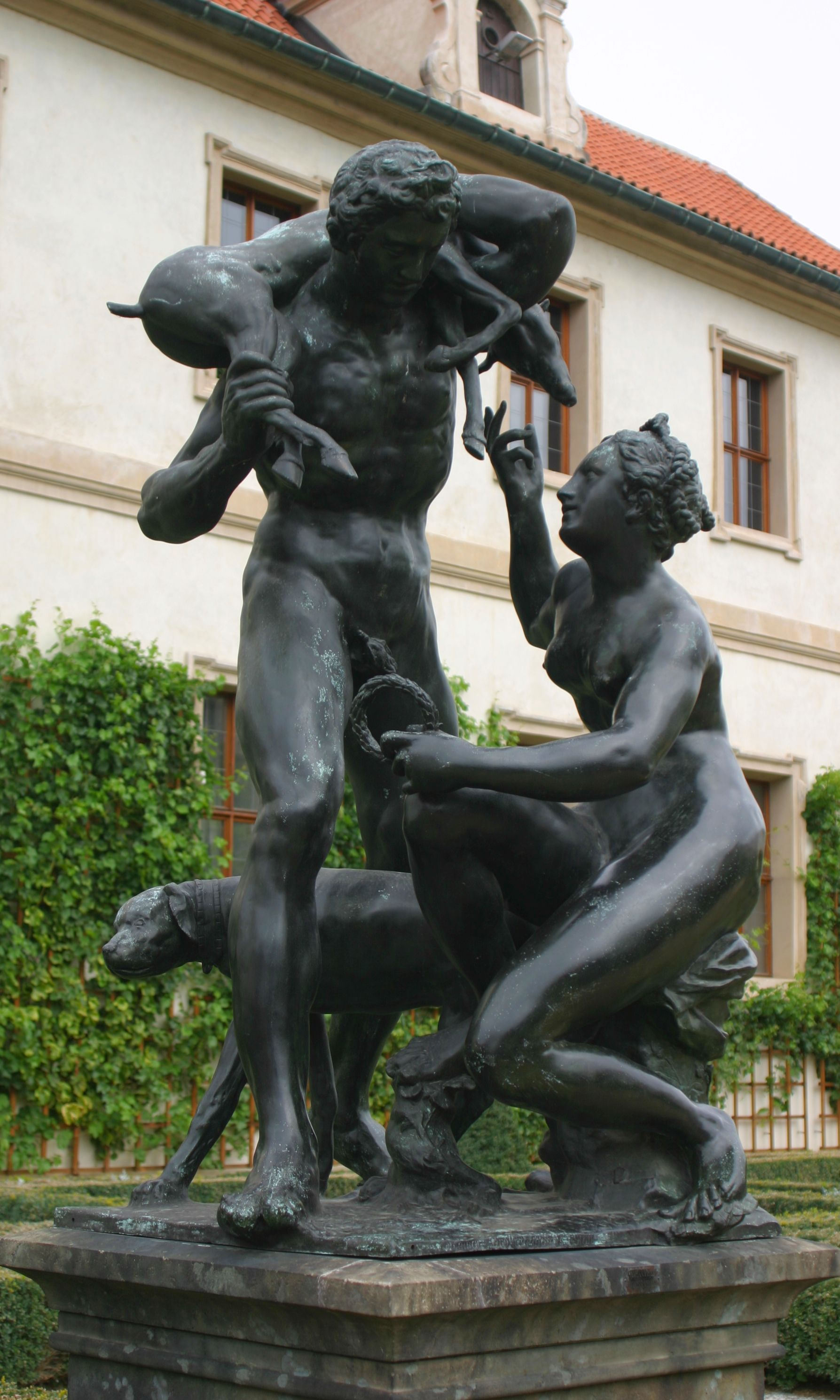
Адріан де Вріс. «Венера і Адоніс»
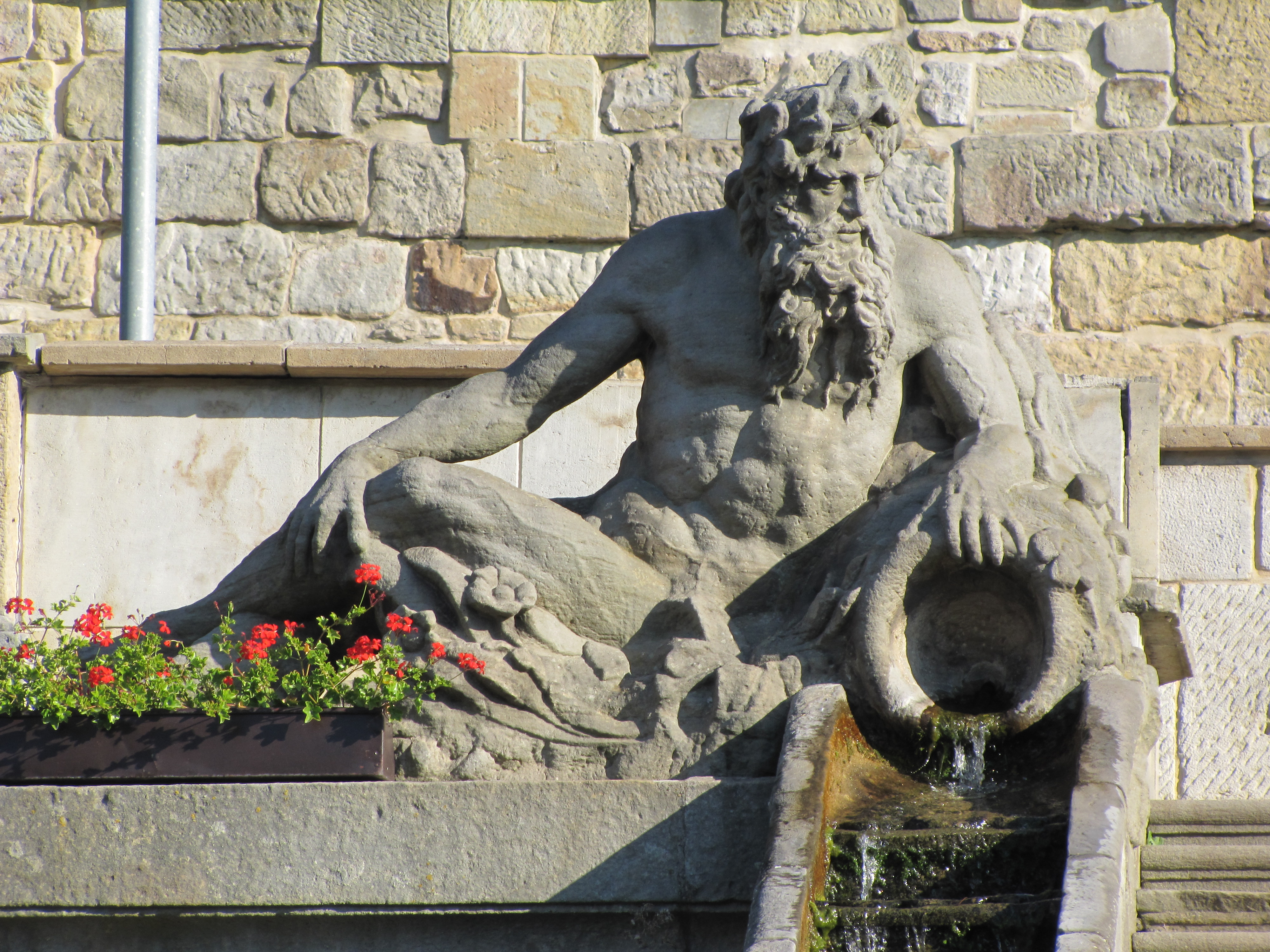
«Алегорія річковгого бога», замок Кукс.
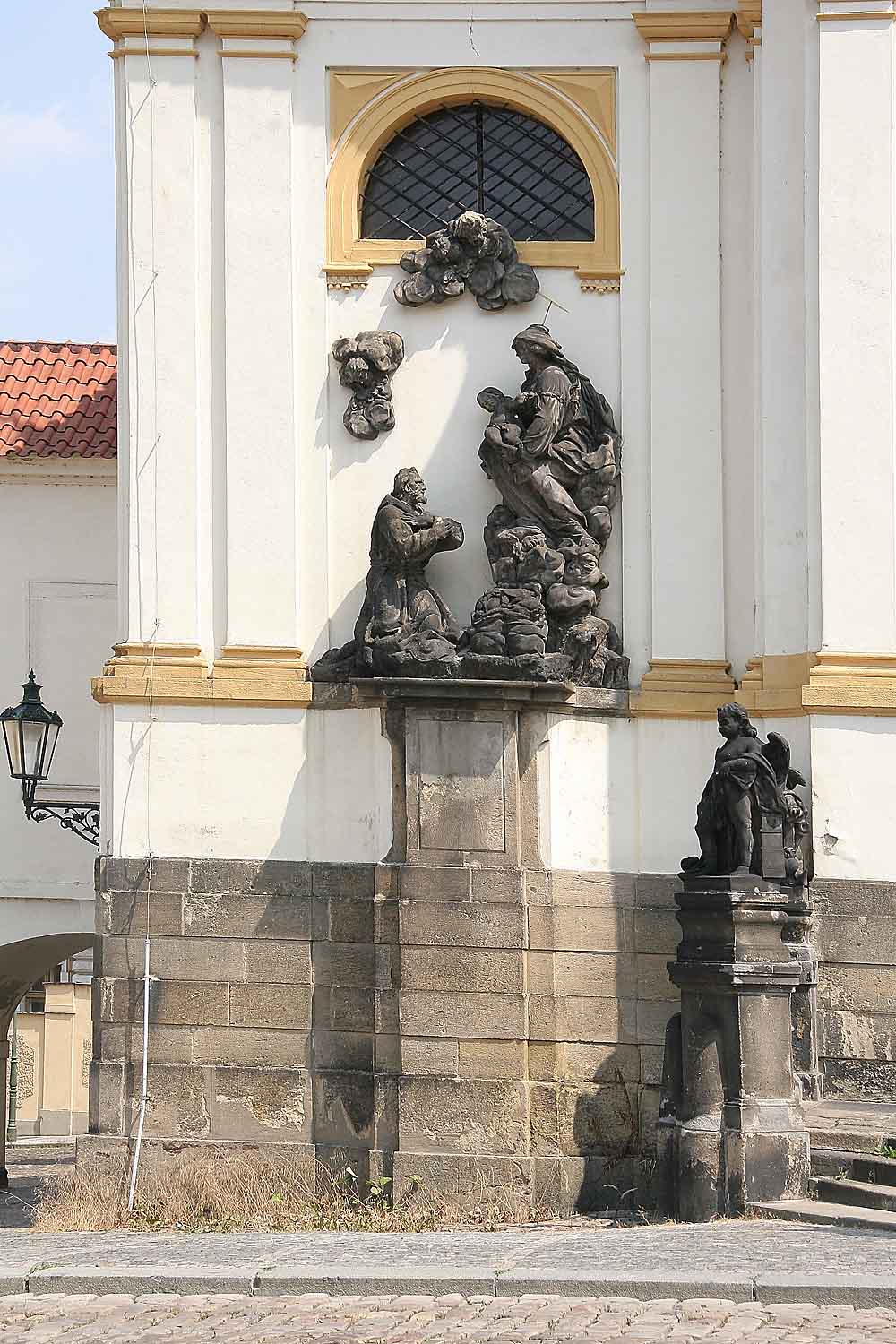
«Мадонна з паломником», Лорета, Прага
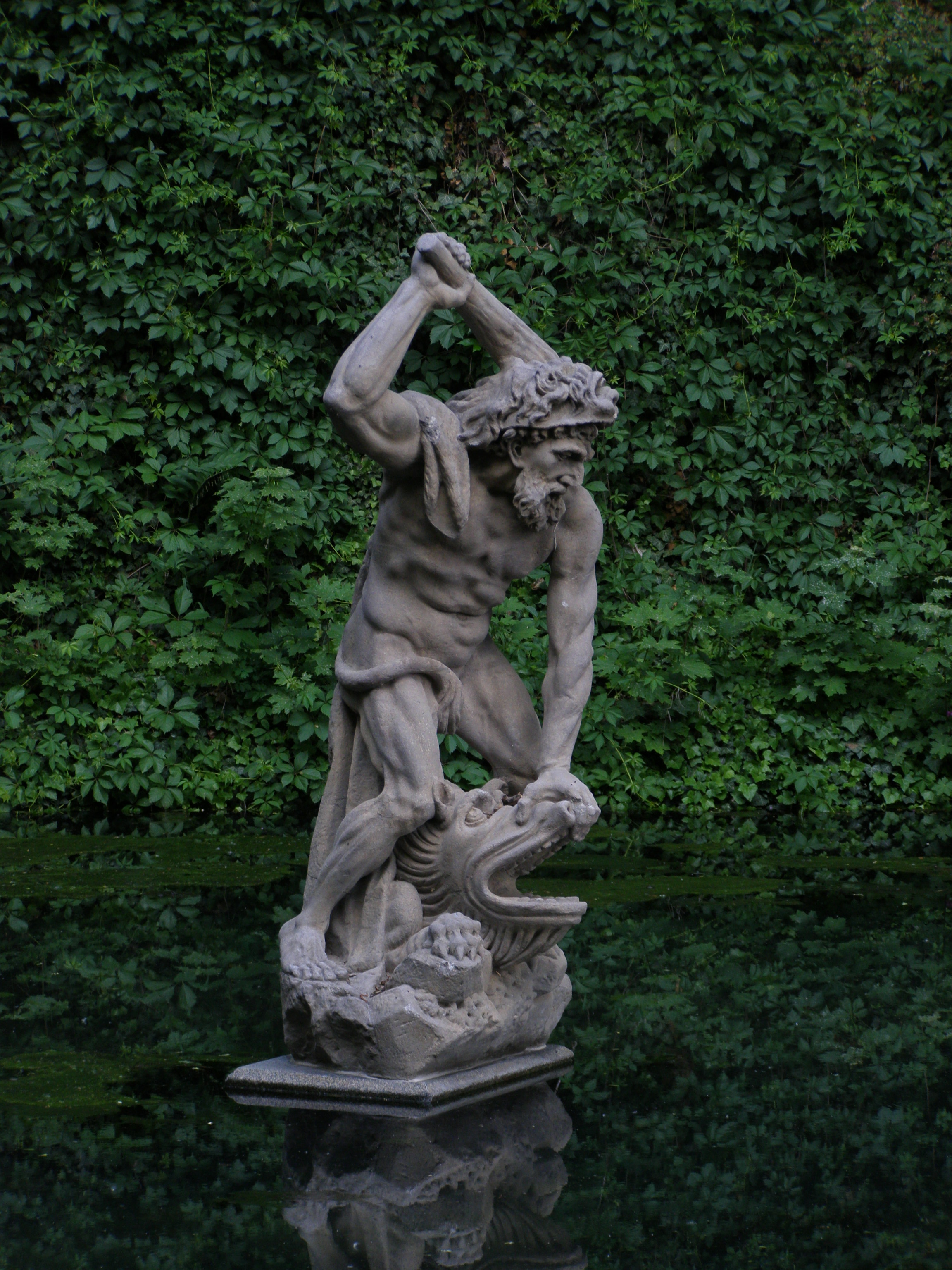
«Геркулес». Сад Кінських, Сміхов, Прага
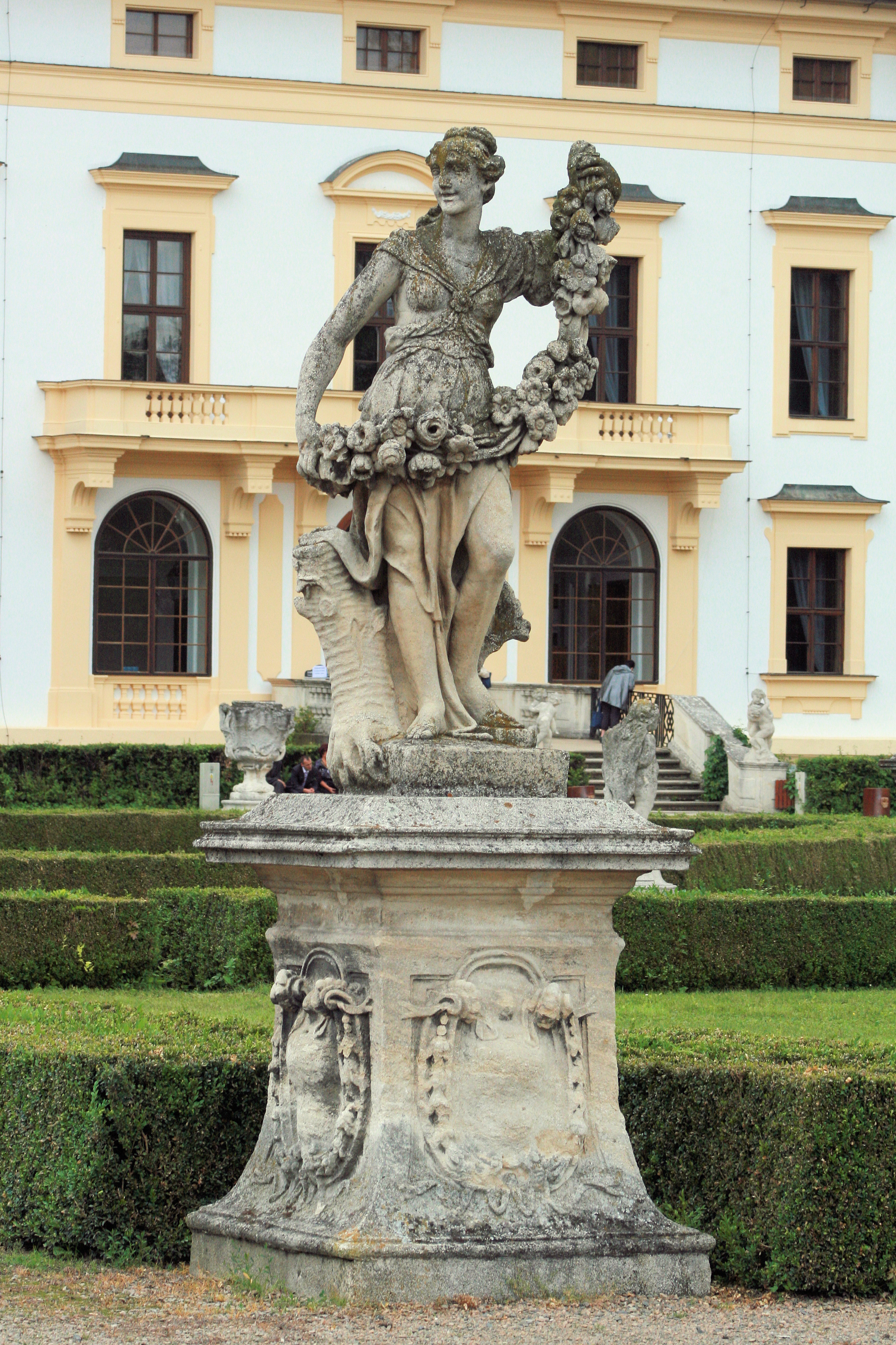
Джованні Джуліані. Палац Славков-у-Брна (колишній Аустерліц), алегорична садово-паркова скульптура.

## Шпиталь замку Кукс, головний коридор

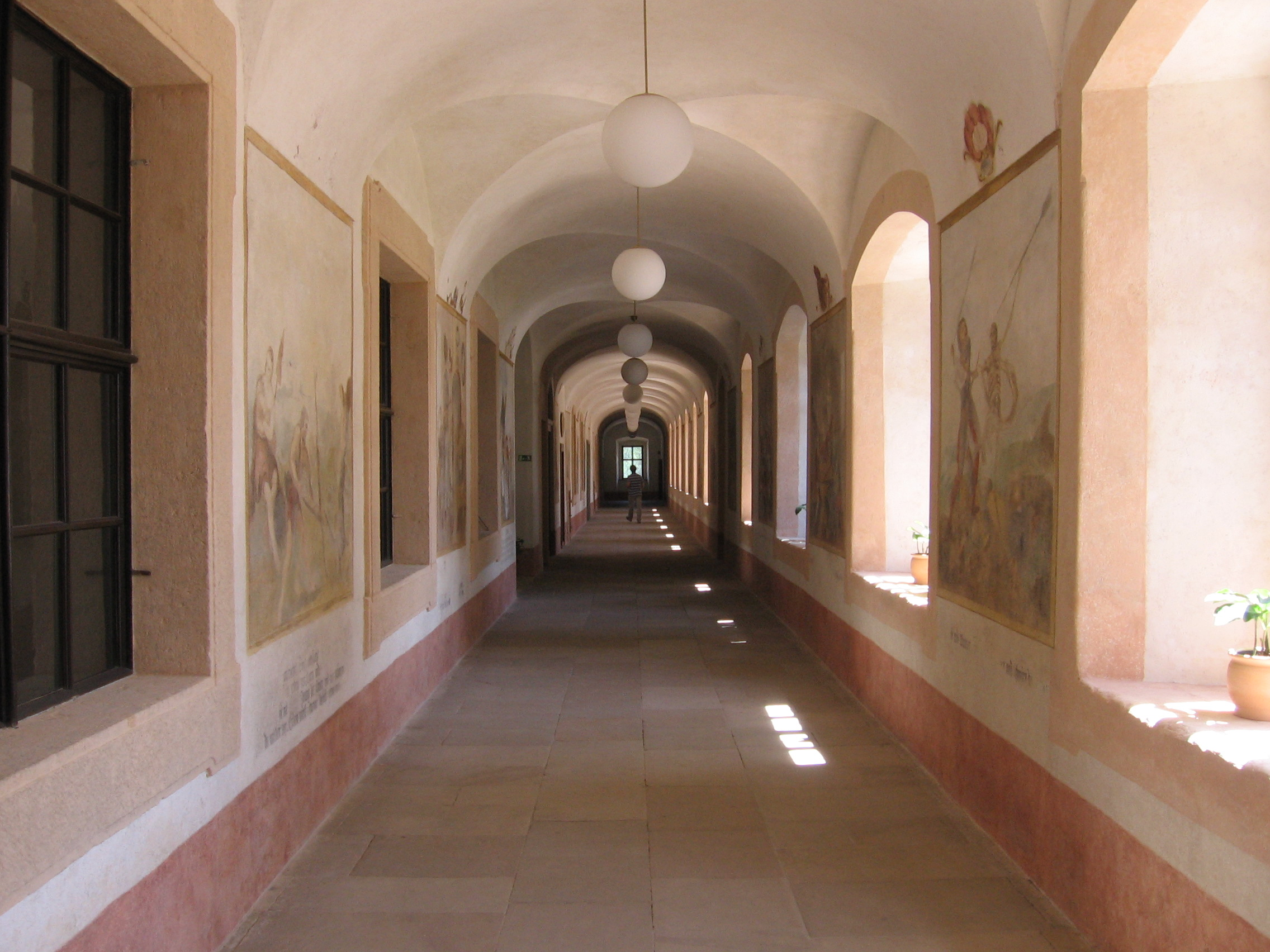
Шпиталь замку Кукс, головний коридор з повчальними фресками «Танок смерті», фото 2015 р.

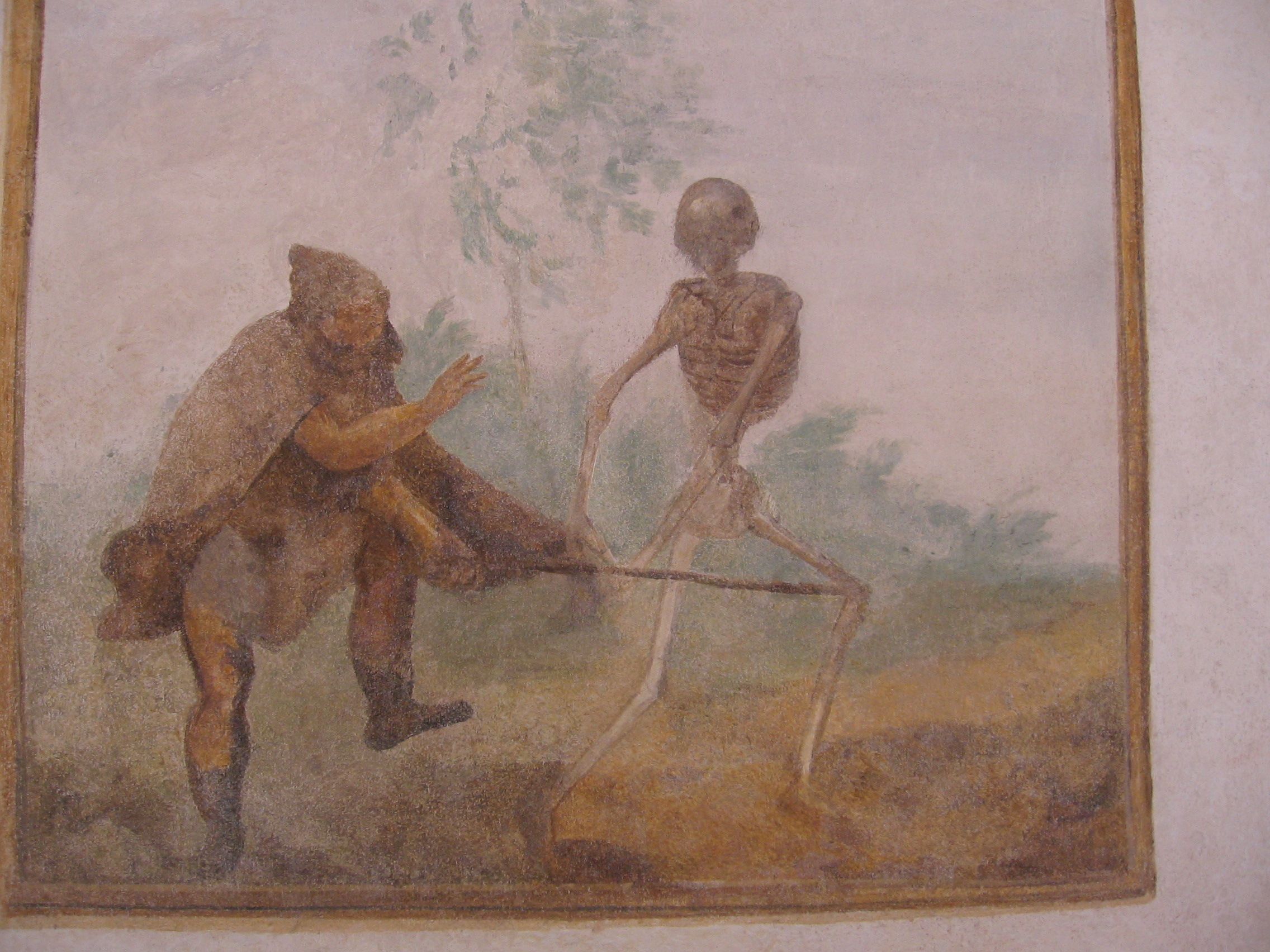
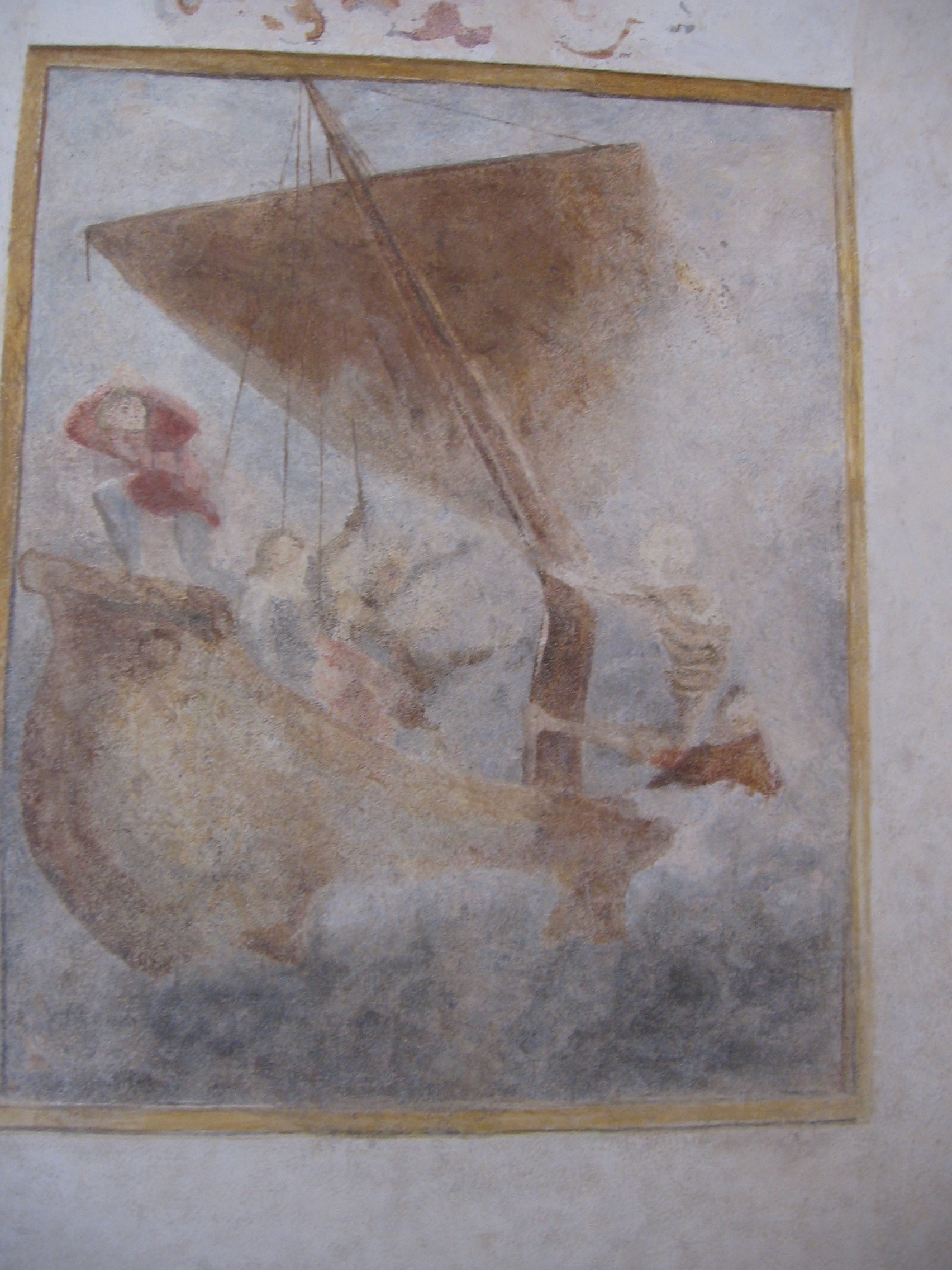
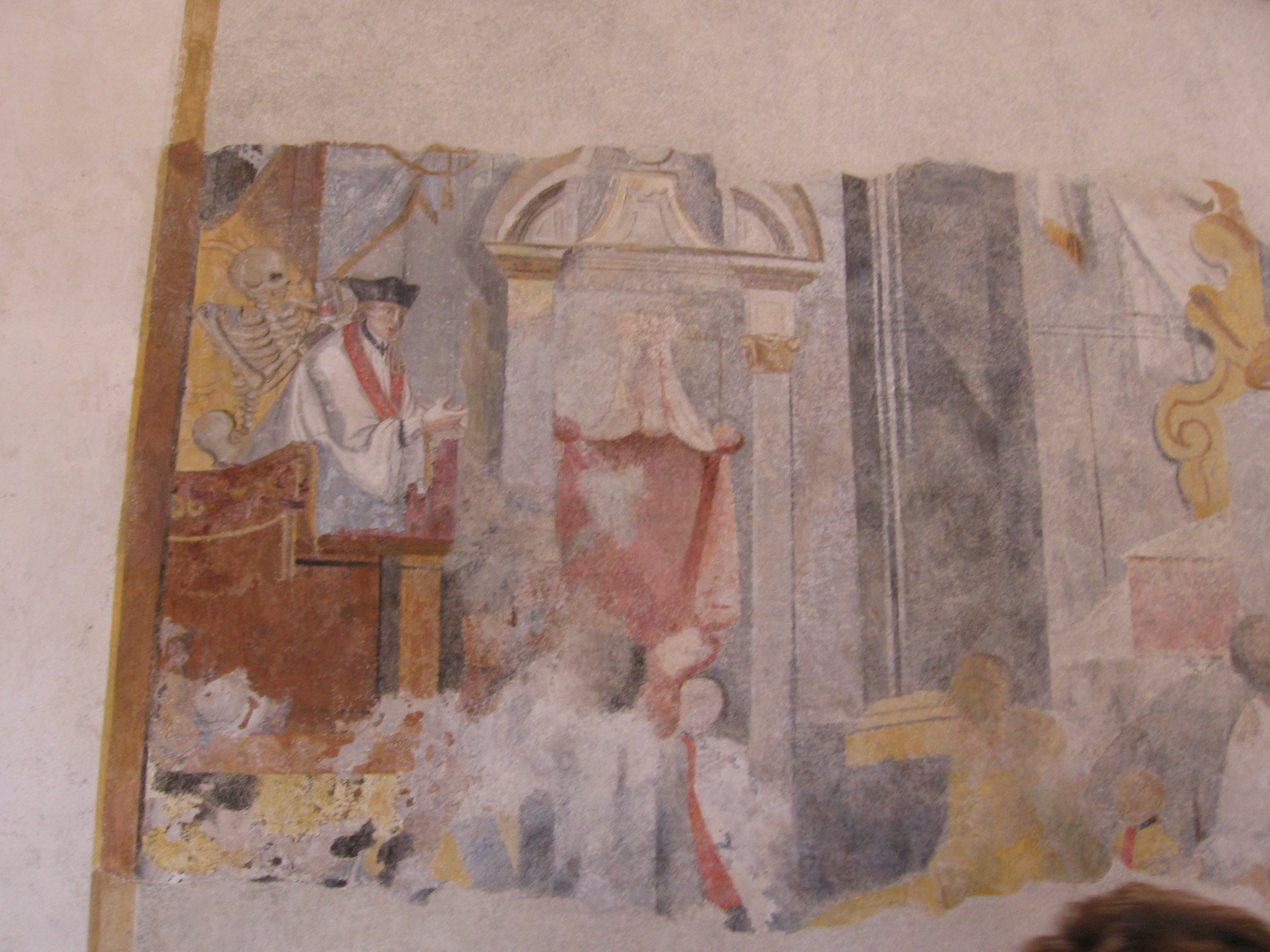
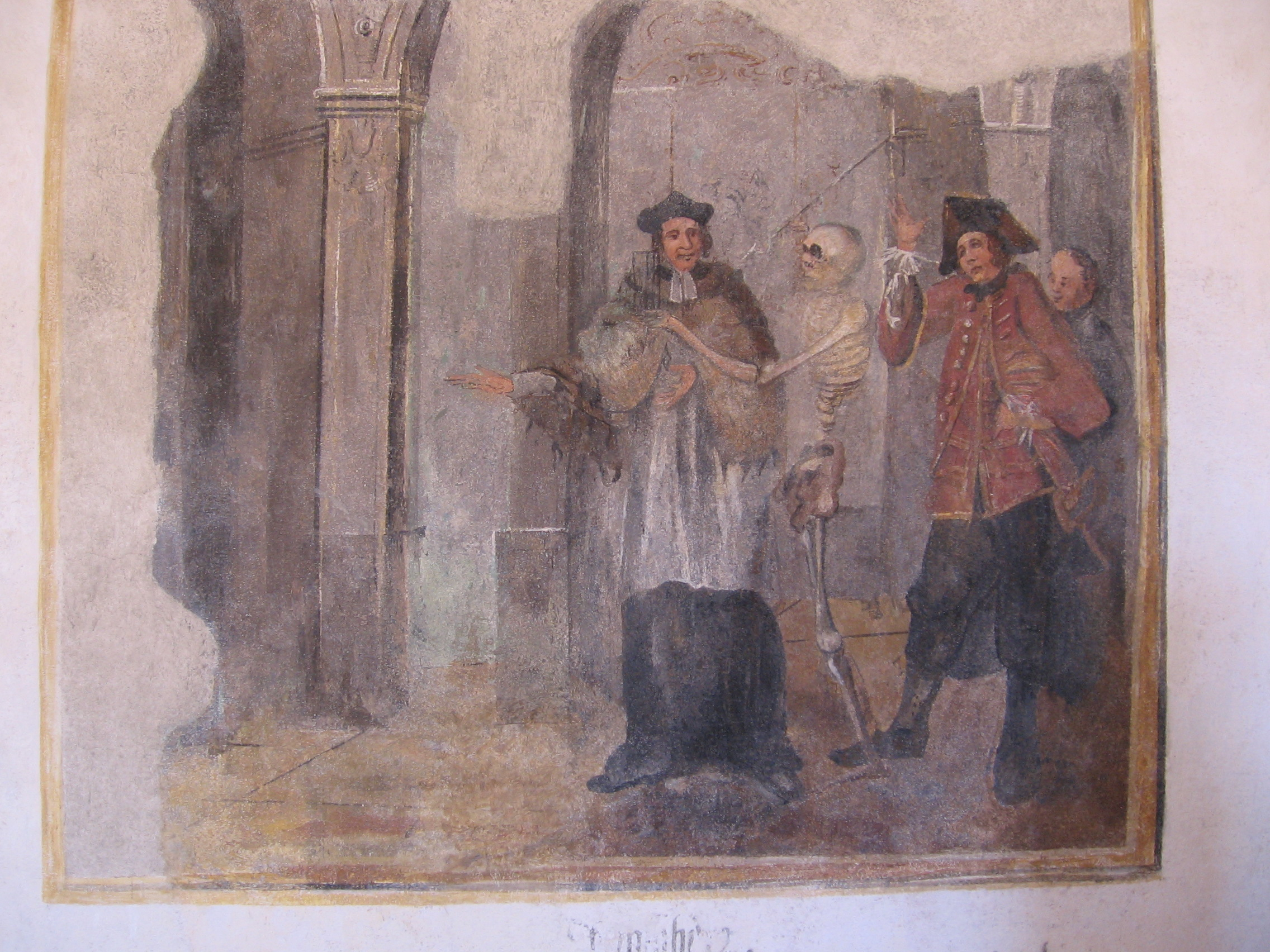
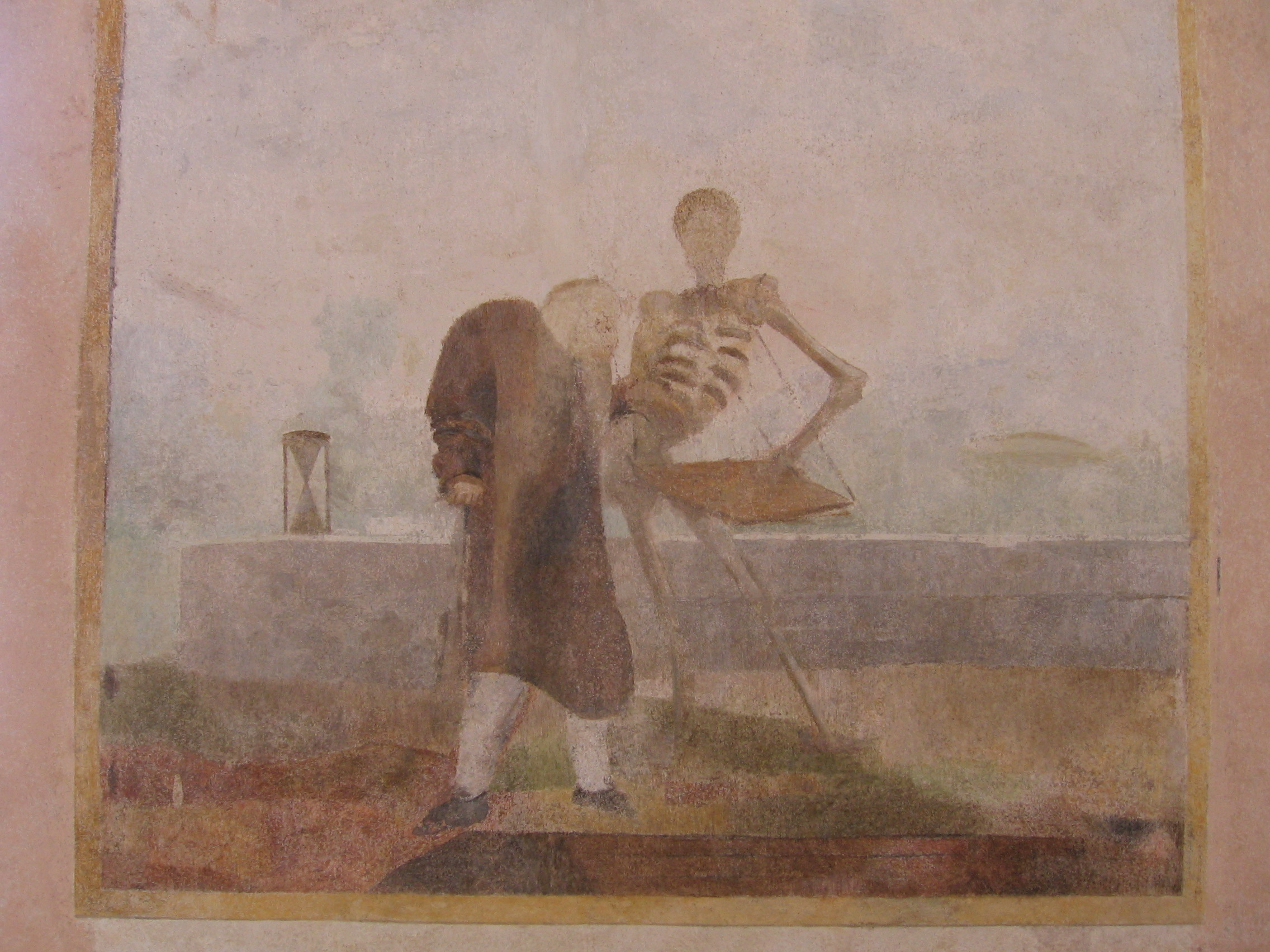
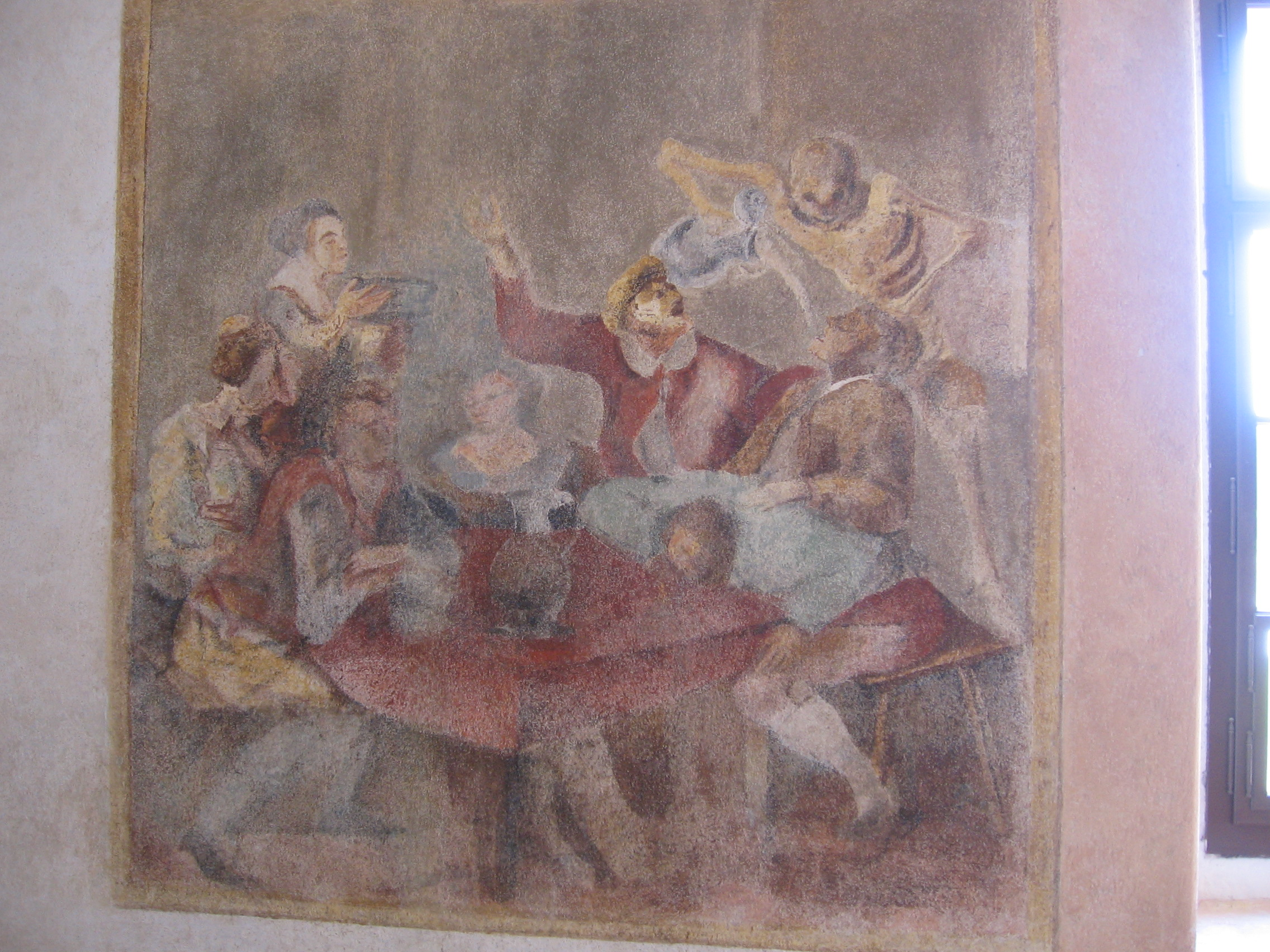

## Богемське скло

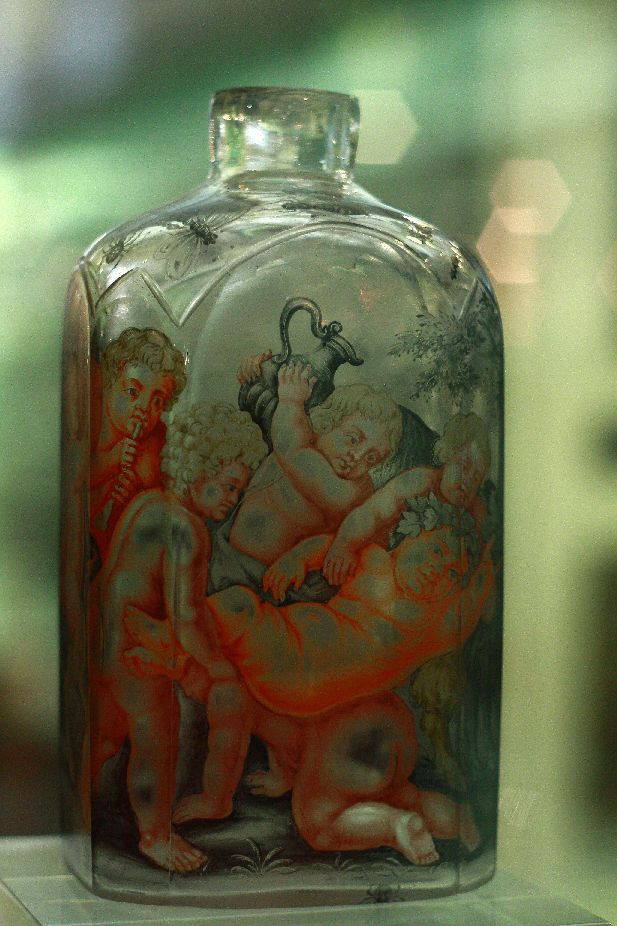
Пляшка з розписом емалями, скло, 1730 р., Чехія, декоратор Ігнац Прейслер. Музей Вікторії й Альберта, Лондон.

Богемське скло вперше згадано в писемному джерелі від 1162 року. Поширене виробництво зафіксоване в місцинах з наявністю сировини і дешевої деревини — поблизу Шумави та Ісполінських гір. Богемське скло суперничало з виробами склодувів Венеції, але на відміну скла з майстрень Мурано, вишуканого й орієнтованого на аристократичні смаки, мало зв'язок з народним мистецтвом. Новий поштовх для розвитку отримало в добу бароко і рококо.

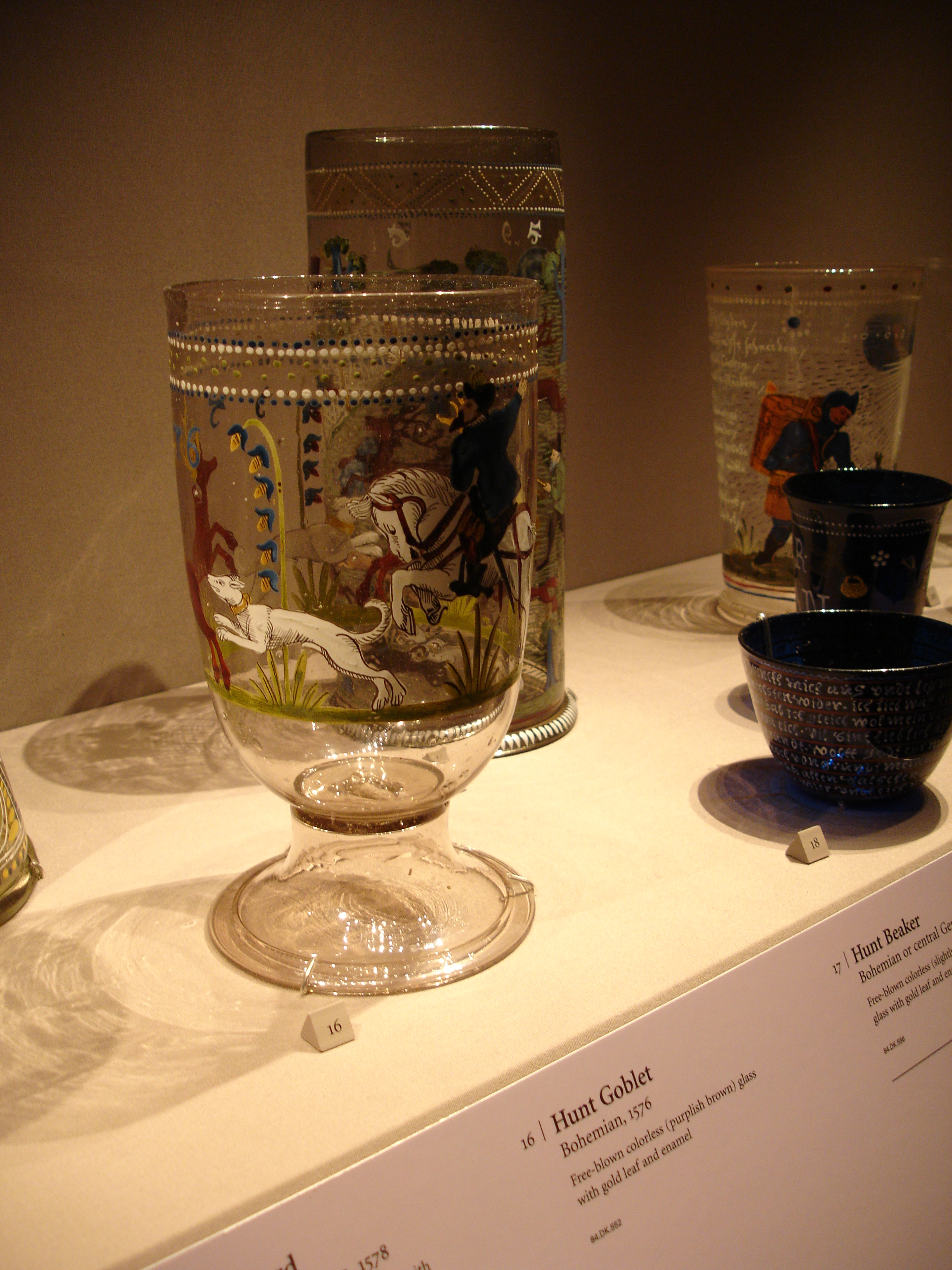
Келих зі сценою полювання, 1576 р., Музей Гетті
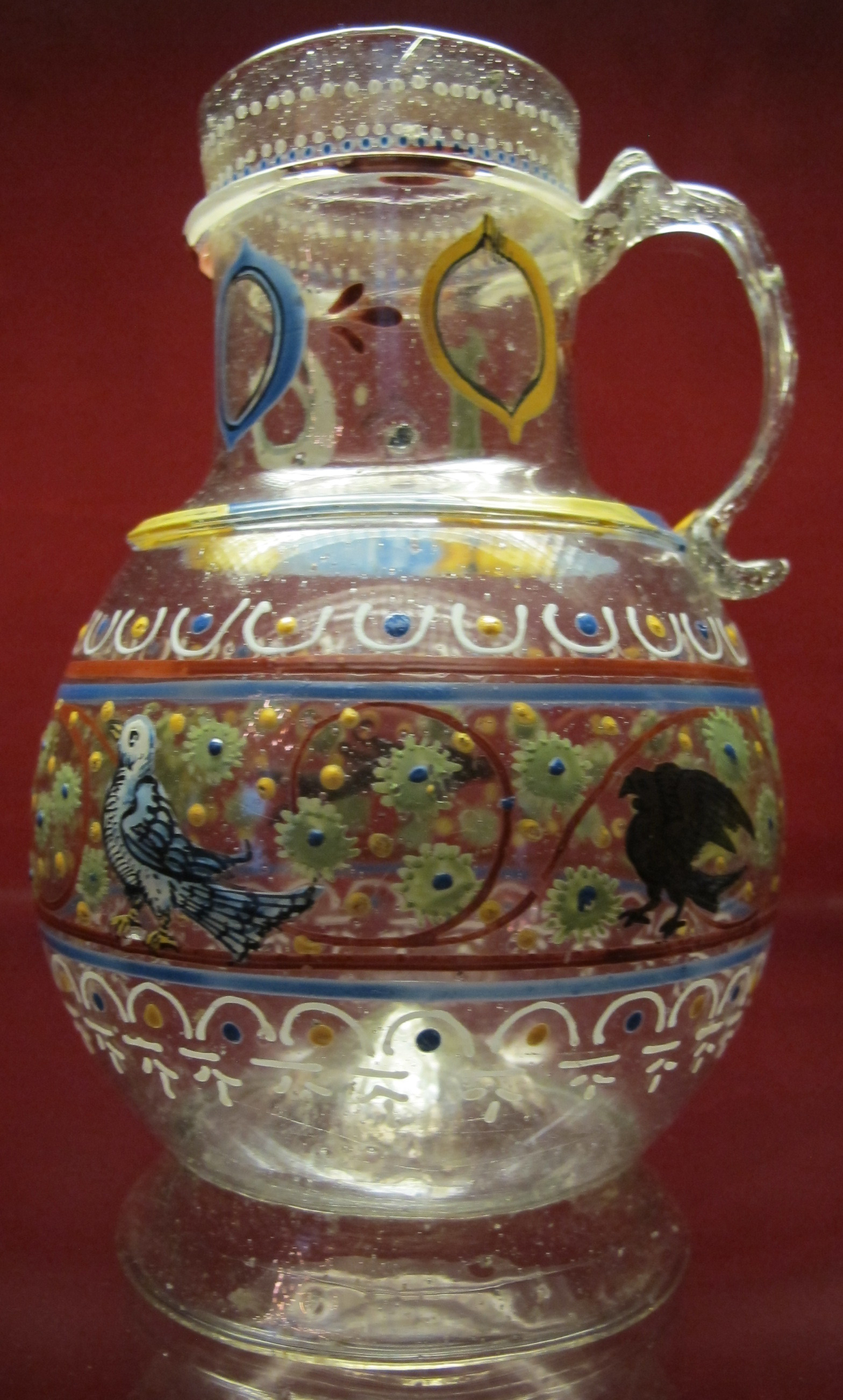
Глек богемського скла, 1600 р.
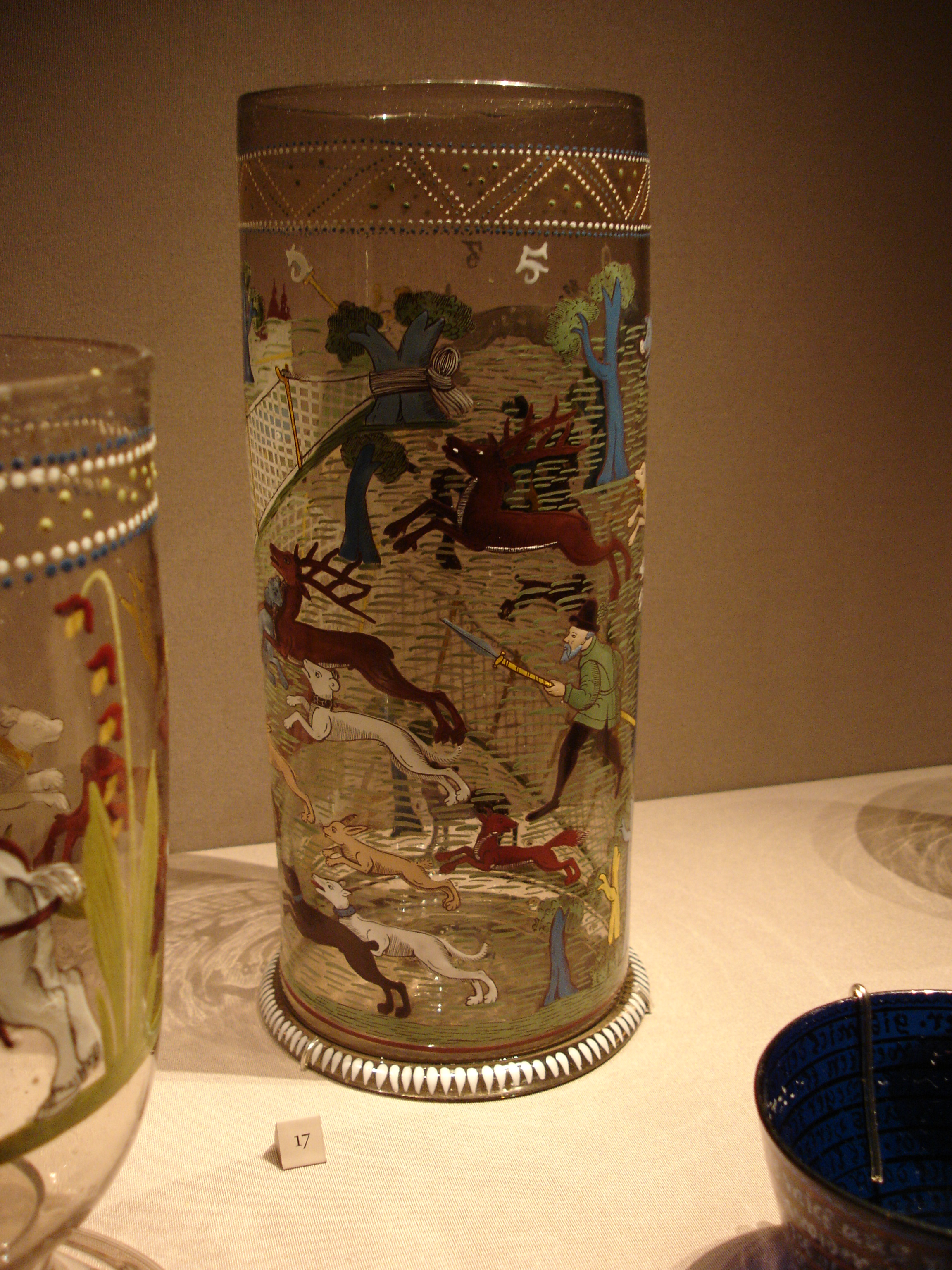
Склянка з мисливцями, 1593 р.

## Барокова готика Сантіні Айхла

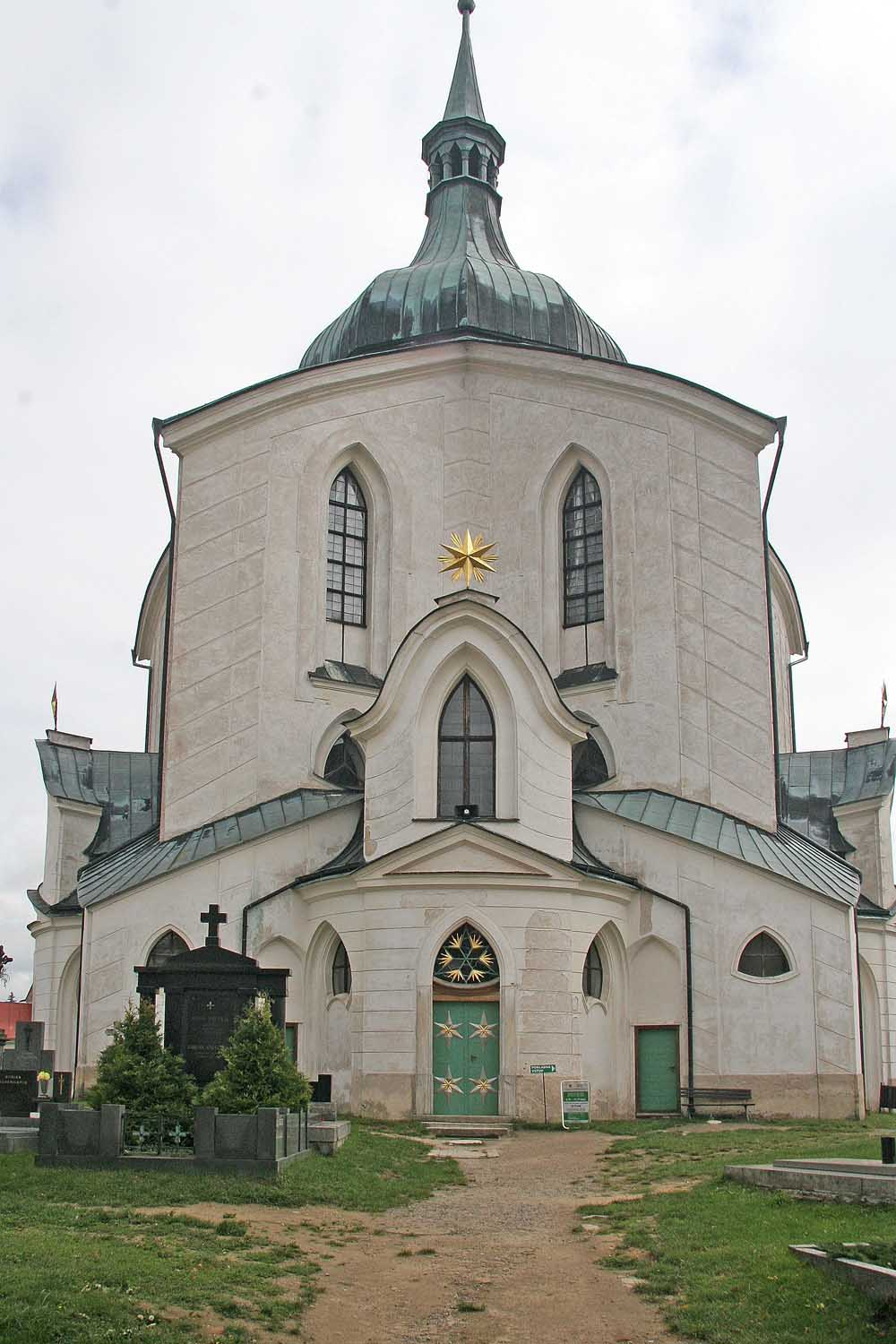
Ян Блажей Сантіні Айхл, костел Яна Непомуцького на Зеленій Горі поблизу Ждяру над Сазавою

Архітектор Сантіні Айхл став непересічною зіркою періоду розвиненого бароко в Чехії. Він шліфував власну майстерність в Італії, в Римі, де на нього справило надзвичайне враження творчість Франческо Борроміні. Здібності Сантіні Айхла сприяли як глибокому розумінню творчих знахідок Борроміні, так і його творчому удосконаленню. Навіть серед талановитих архітекторів-сучасників Айхла він виділявся оригінальністю творчих задумів, експериментальним характером пошуків і надмірною складністю як власних планів, так і їхньої реалізації.
Серед замовлень архітектора — перебудови велетенських готичних соборів, що практично наблизило митця до архітектурного надбання різних готичних майстрів. Не підлаштовучись під архаїчну стилістику, Сантіні Айхл запропонував оригінальну, нетипову стилістику, котра була бароковою готикою. Ця стилістика поривала як з класичними зразками і архітектури Відродження, так і барокової архітектури Чехії, переходячі у крайній індивідуалізм, здатний ошелешити фахівців-архітекторів. Дивним чином Сантіні Айхл працював здебільшого не в столиці, де б його творчість краще розуміли, а в давніх церковних центрах провінції, де переважали консерватизм і закритість до нововведень. Він промайнув на тлі чеської барокової архітектури яскравою, самотньою зіркою і практично не мав учнів чи талановитих послідовників.

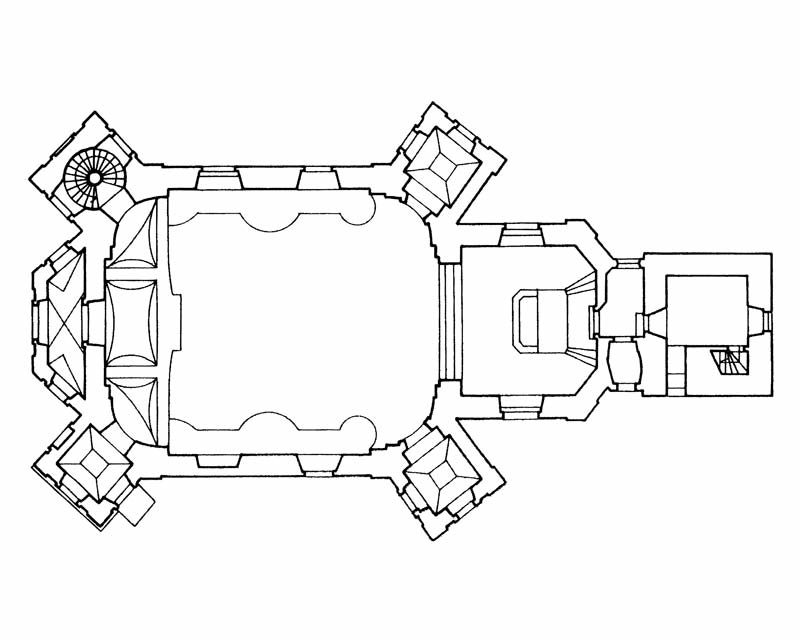
Проект для Обічтова
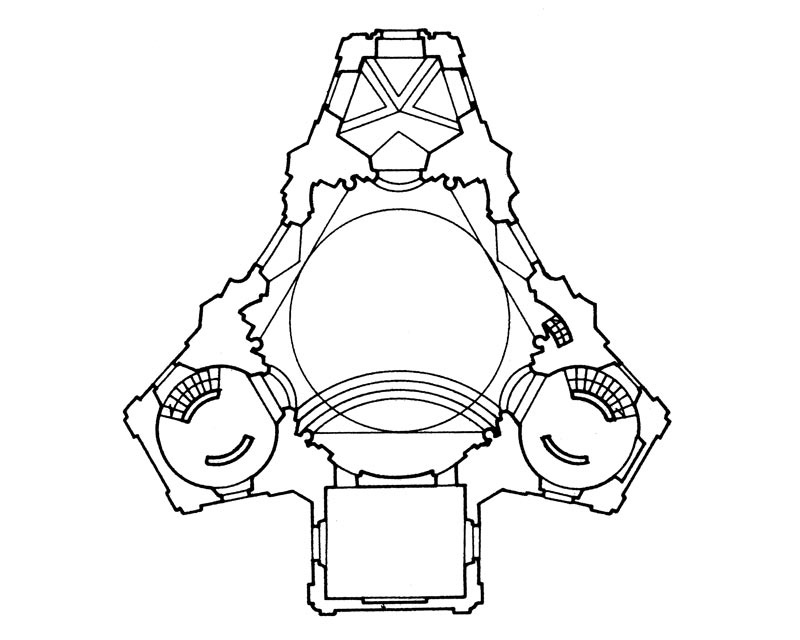
Проект для Брежан
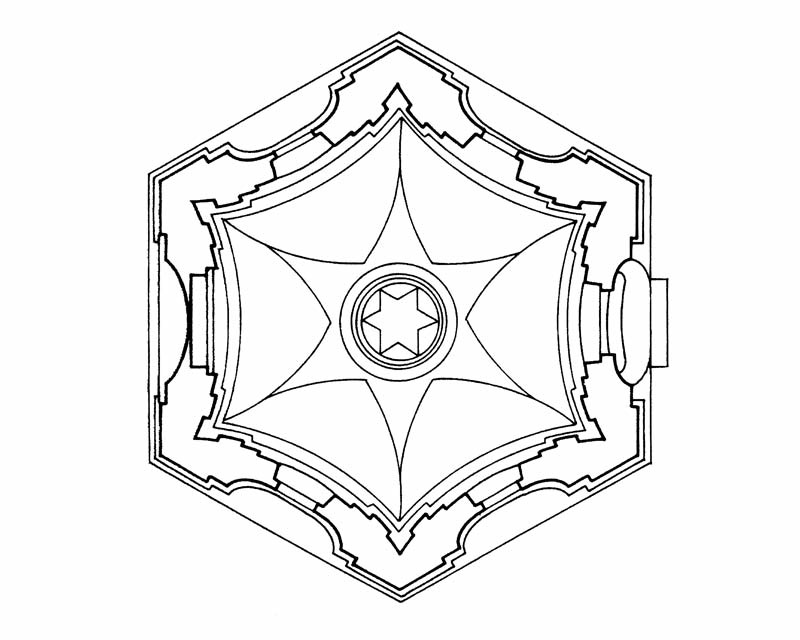
Проект для Младотіце
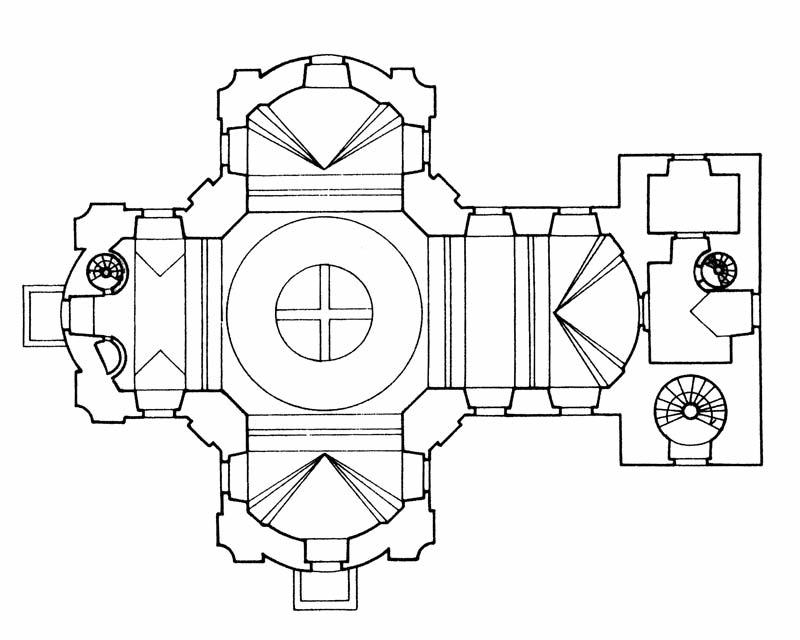
Проект для Зволє

## Барокові інтер'єри в Чехії (світські)

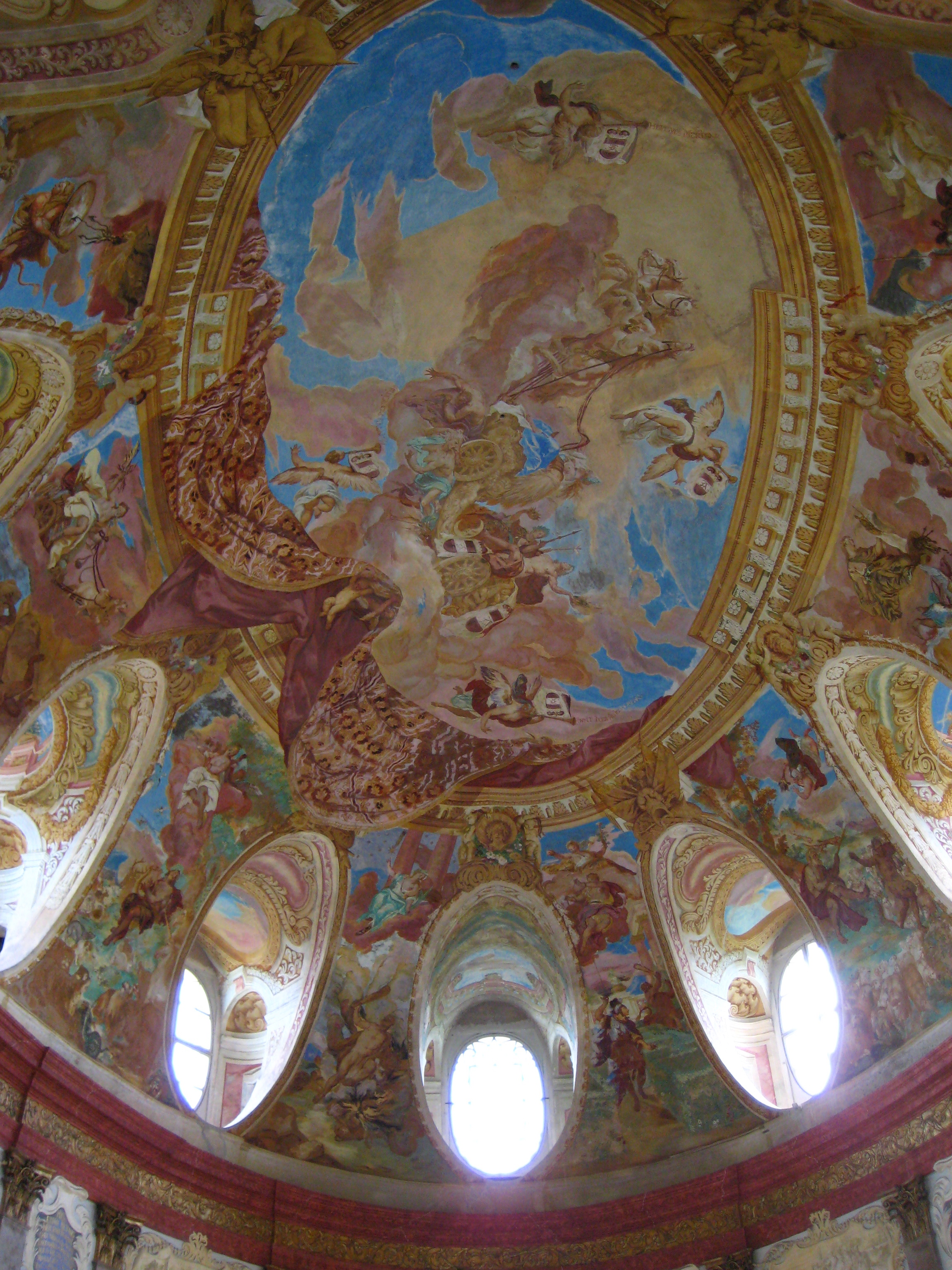
Замок Вранов-над-Диєю. Фреска на стелі в залі предків.

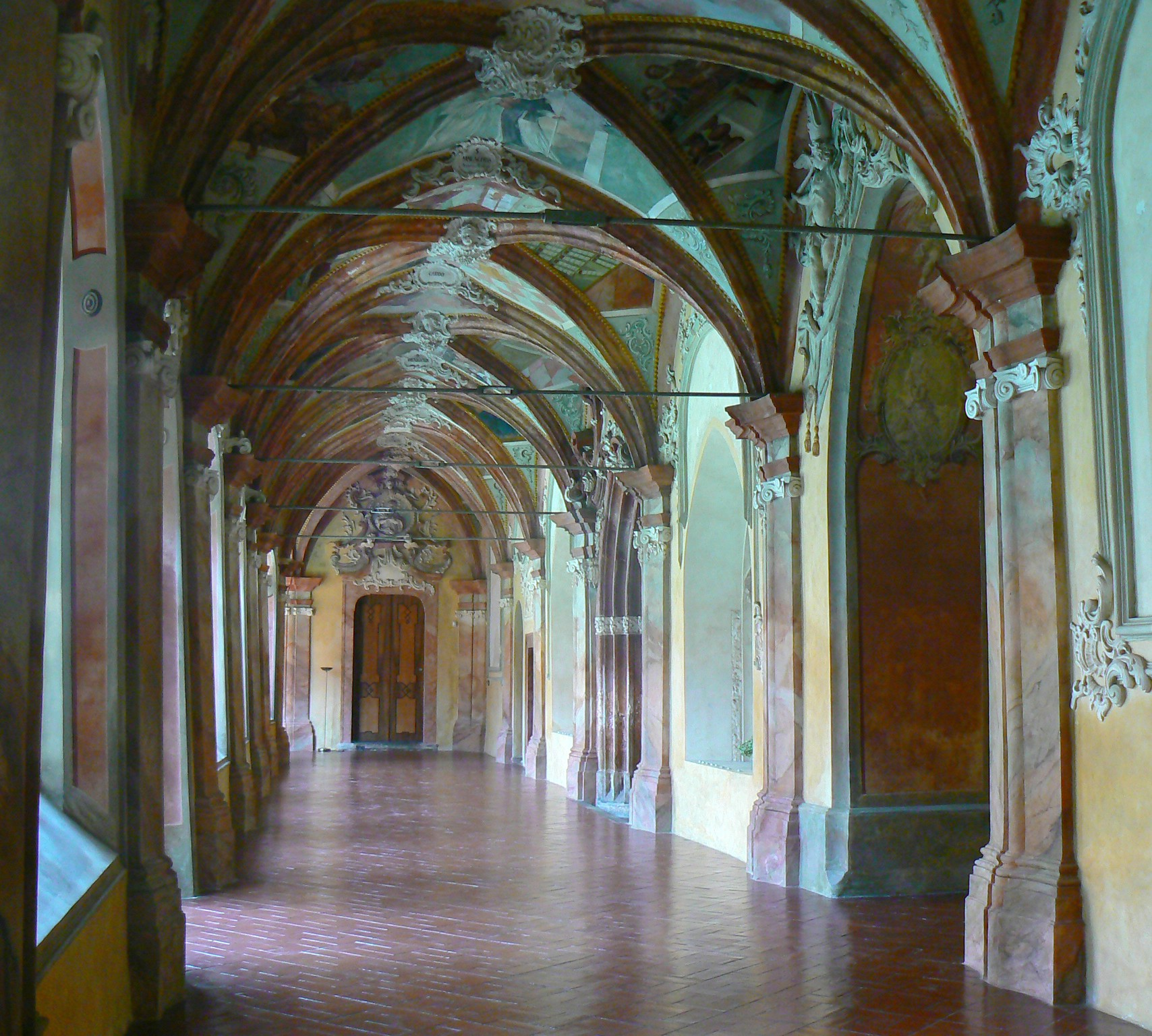
Монастир, Злата Коруна
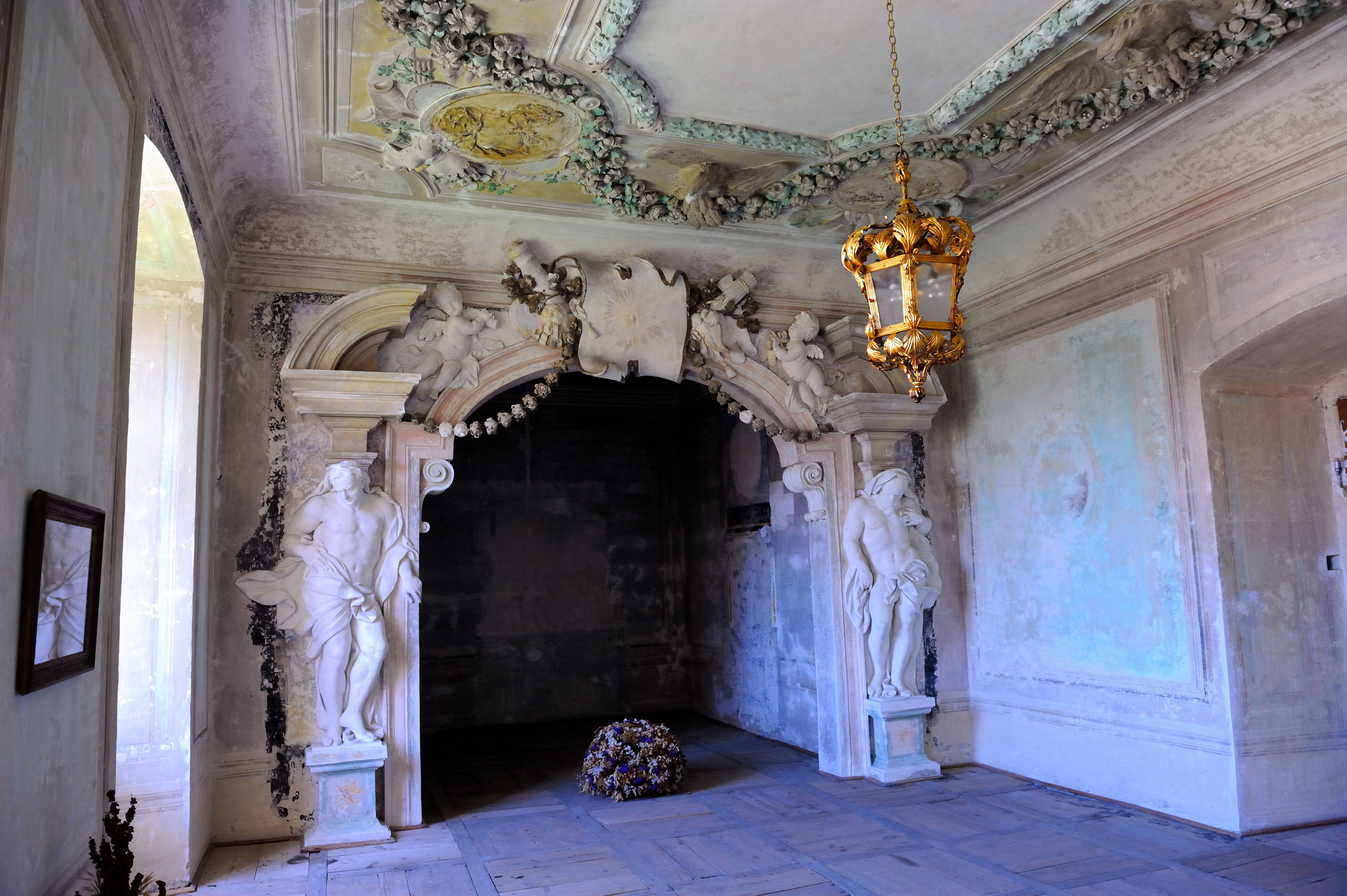
Ліплений декор, замковий театр, Угерчіце
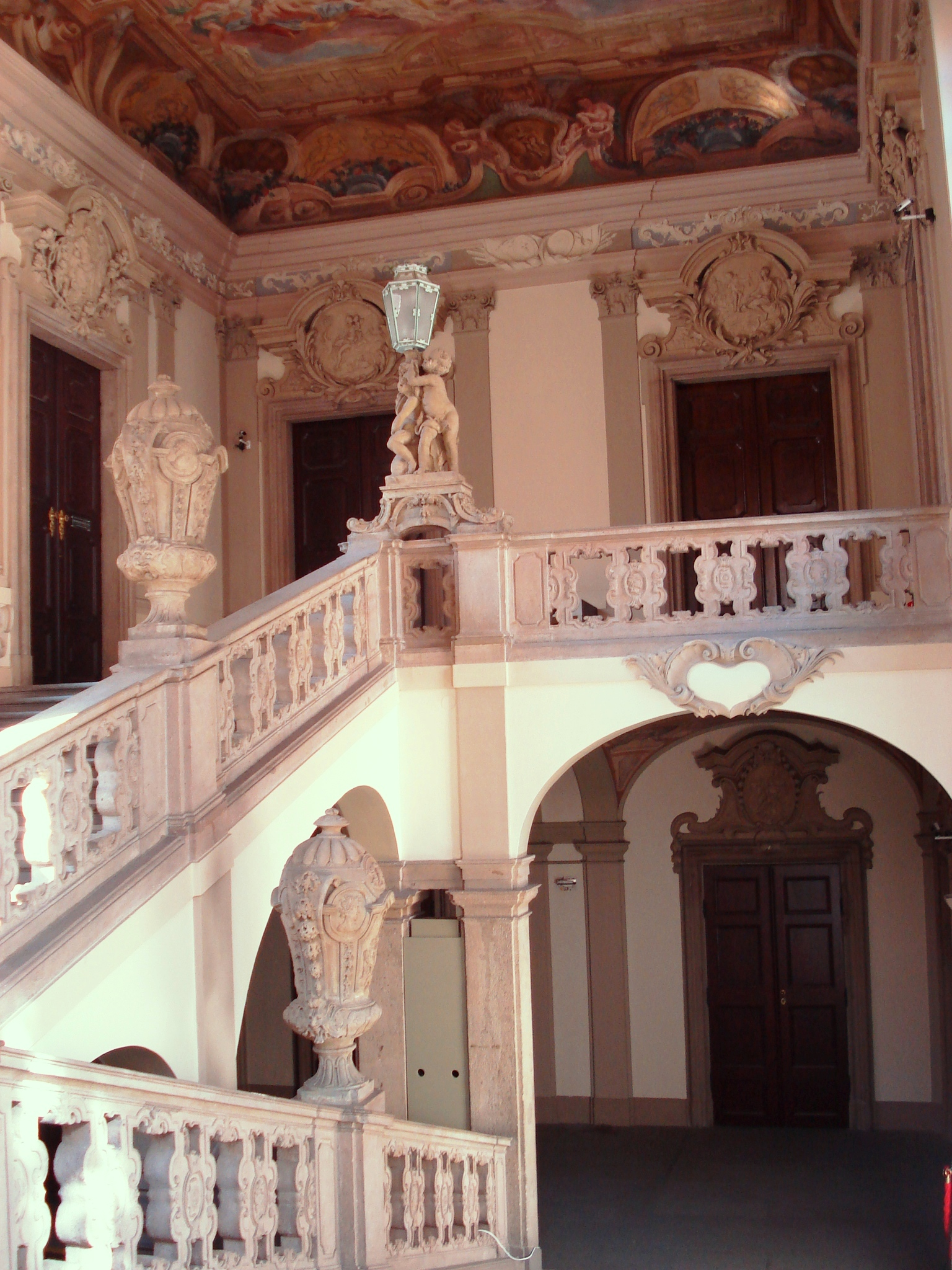
Архітектор Йоган Бернгард Фішер фон Ерлах. Прага, Палац Клам-Галасов. Парадні сходи

## Барокові інтер'єри в Чехії (церковні)

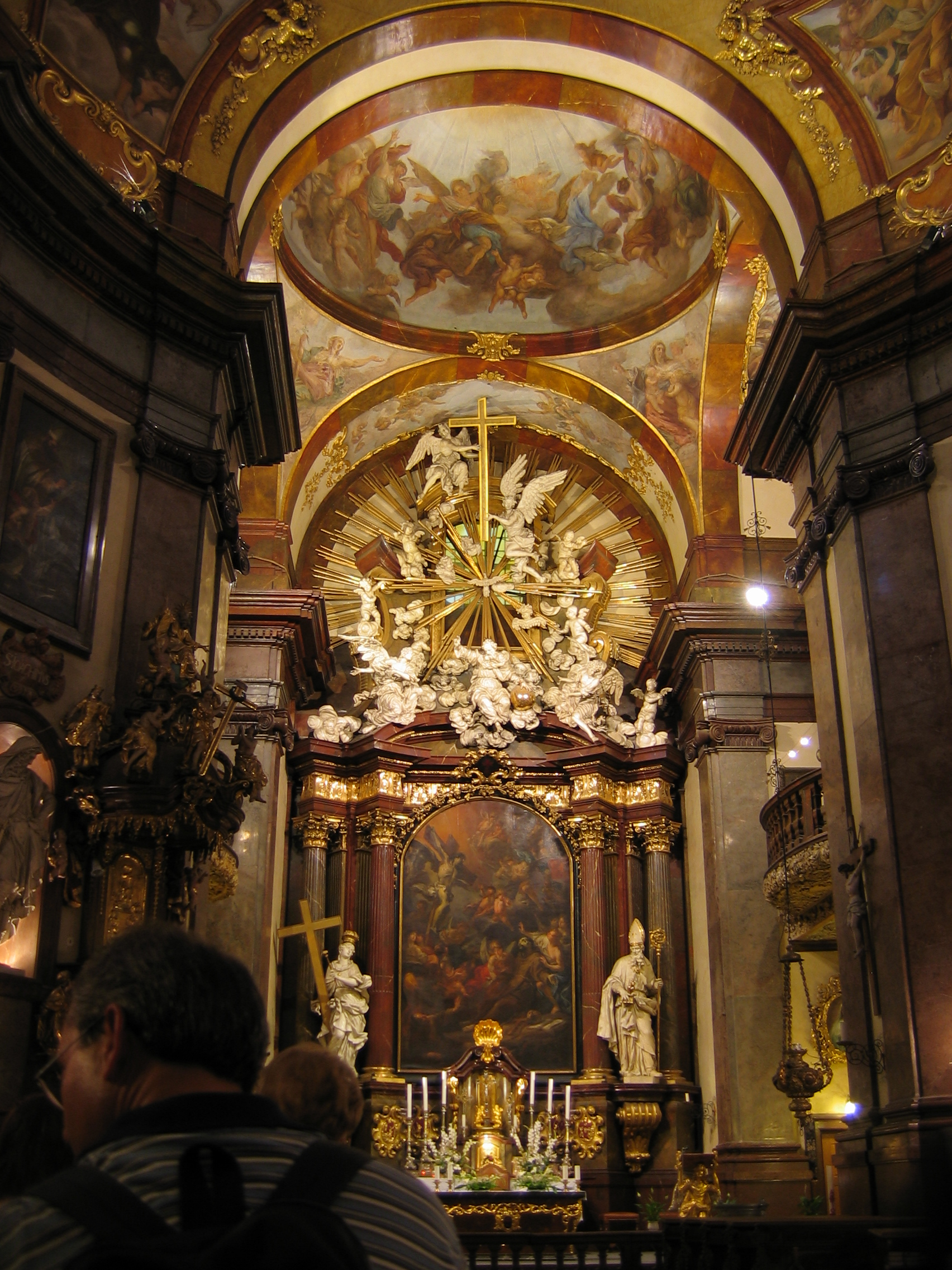
Костел Франциска Ассізького (Прага), головний вівтар
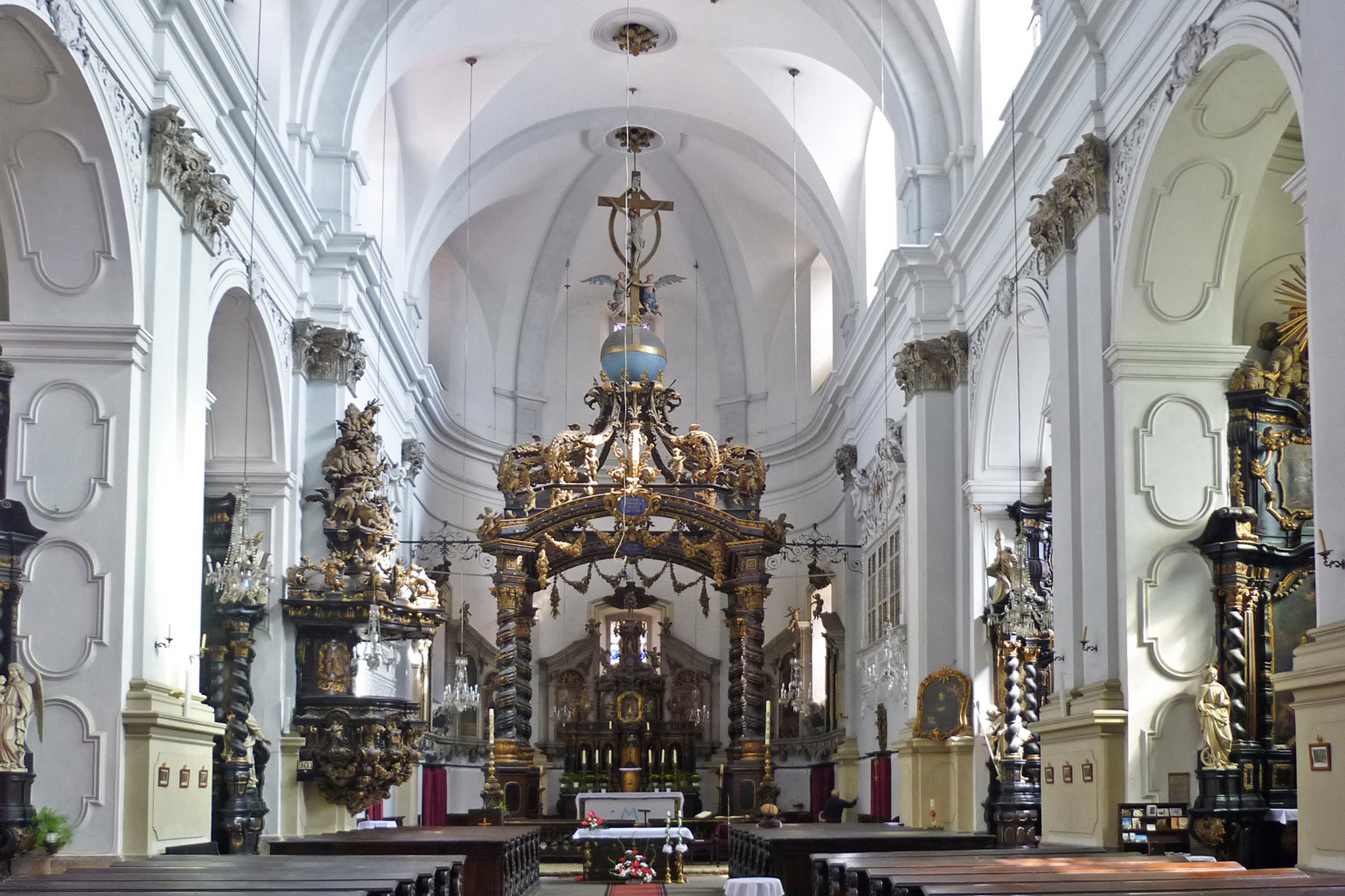
Костел Богоматері Болісної, Богосудов
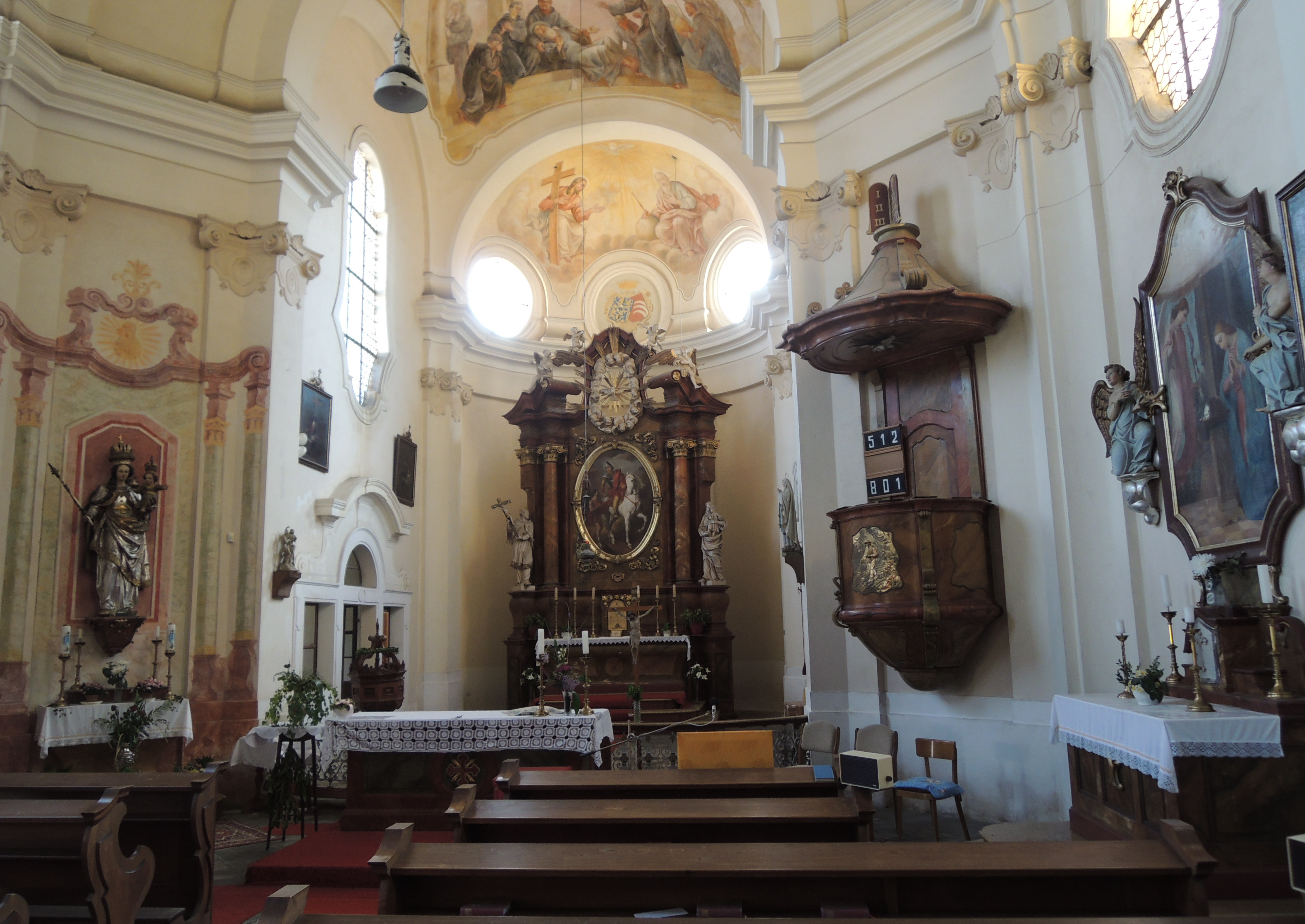
Костел св. Мартина, Хваленіце
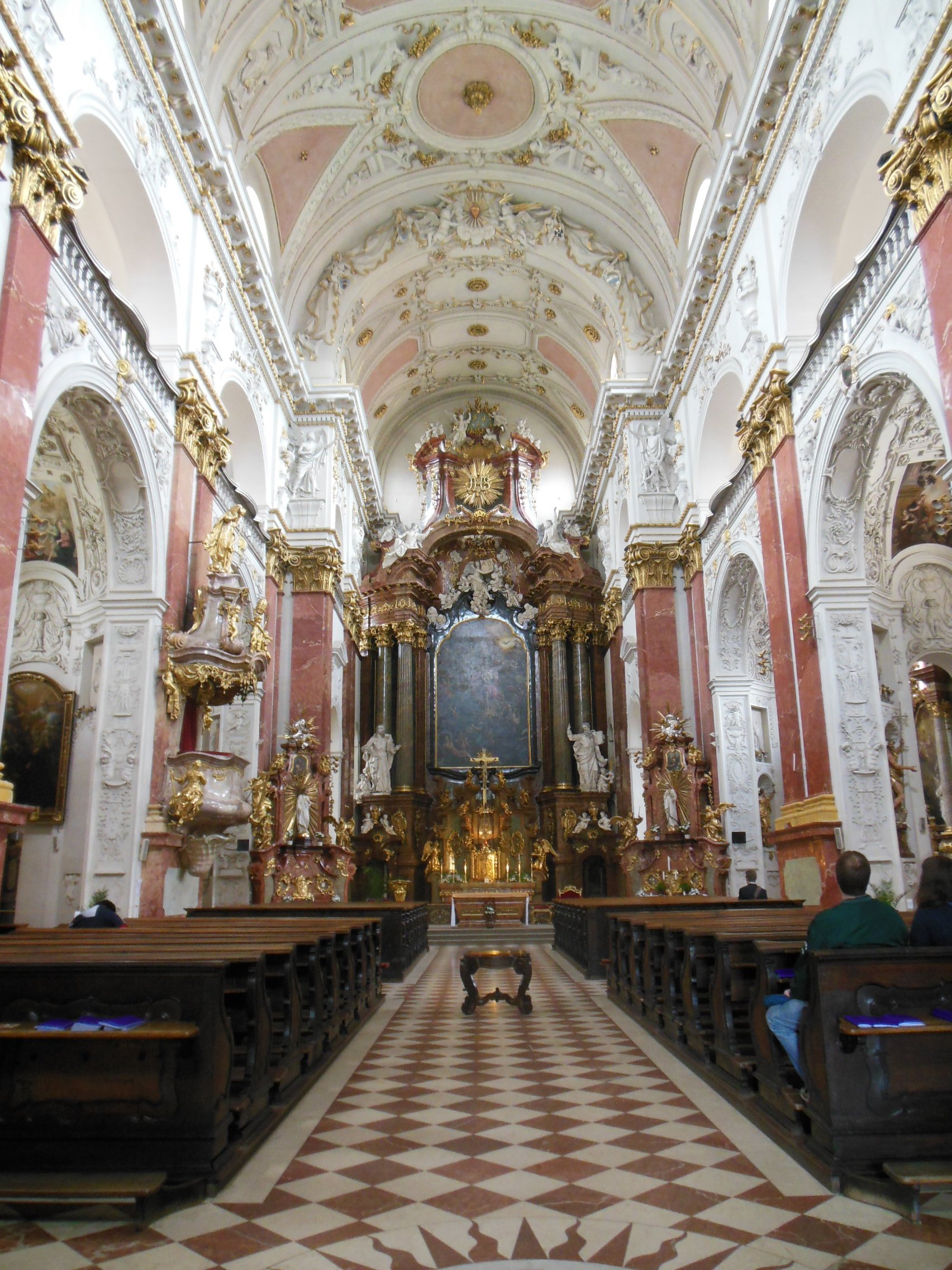
Костел св. Ігнатія Лойоли, Прага, Нове Място

## Барокові бібліотеки в Чехії

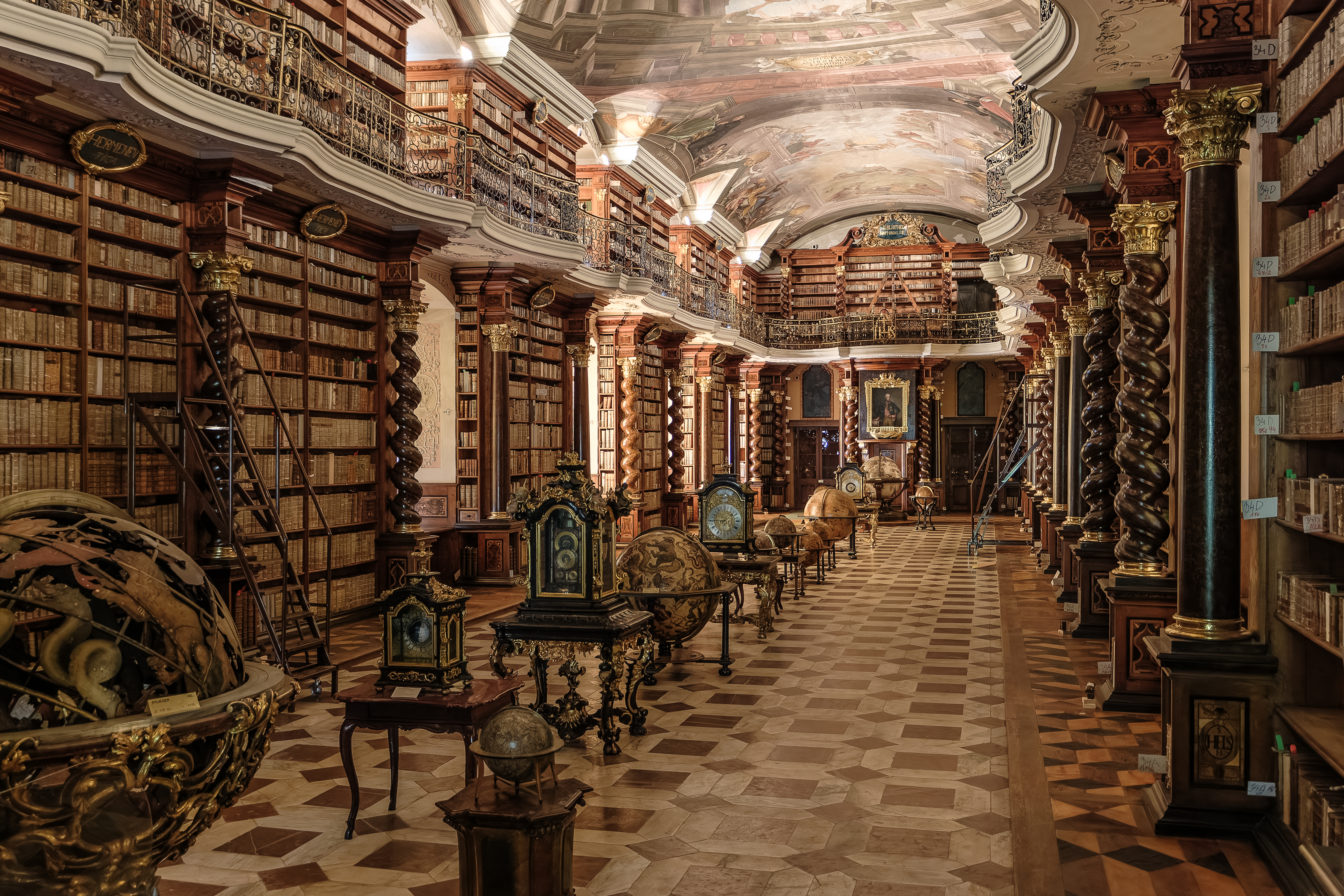
Колишній Клементінум. Барокова бібліотека.

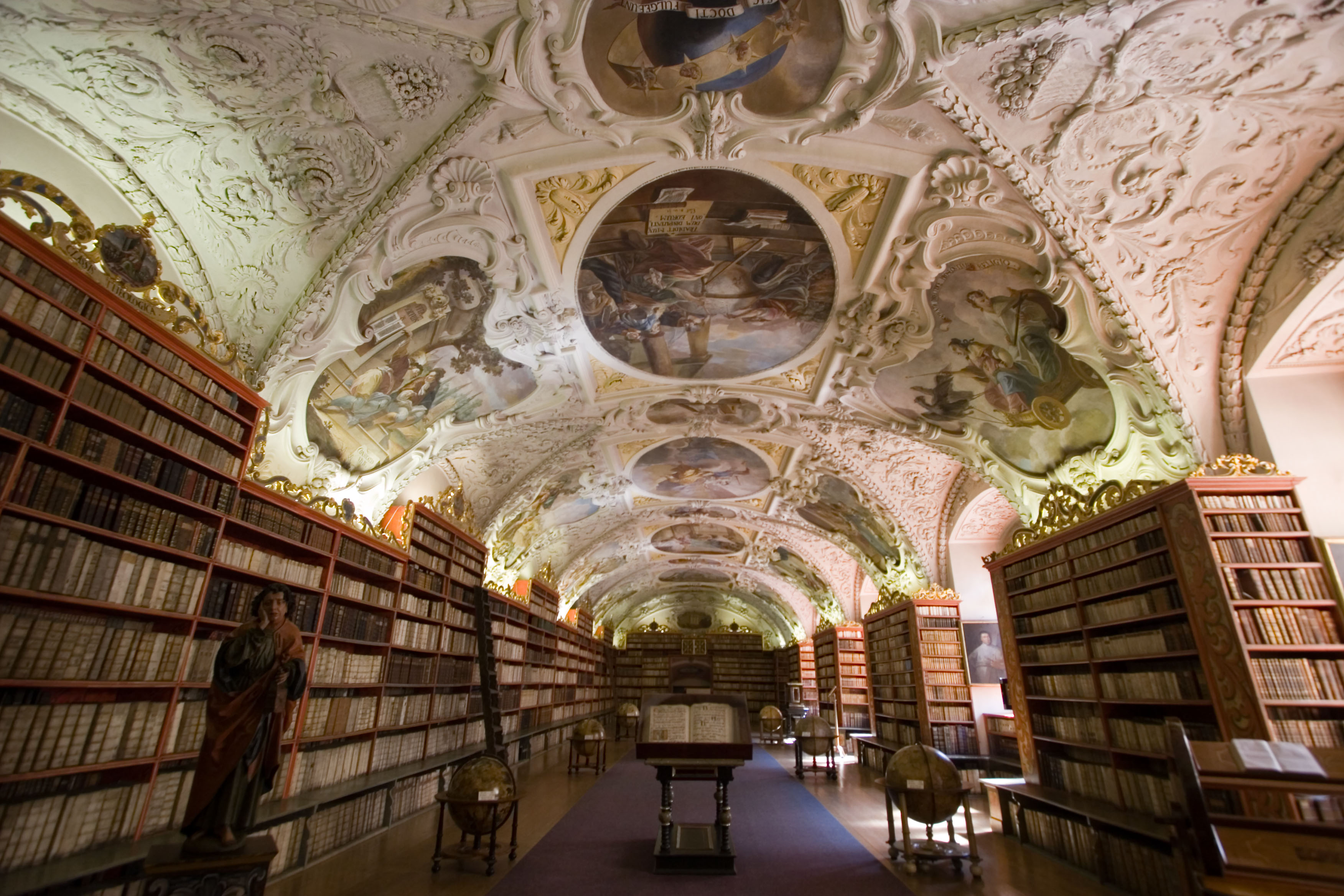
Страговський монастир, бібліотека
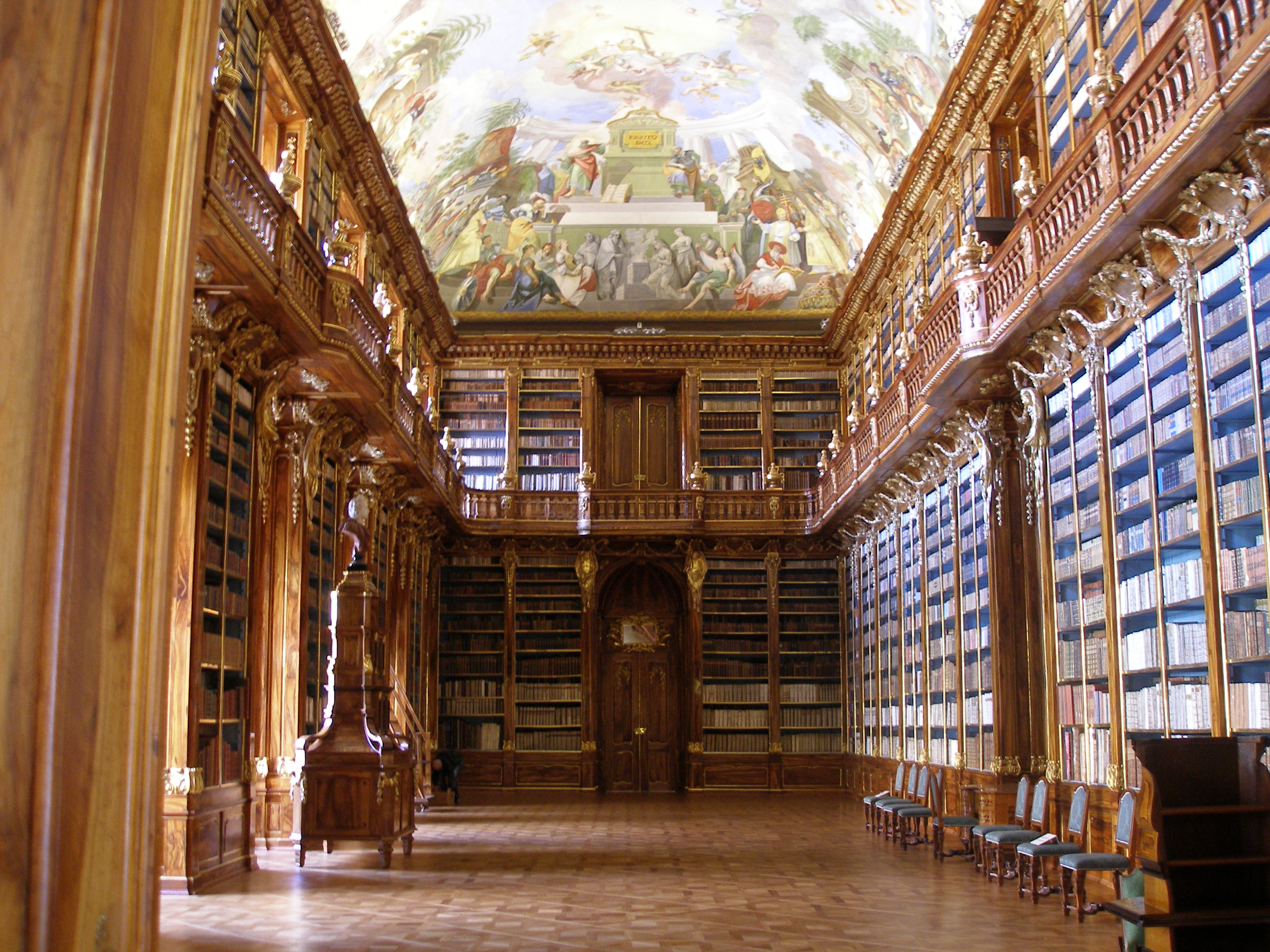
Страговський монастир, Філософська зала
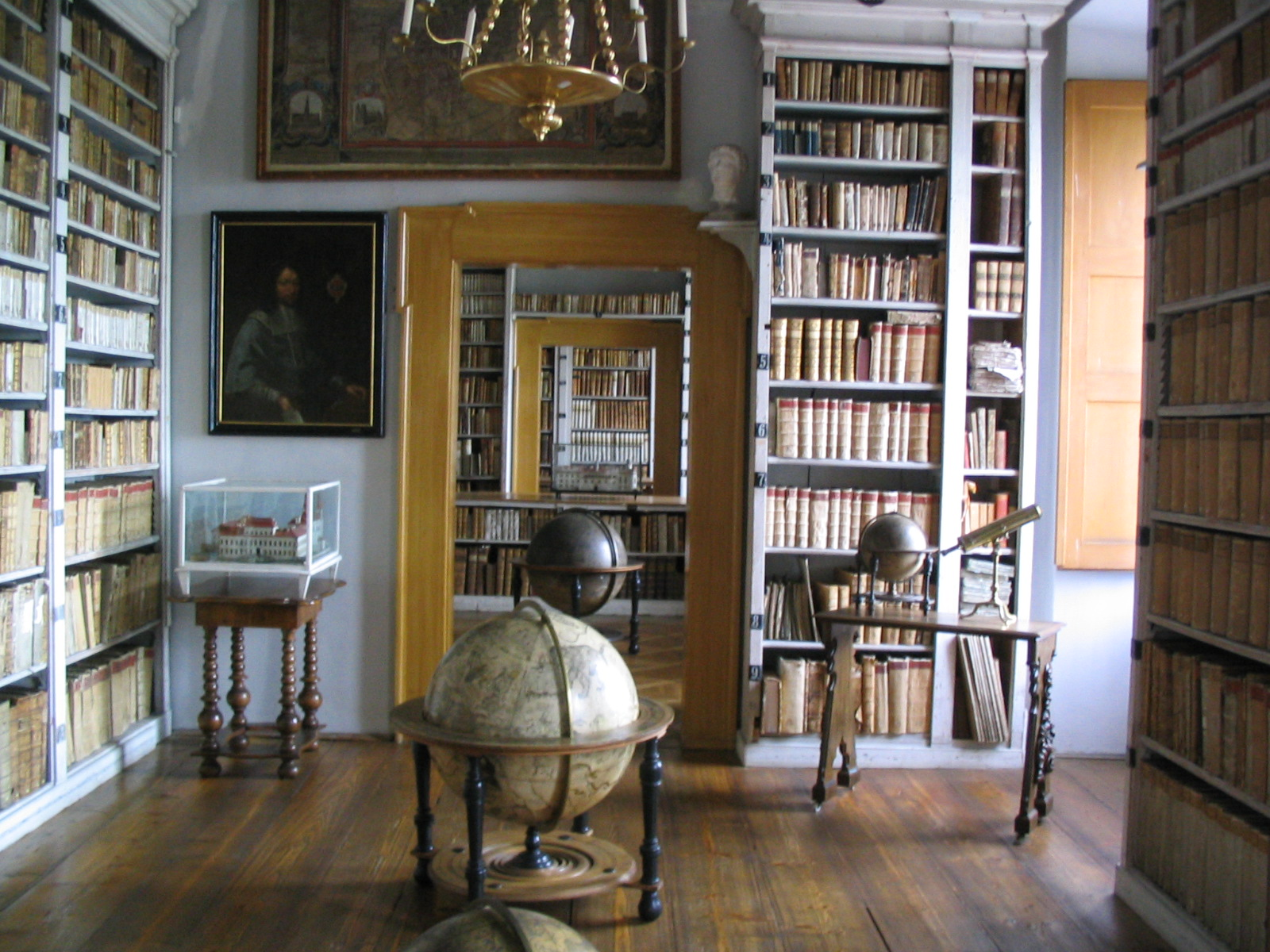
Замок Мніхово Градіште, палацова бібліотека
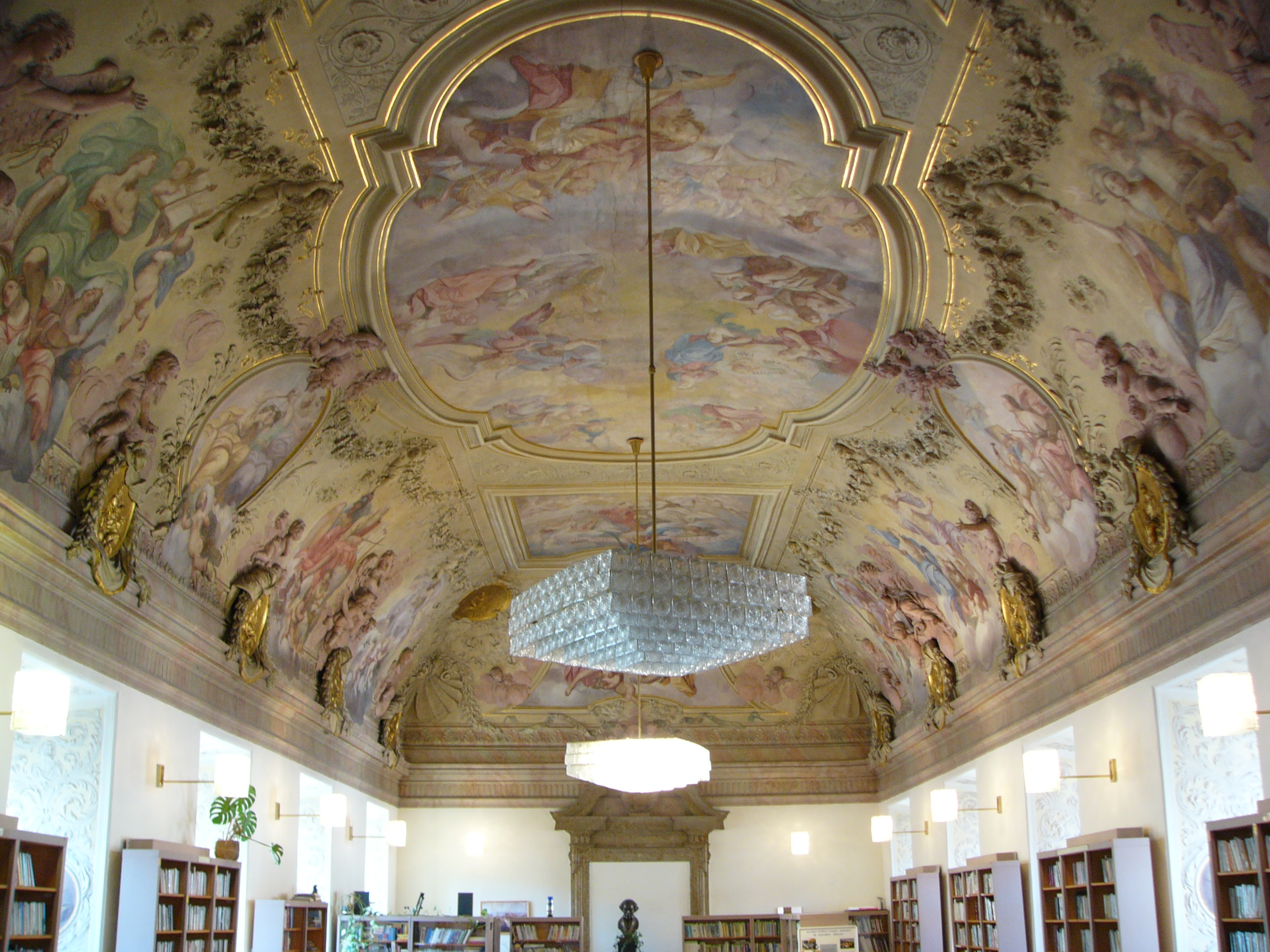
Бібліотека колишнього монастиря в Градіско, неподалік Оломоуца

## Обрані зразки барокового живопису Чехії

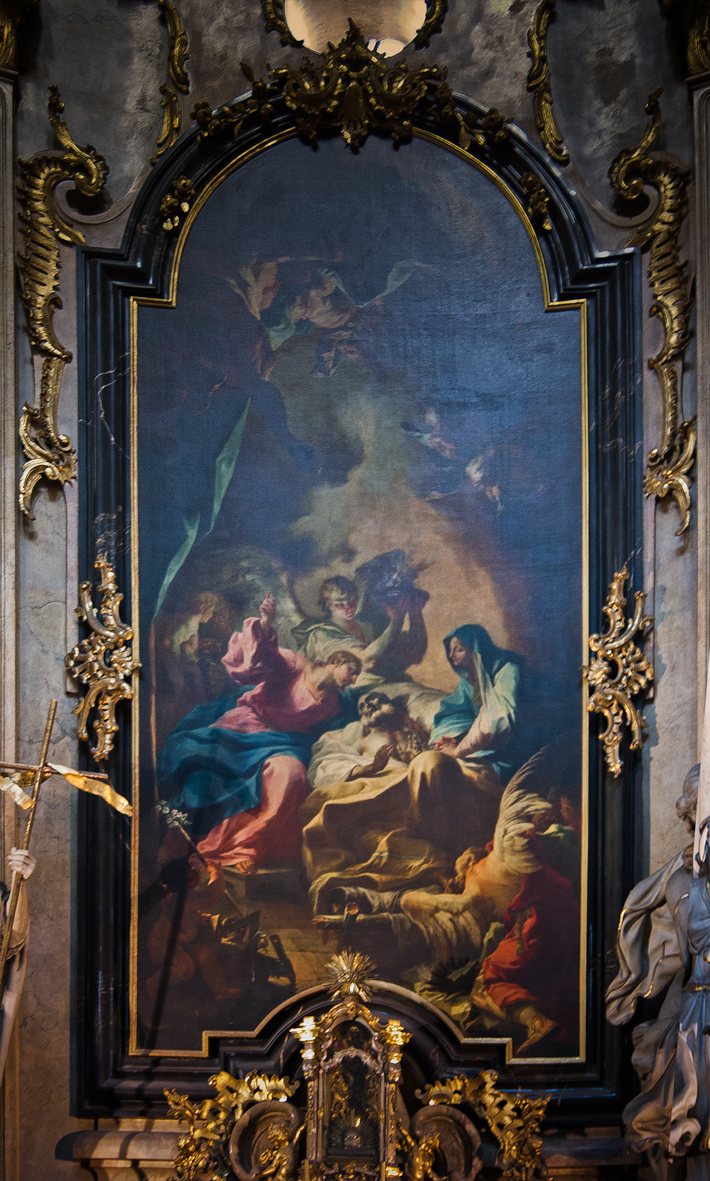
Лукаш Кракер. «Смерть св. Йосипа», 1760 р., Костел святого Мікулаша на Малій Страні

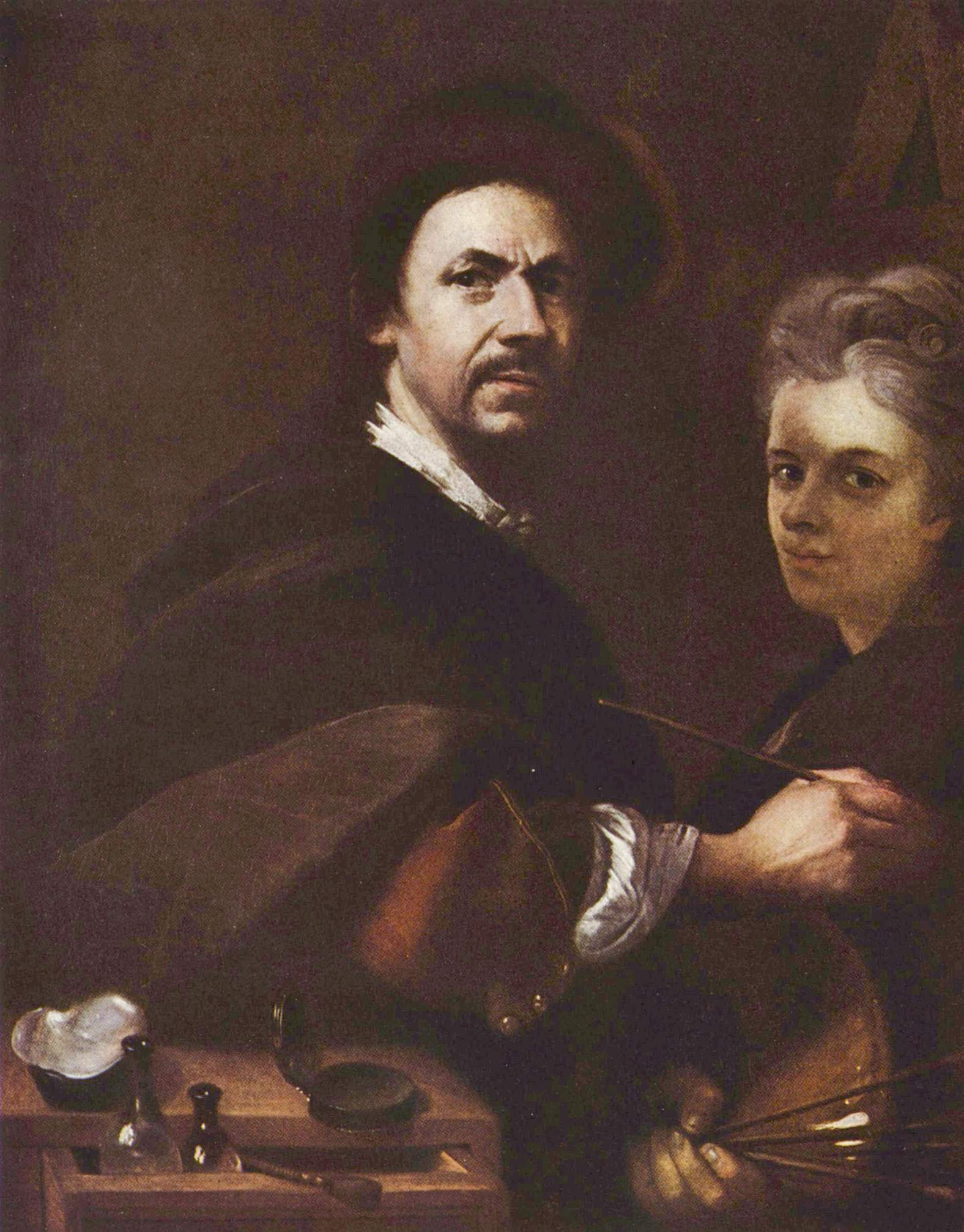
Ян Купецький. «Автопортрет». 1711 р.,Національна галерея (Прага)
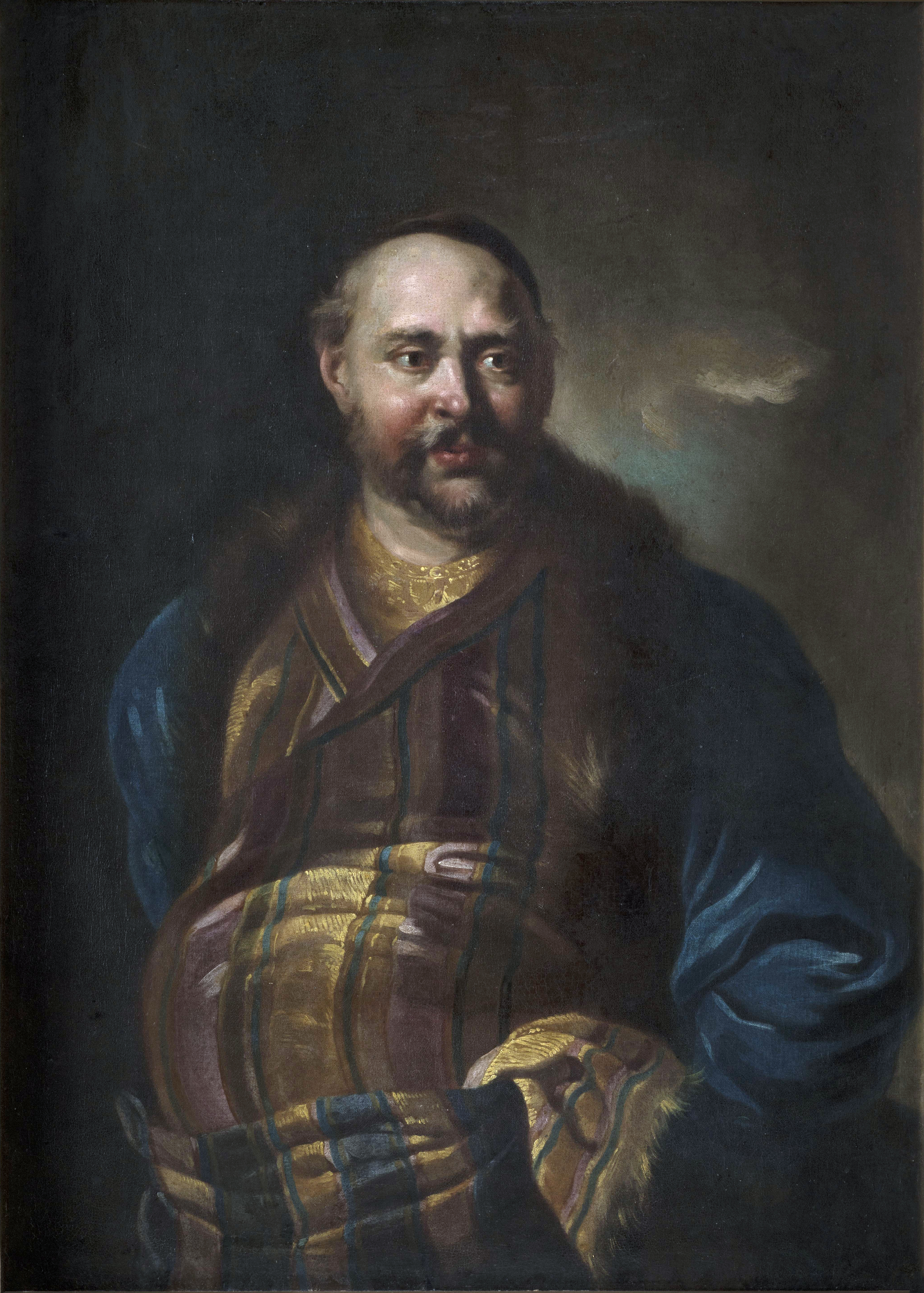
Ян Купецький. «Людвік Константин Пацей», гетьман великий литовський, 1711 р.
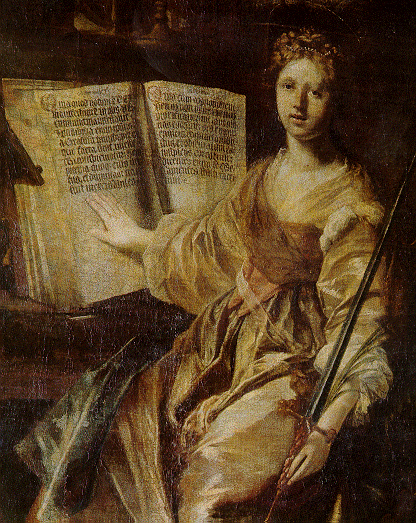
Карел Шкрета. «Св. Катерина Александрійська, католицька покровителька філософії», Карлів університет

## Малі архітектурні форми

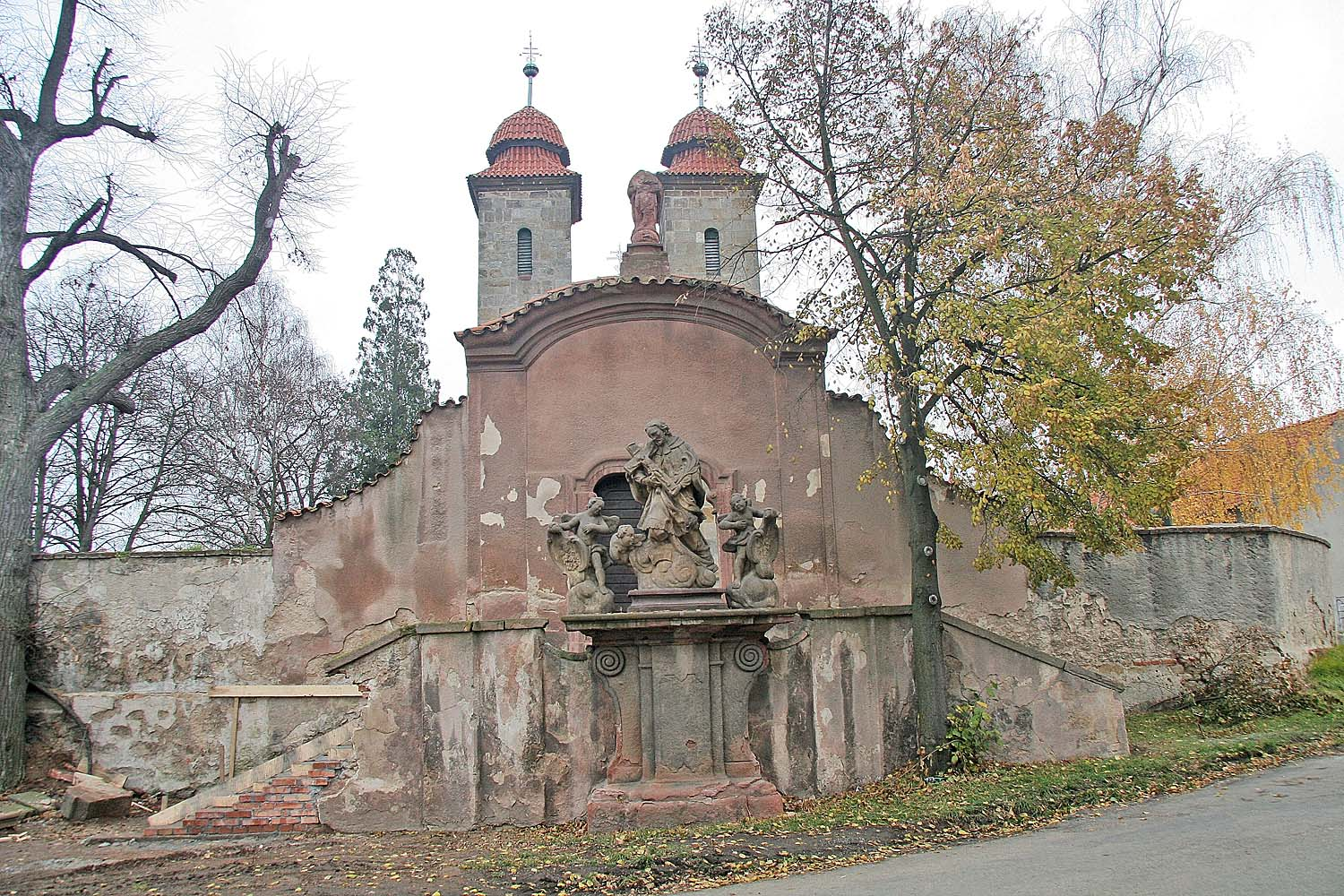
Головна брама Успенської базиліки, селище Тісміце

В Чехії існувала розвинена культура малих архітектурних форм. Барокові палаци і костели завжди облямовували партери, каплиці, скульптури, тераси та сходинки з балюстрадами, що робили нерізким перехід від масштабу реальної людини до монументальних фасадів споруд, що тяжіли до величі і висотності. Навіть провінційні костели облямовані скульптурами, невеликими квітниками, сходинками з балюстрадами, невеликими брамами. Нова доба додала до малих архітектурних форм невеликі монументи історичним особам, пов'язаним з тим чи іншим помешканням (монумент ченцю-досліднику Менделю біля костелу в Брно, алегорії Християнської Віри та Хроносу в Цитолібах, діючі фонтани в Оломоуці, чумні стовпи на площах багатьох міст тощо.)Все це збагачувало людське оточення і робило його більш знайомим, культурним, гуманним.

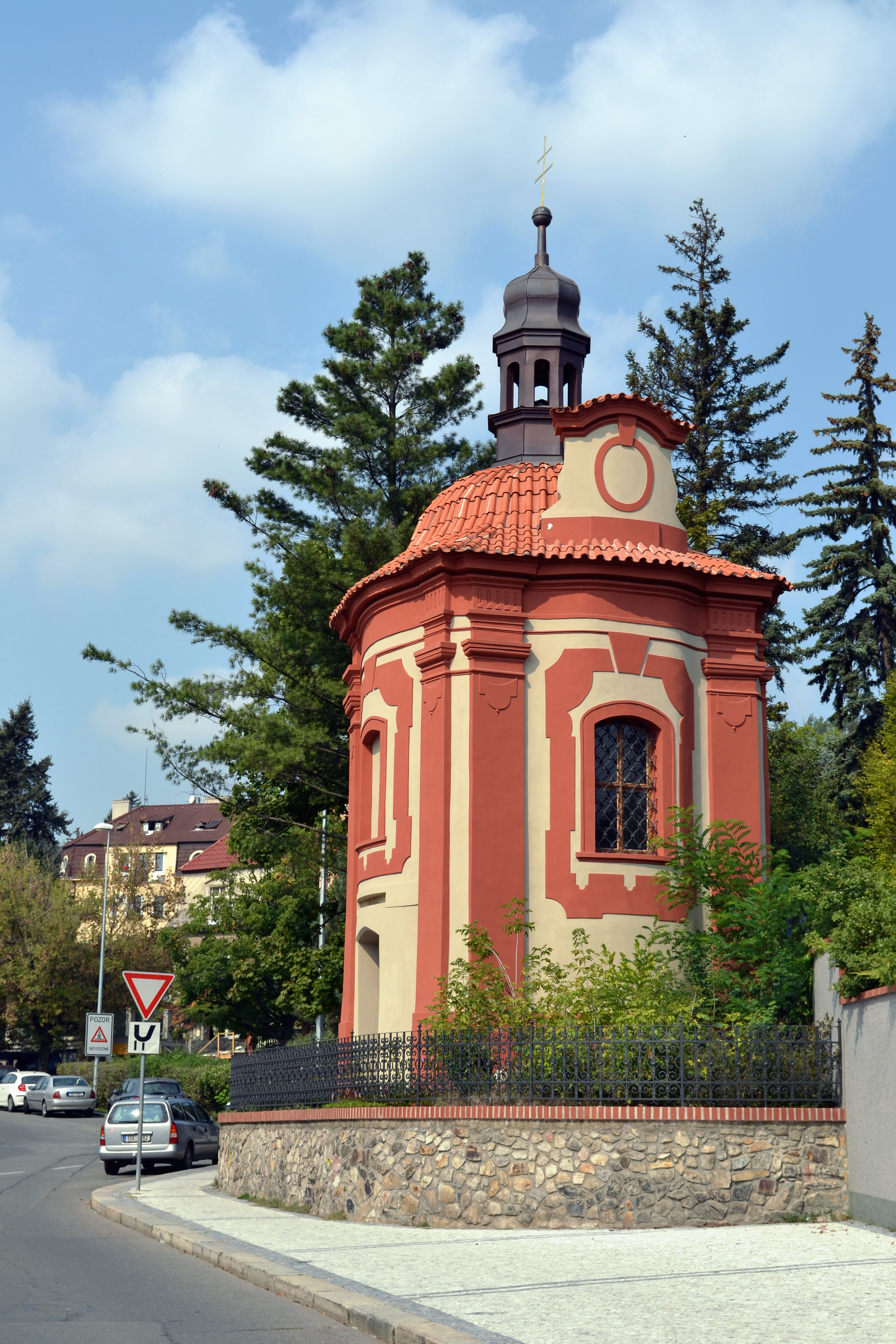
Каплиця Св. Трійці, Прага, Сміхов.
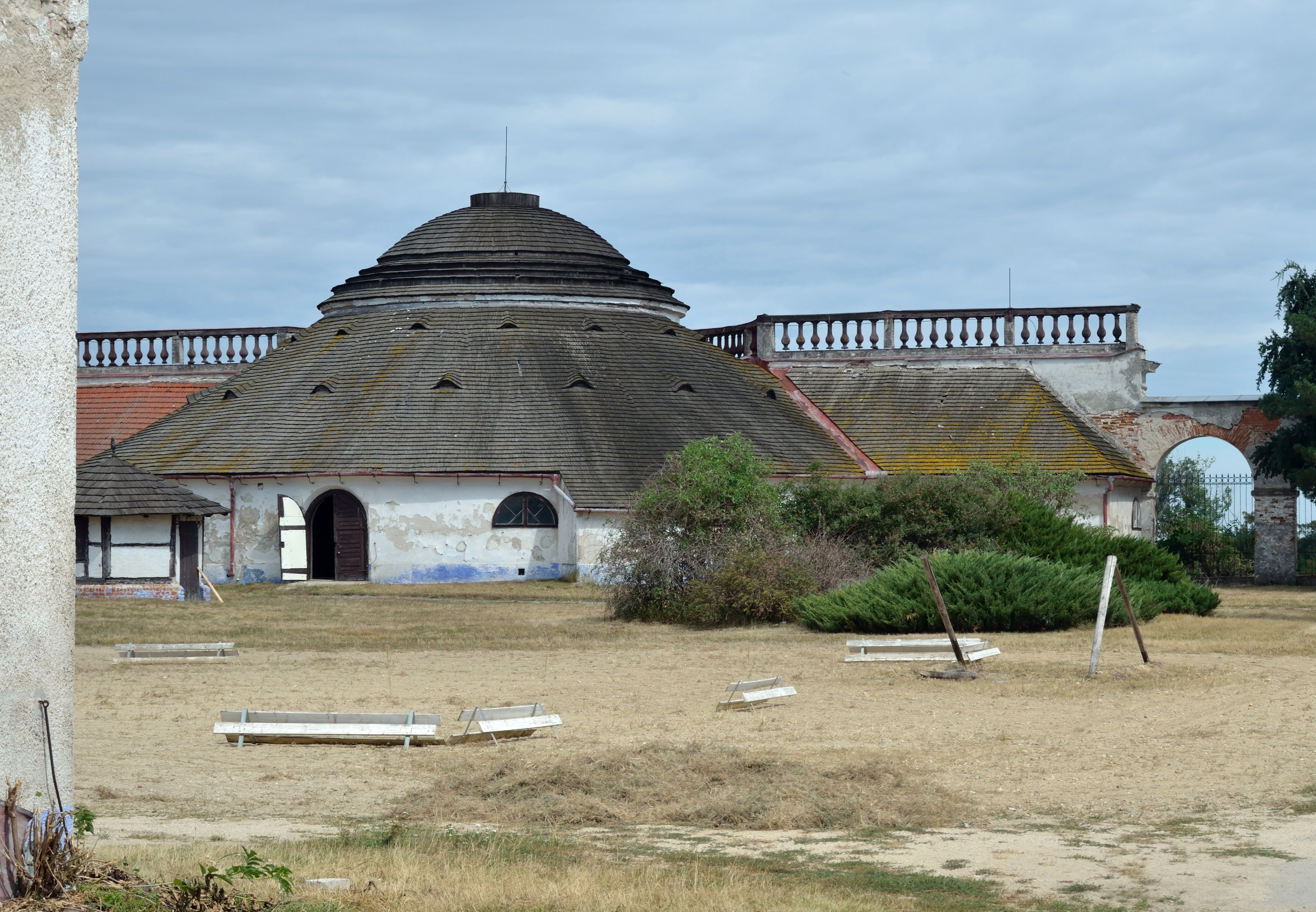
Господарська споруда, замок Нови Двур.
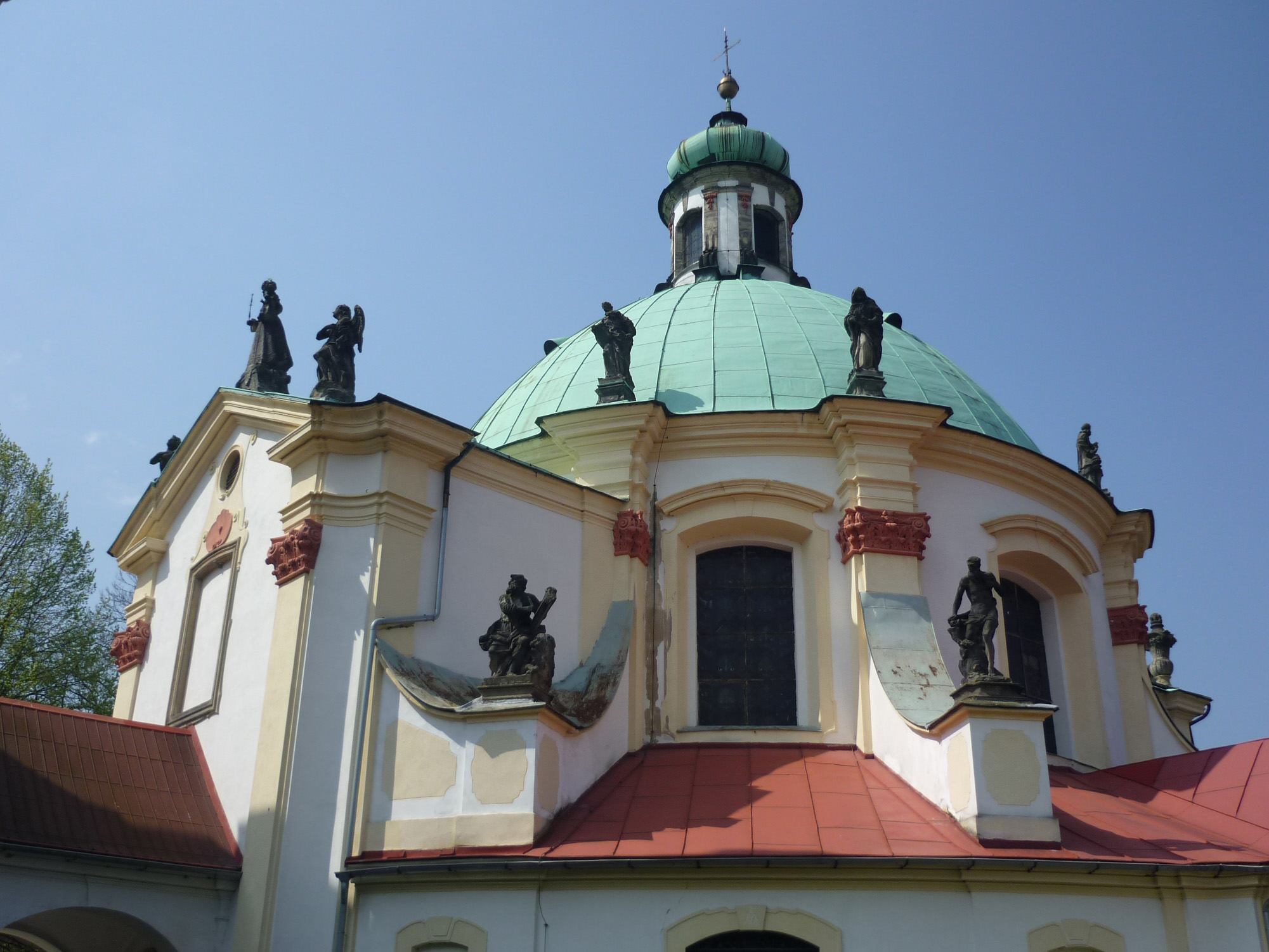
« Купол каплиці «Різдва Богородиці»,Чеська Каменіце біля міста Дечин
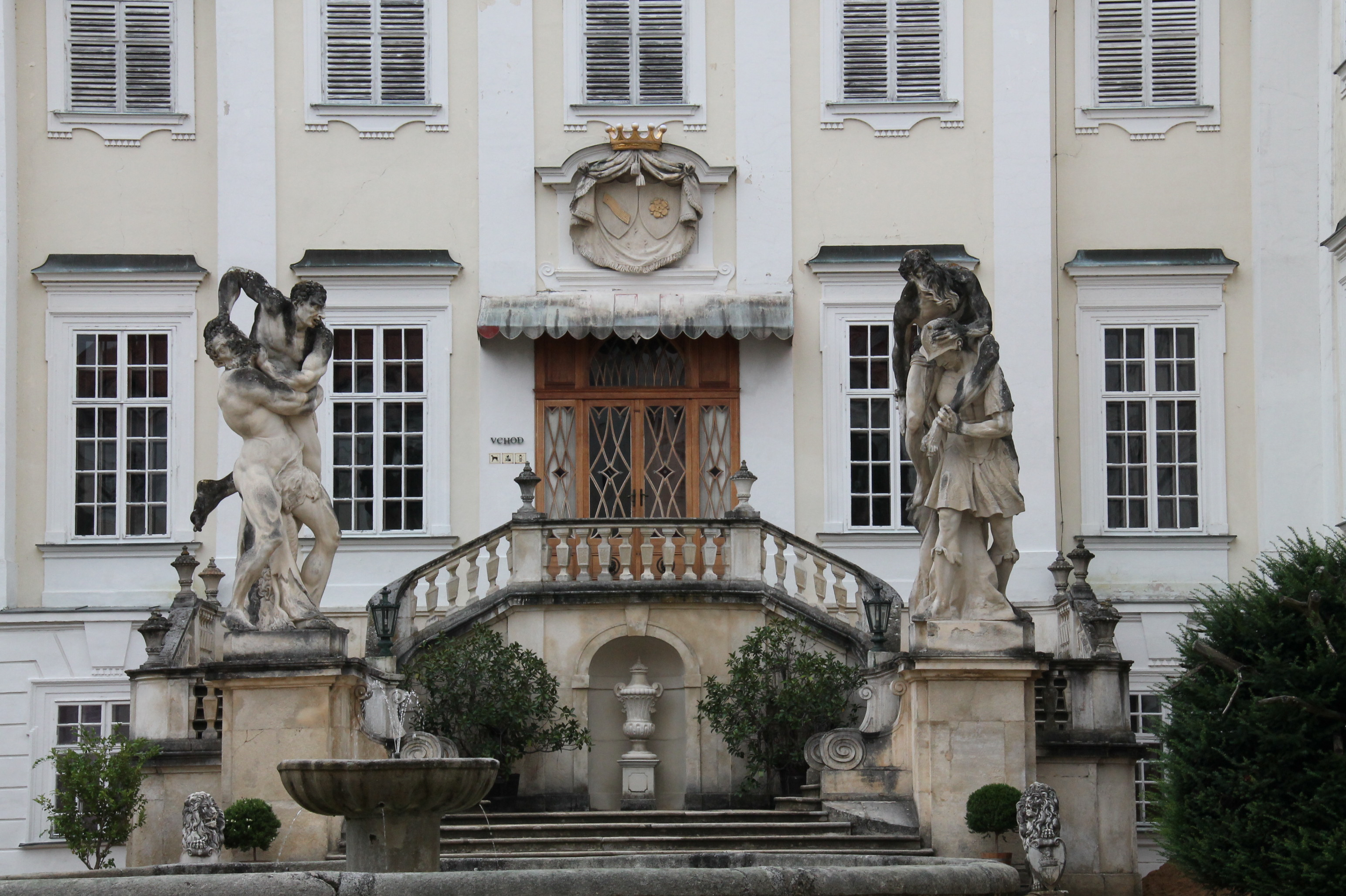
Замок Вранов-над-Диєю, головний вхід до палацу.
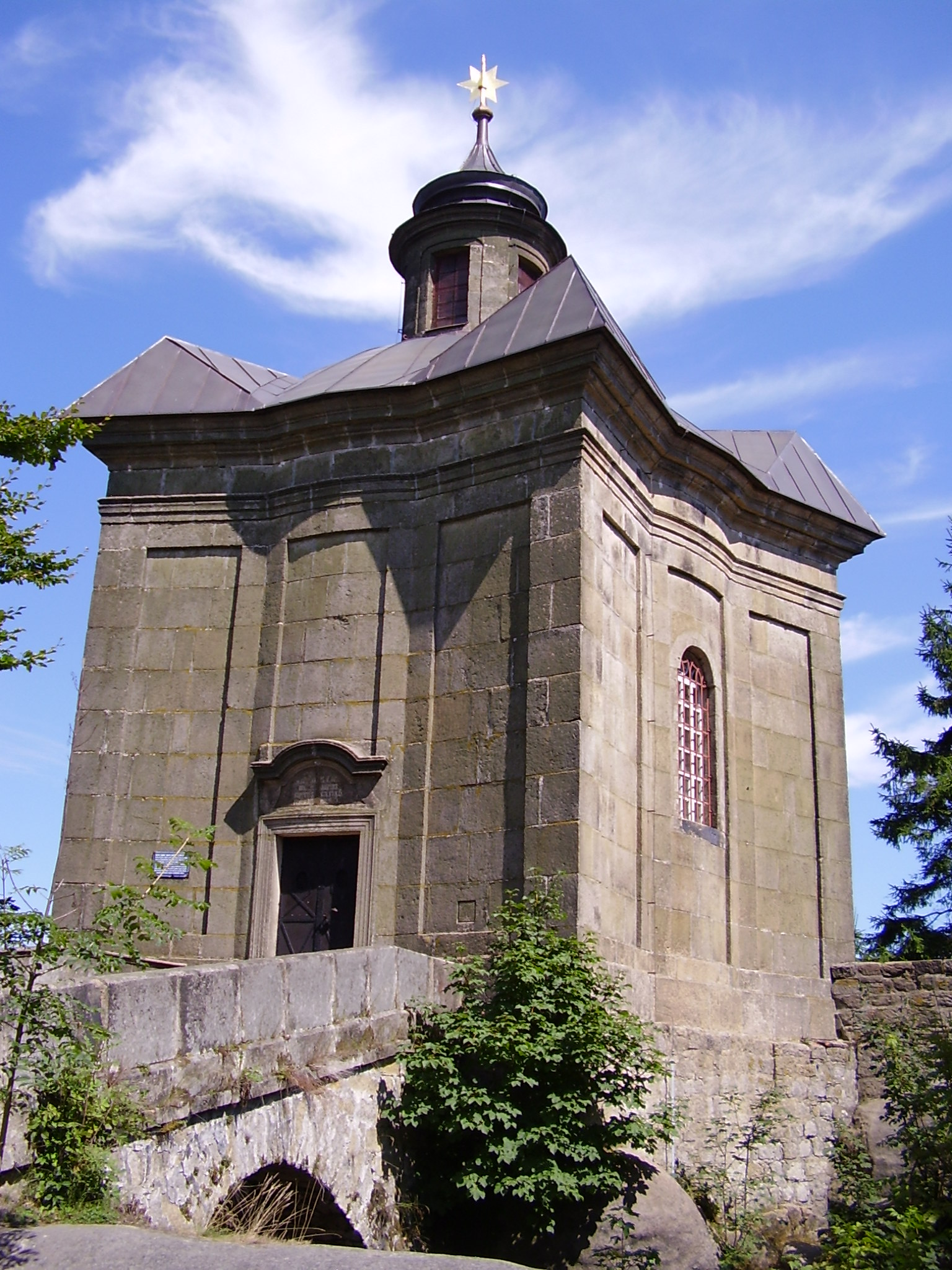
Зірчаста каплиця Марії Сніжної, Браунов біля містечка Наход

## Дерев'яна барокова архітектура

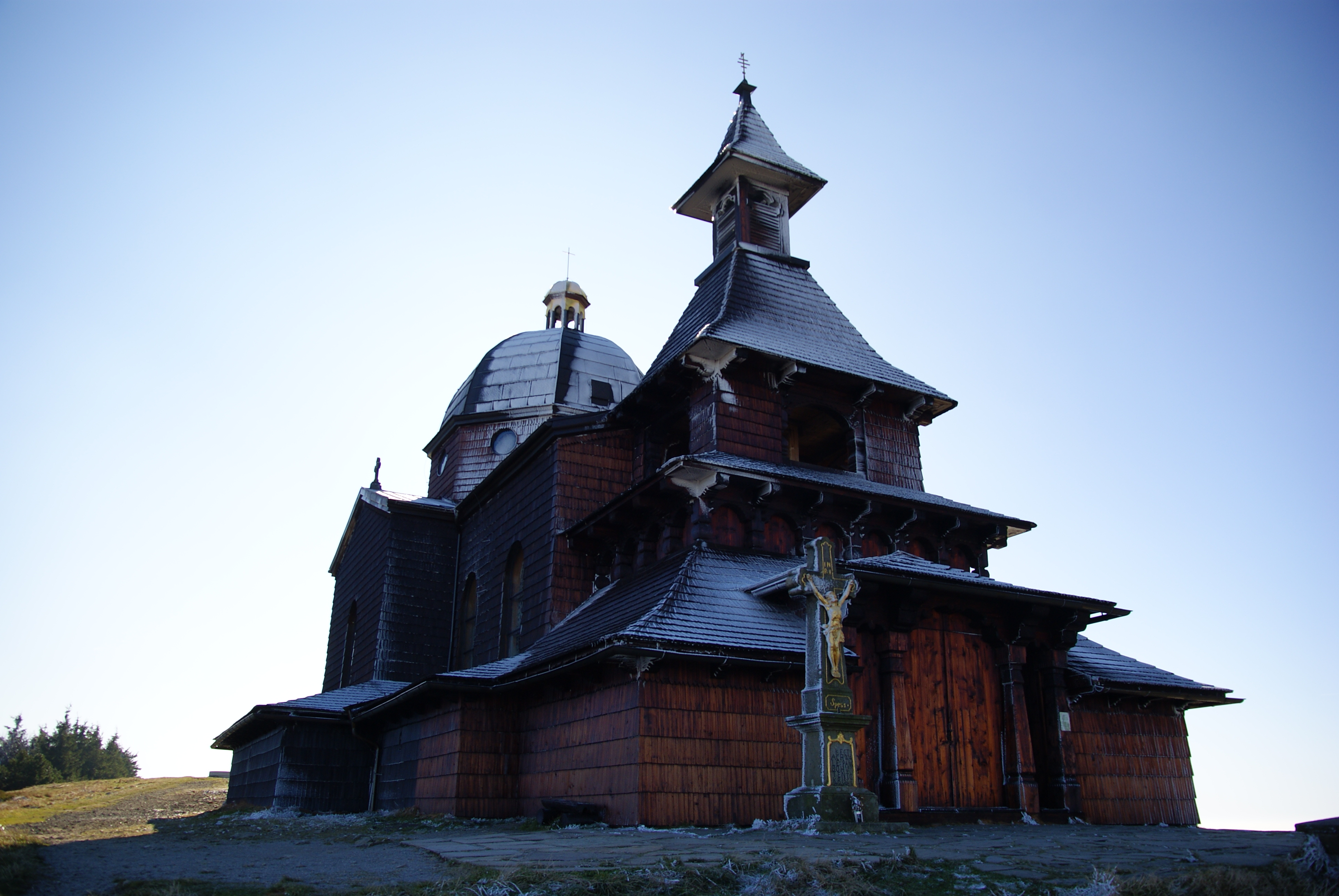
Церква Св. Кирила і Мефодія, Дольні Бечва.

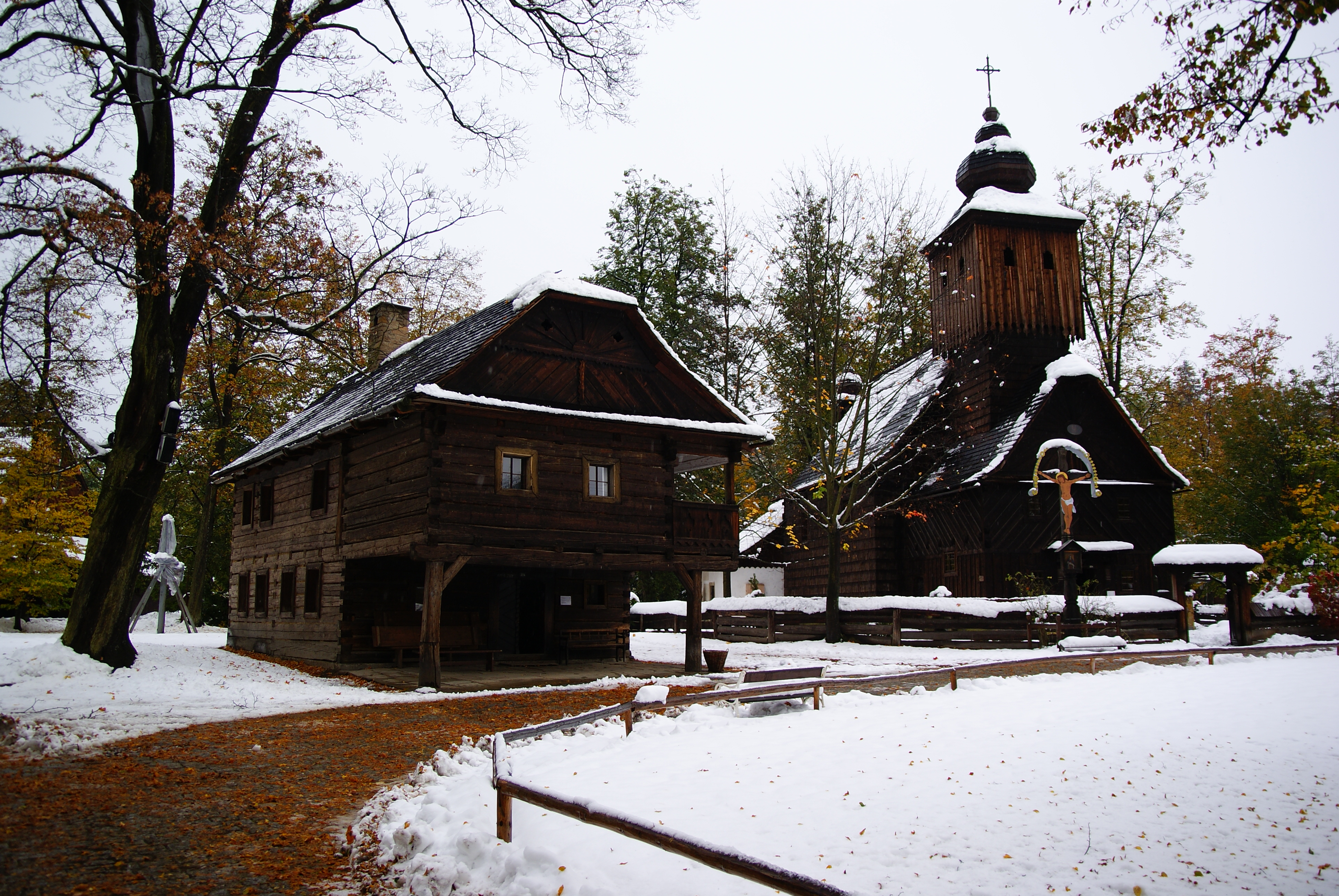
Рожнов-под-Радгоштем, скансен
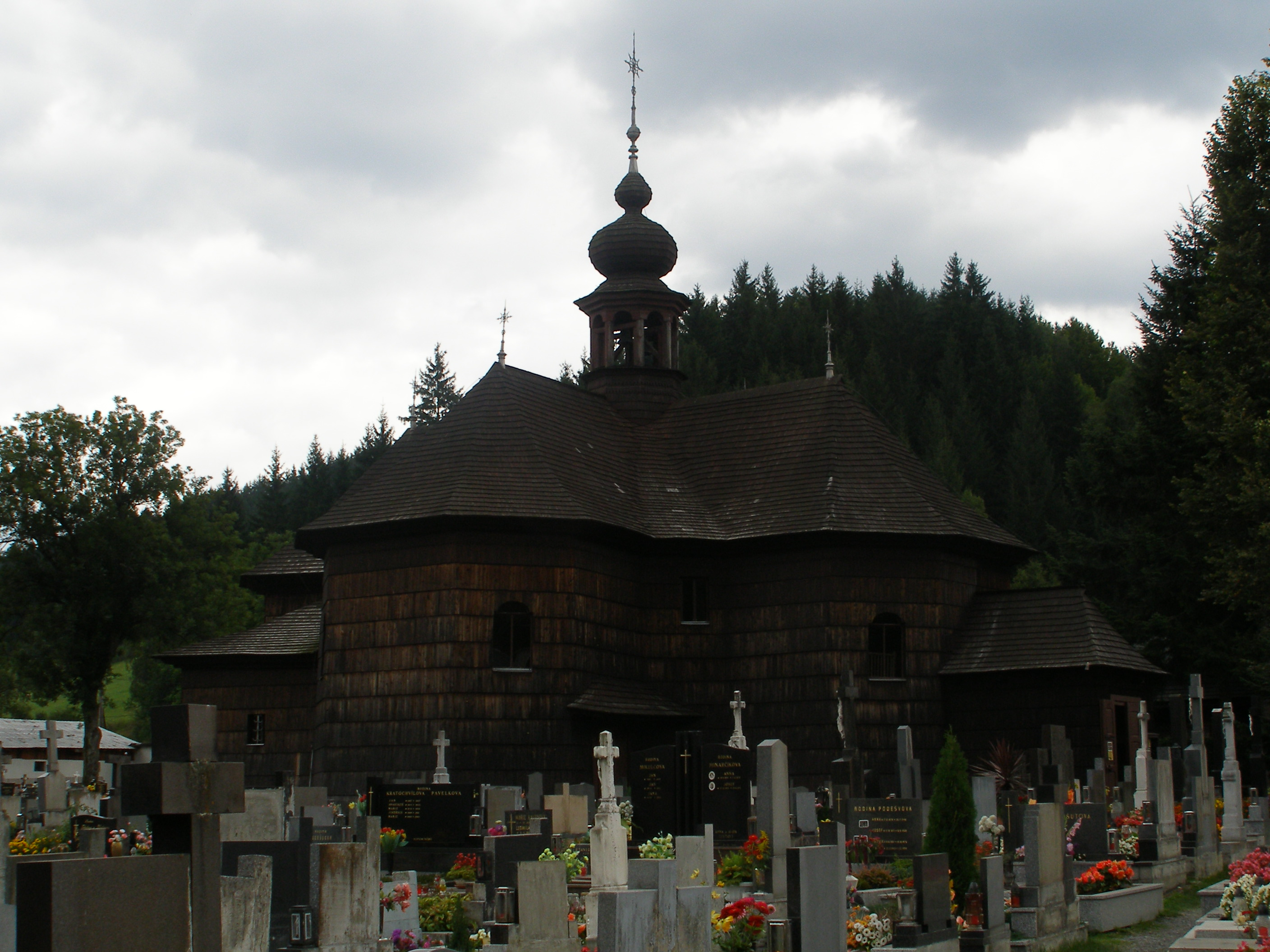
Костел Марії Сніжної на цвинтарі, селище Вельке Карловіце.
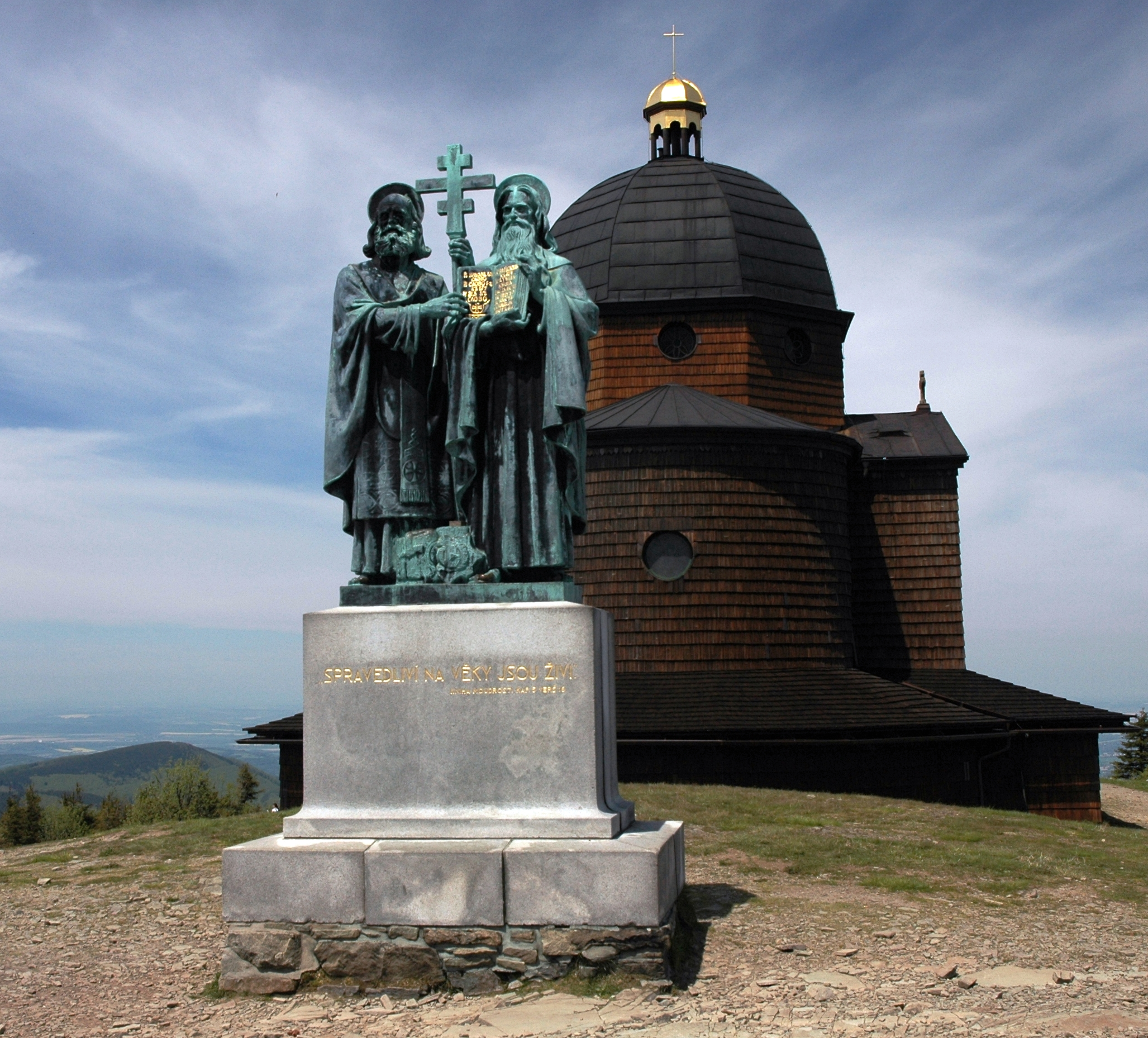
Дерев'яна каплиця свв. Кирила і Мефодія, Радгошт, північний схід Моравії

## Барокові сади в Чехії

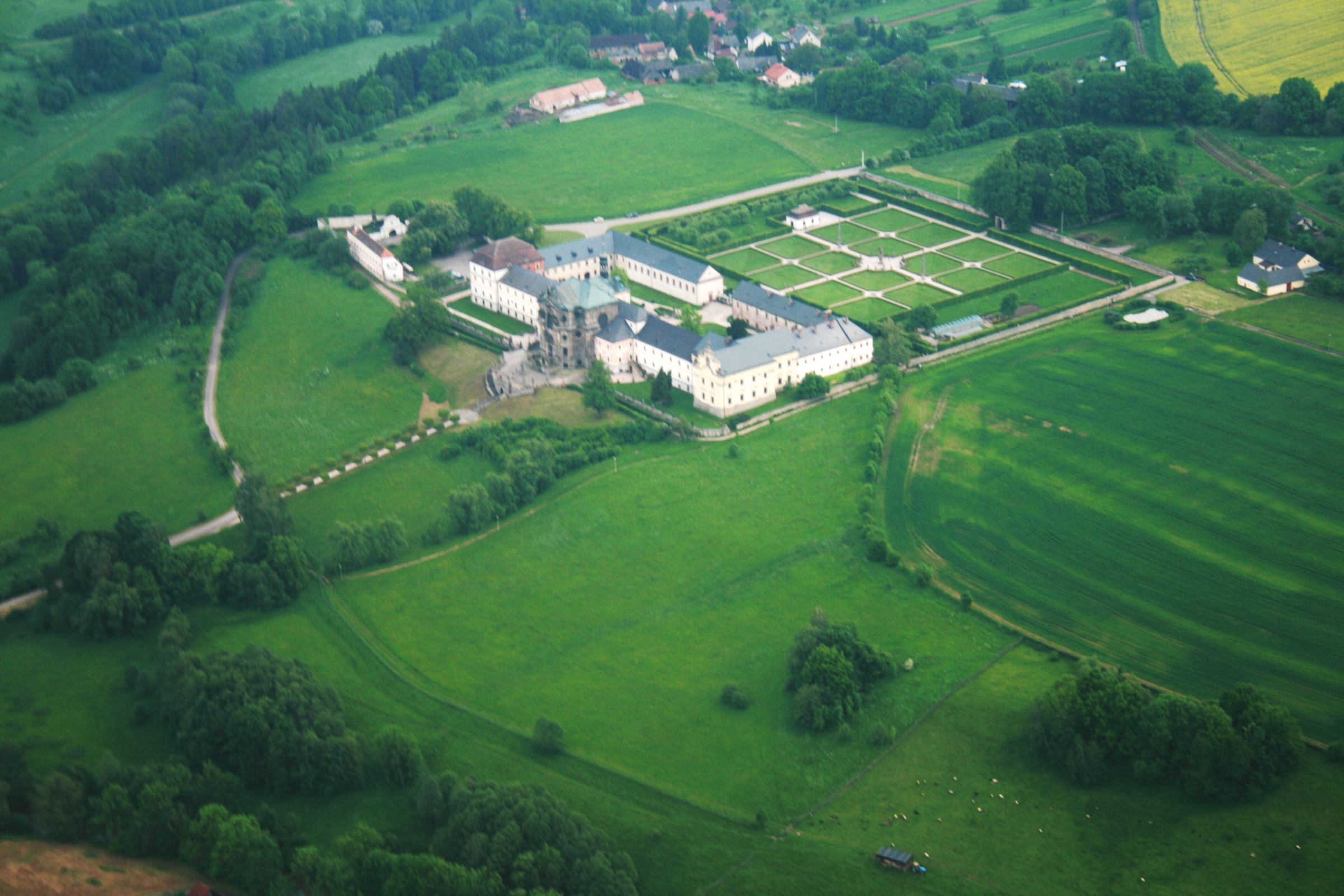
Бароковий ансамбль шпиталю, церкви і саду в замку Кукс. Вигляд з неба.

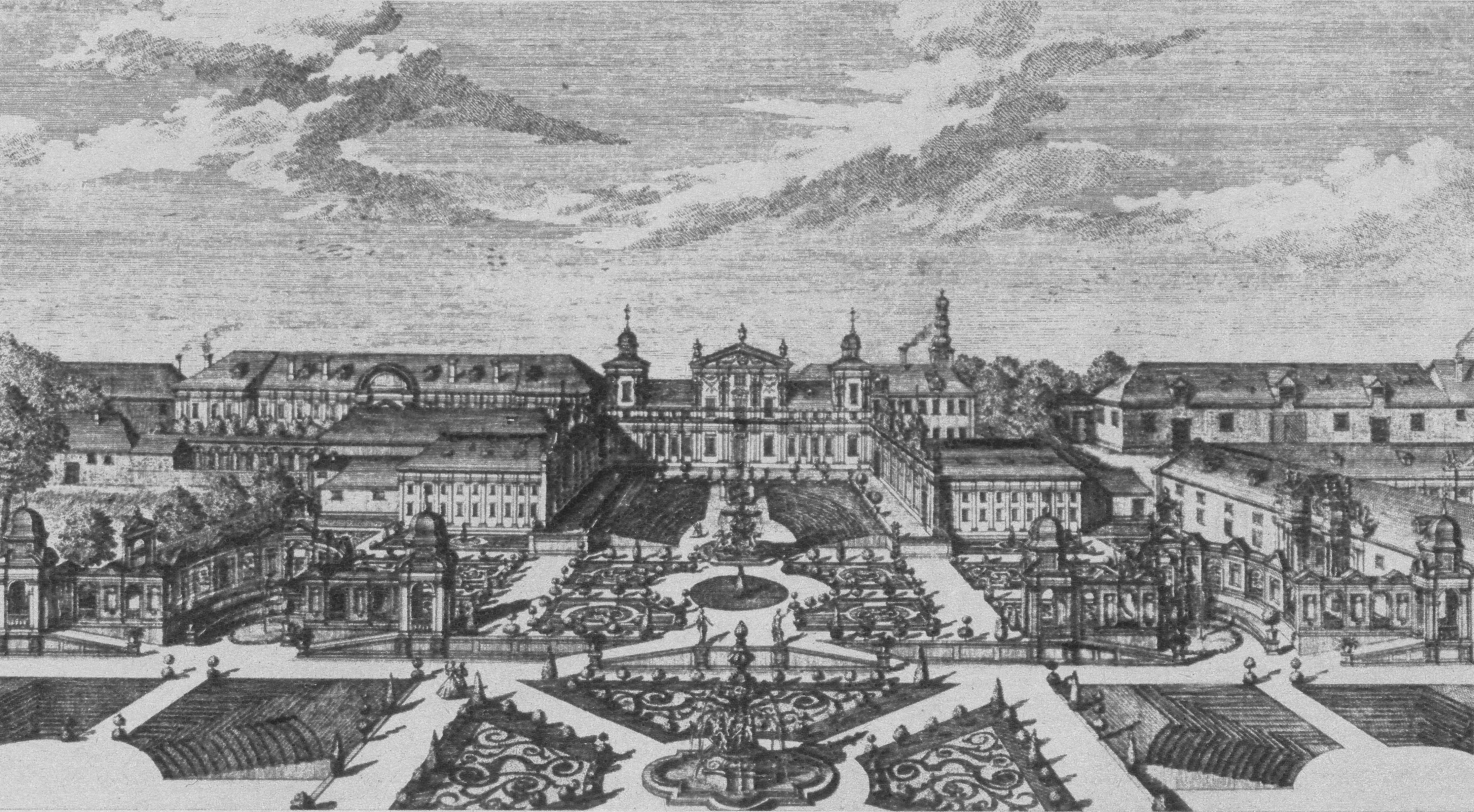
Гравер Йоган Адам Дельсенбах. Палац Ледніце, 18 ст.

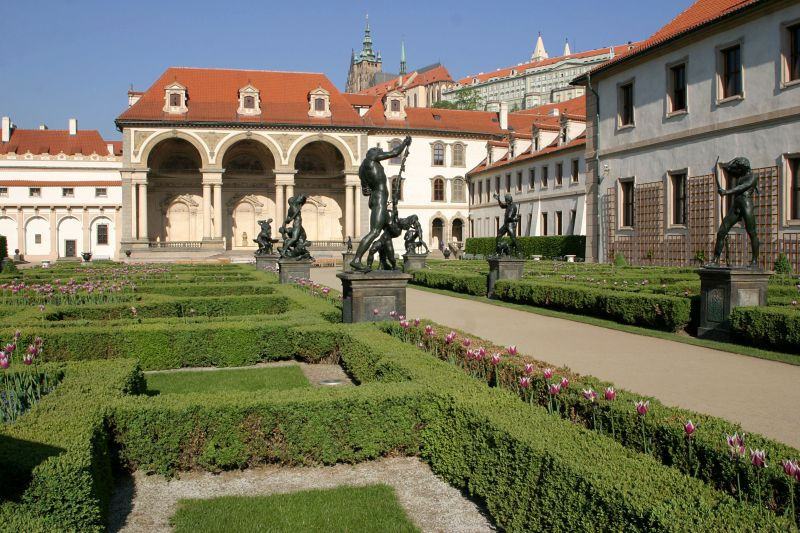
Валдштейнський палац, сад бароко після відновлення
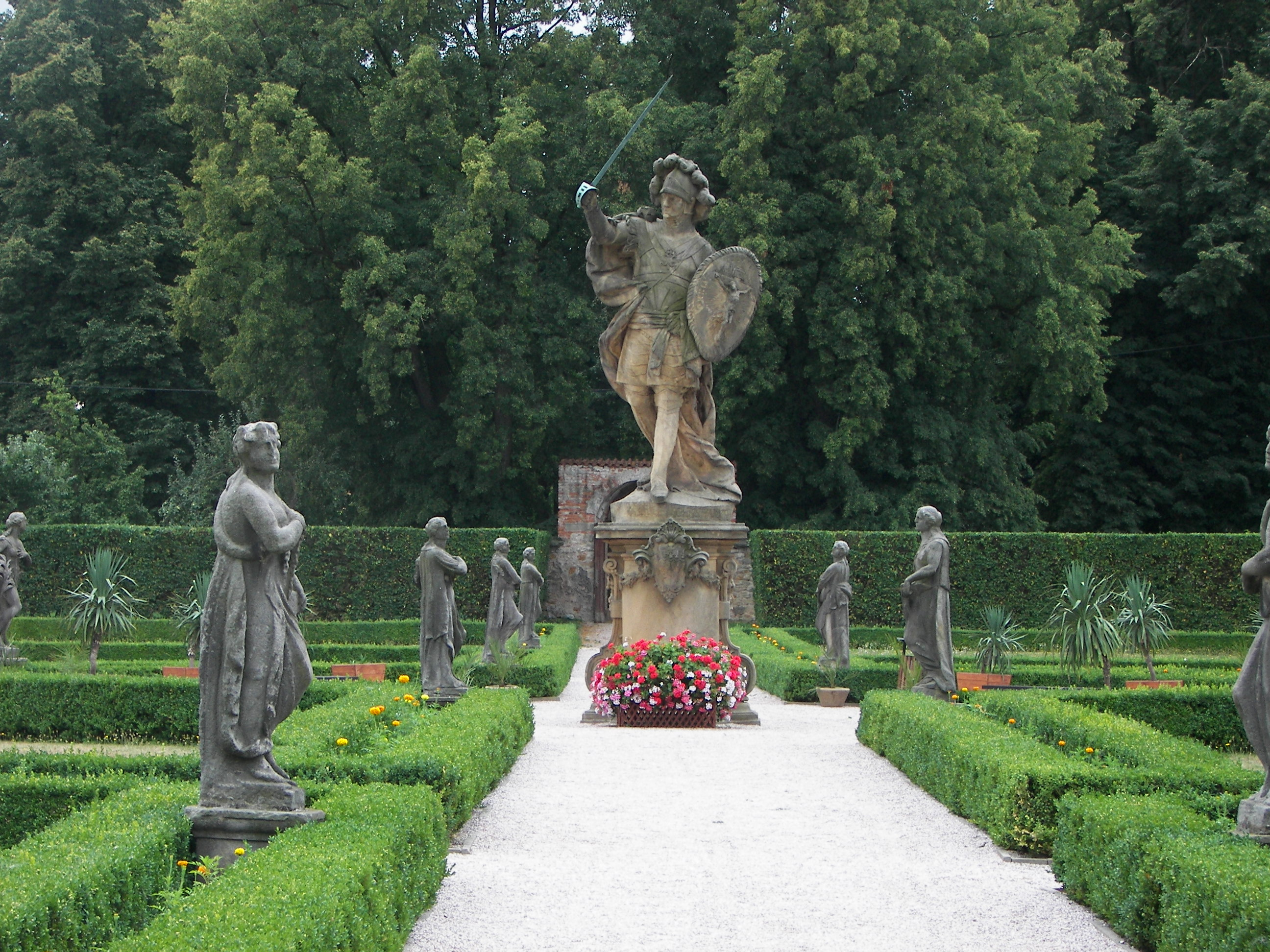
Шпитальний сад, замок Кукс. Скульптура «Великий християнський вояк»
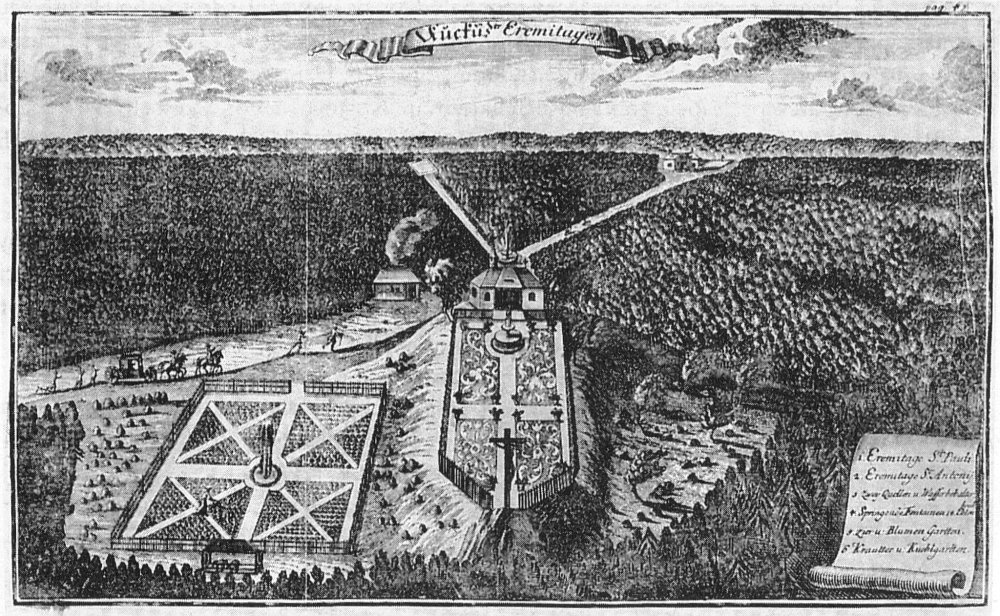
Католицька пустинь в Новому лісі, замок Кукс.
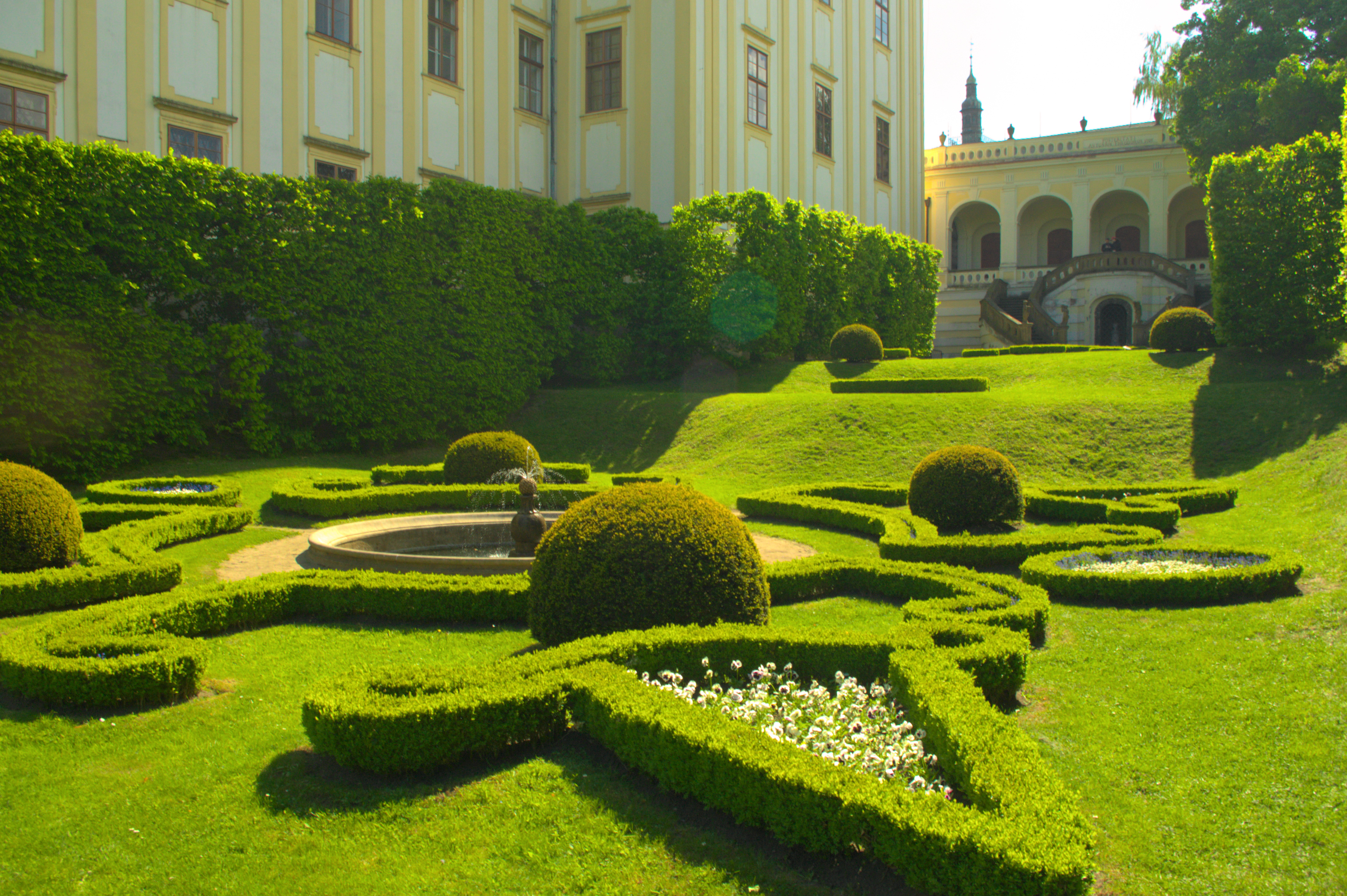
Архієпископський палац, Кромержиж, замковий сад
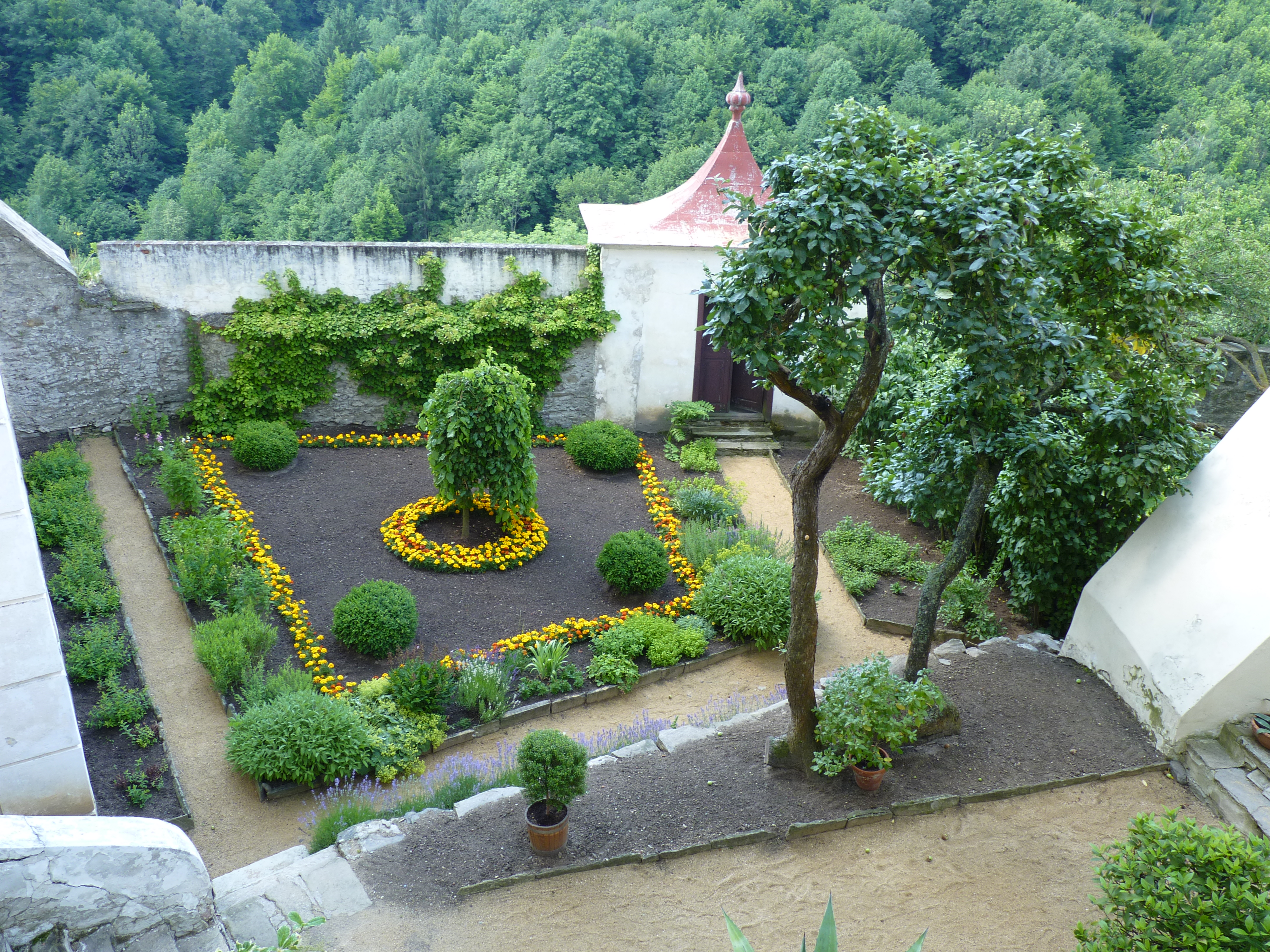
Замок Вранов-над-Диєю, міні садок після відновлення
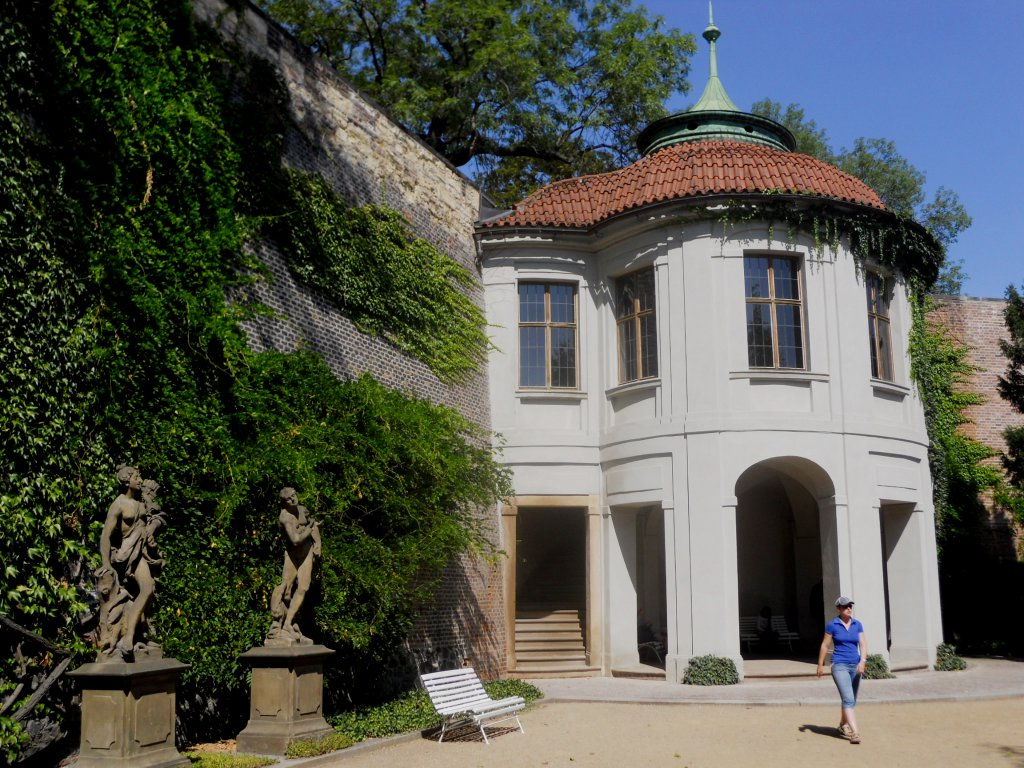
Гартіговський сад і парковий павільйон
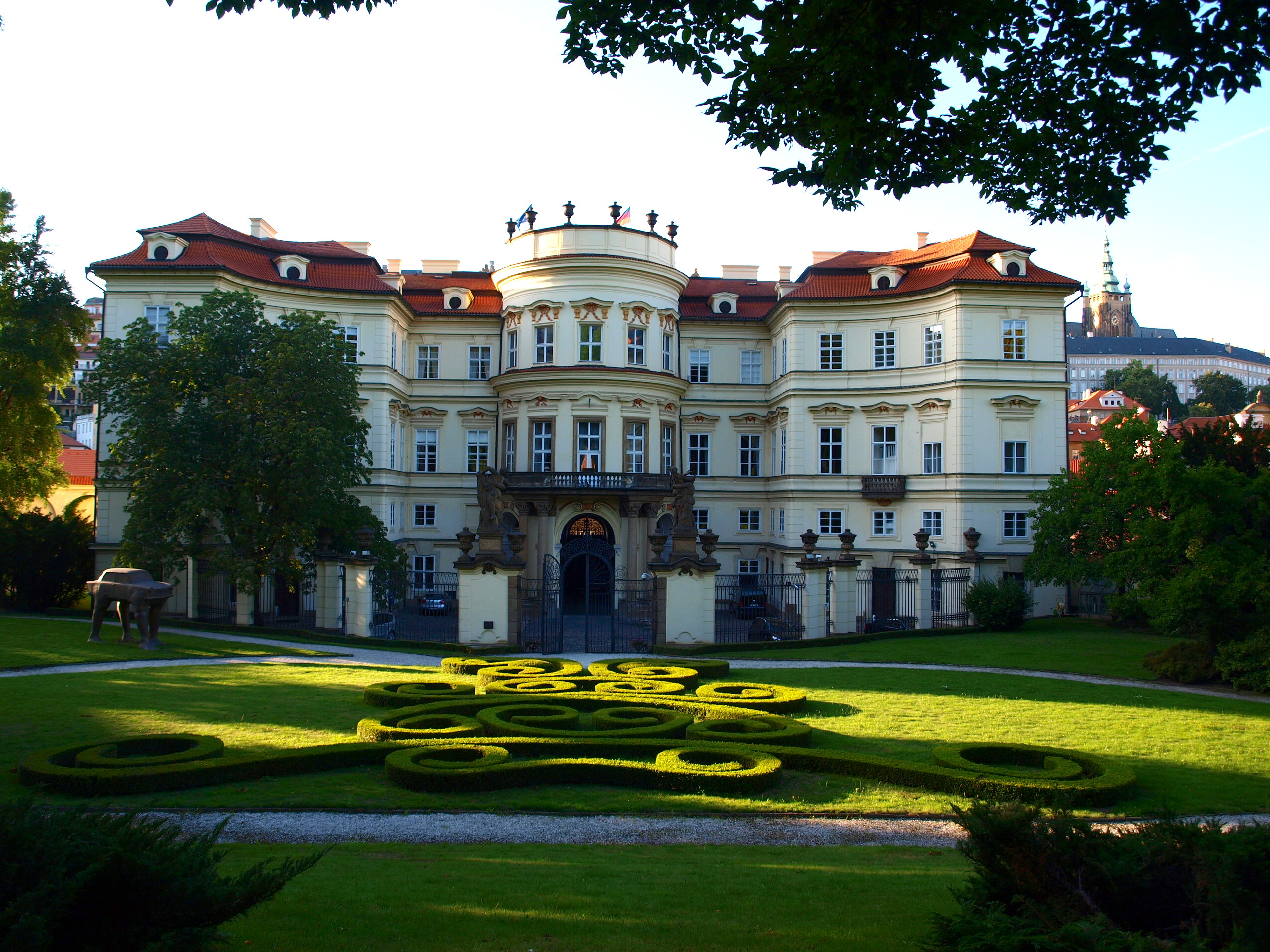
Сад Лобковицьких, Мала Страна
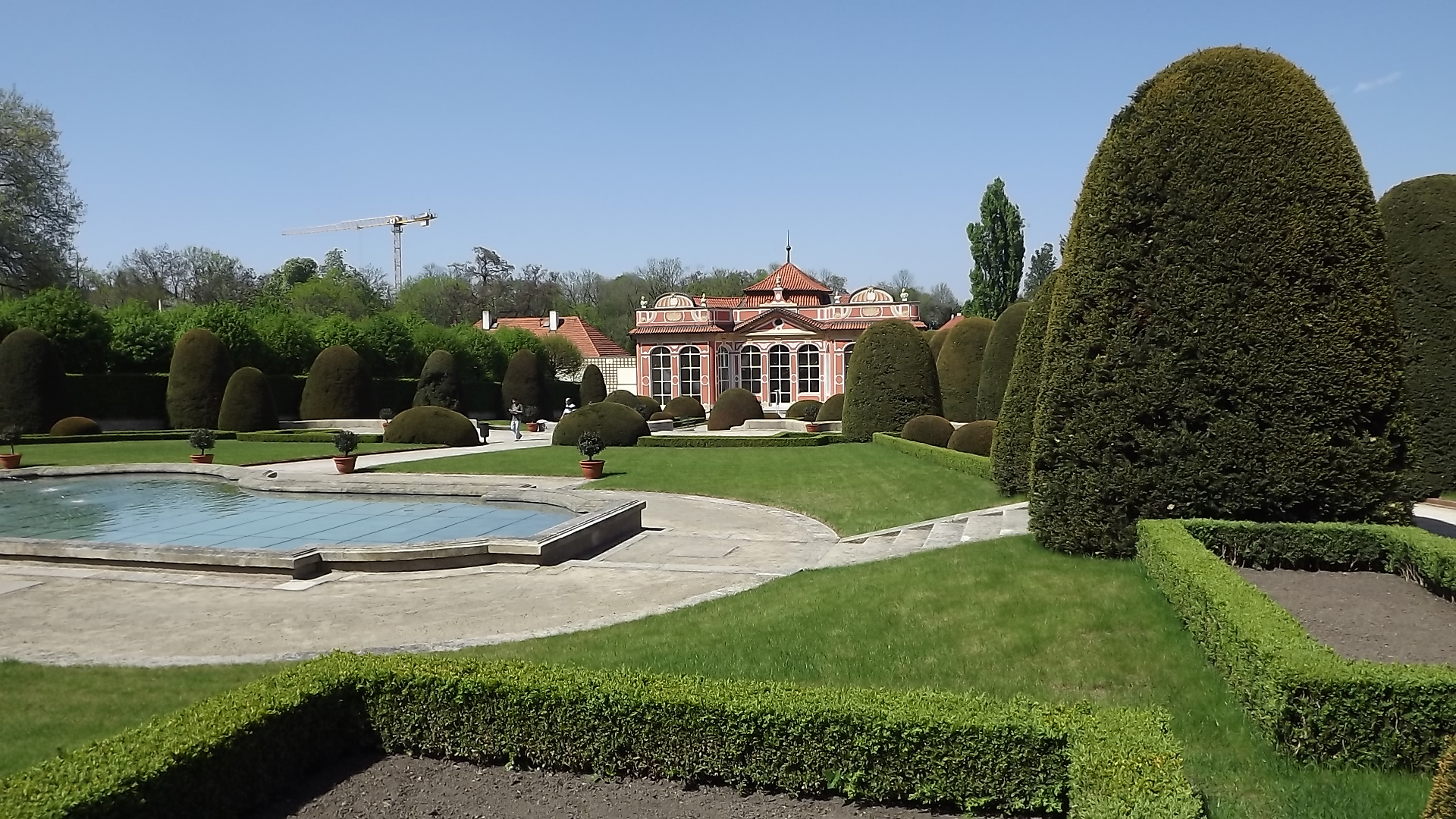
Чернінський сад за Чернінським палацом

## Віртуози архітектурної графіки бароко в Чехії

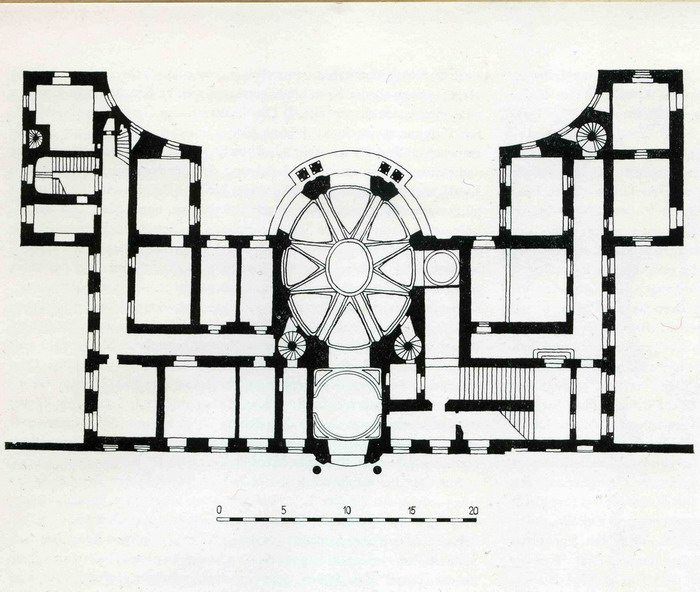
Джованні Алліпранді. Палац Лобковицьких Прага 1703 р.
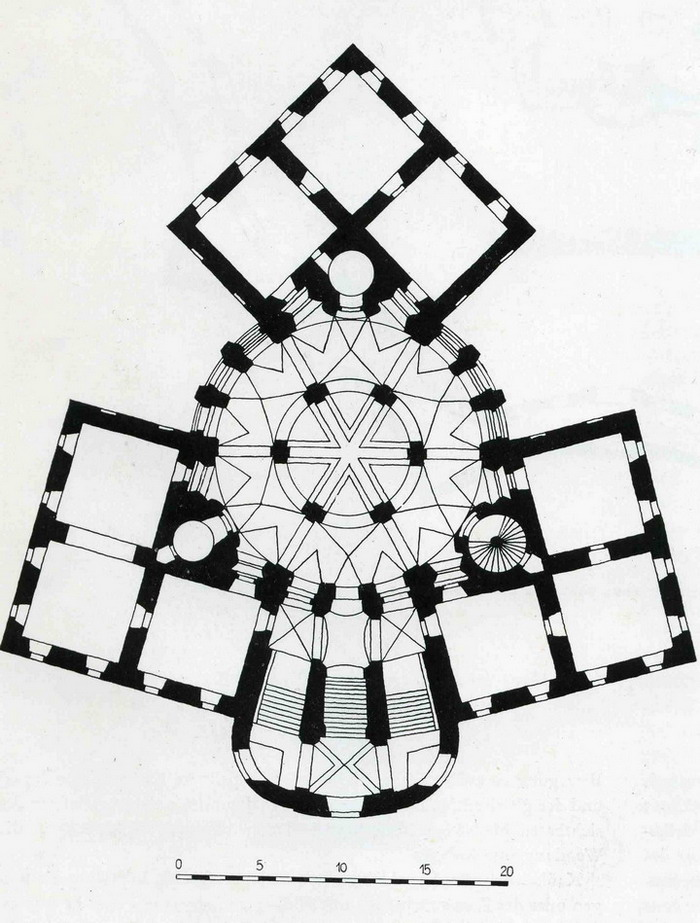
Джованні Сантіні. Замок Карлова Коруна, Хлумец, 1723 р.
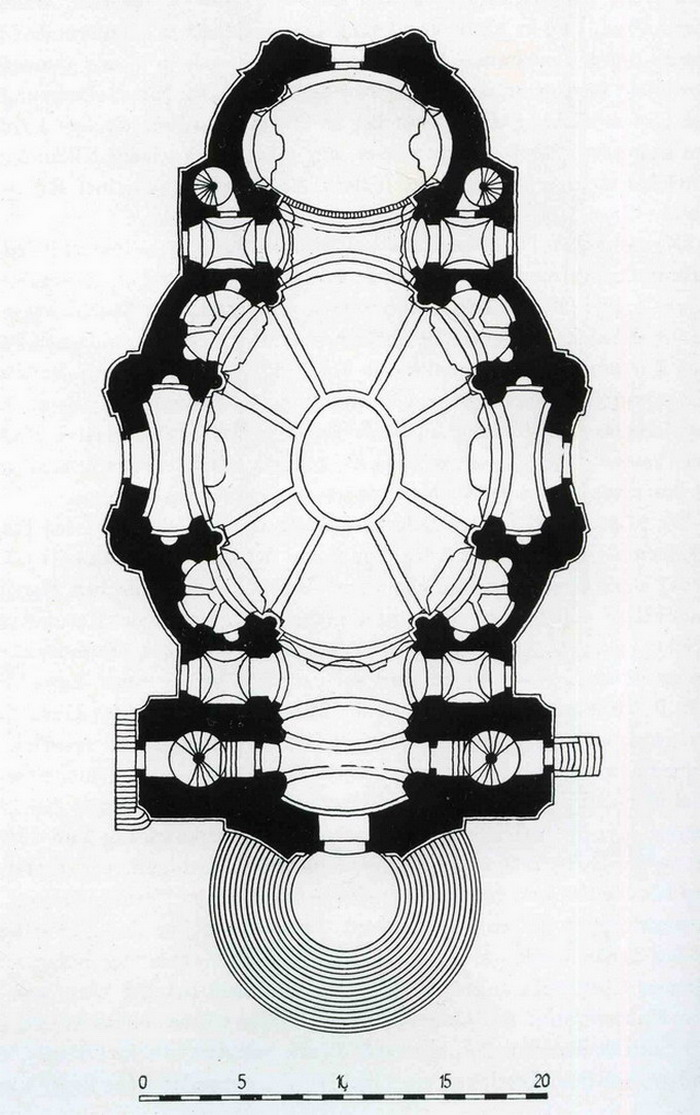
Кіліан Ігнац Дінценгофер. Ц-ва Марії Магдалини, 1731 р., Карлови Вари.